# 아시리아
아시리아(신아시리아 쐐기문자: , 마트 아슈르)는 메소포타미아의 주요 고대 문명이다. 앗수르 또는 앗시리아라고도 한다. 기원전 21세기부터 기원전 14세기까지는 도시국가로 존재했으며 기원전 14세기부터 기원전 7세기까지 제국으로 확장했다.
초기 청동기 시대부터 후기 철기 시대에 걸쳐, 현대 역사가들은 고대 아시리아 역사를 정치적 사건과 점진적인 언어 변화를 기준으로 초기 아시리아(c. 기원전 2600년–2025년), 고아시리아(c. 기원전 2025년–1364년), 중아시리아(c. 기원전 1363년–912년), 신아시리아(기원전 911년–609년), 그리고 제국 후기(기원전 609년–c. 서기 240년)로 나눈다. 최초의 아시리아 수도인 아수르는 c. 기원전 2600년에 건립되었으나, 우르 제3왕조의 붕괴가 있었던 기원전 21세기까지는 도시가 독립적이었다는 증거가 없다. 이때 푸주르-아슈르 1세로부터 시작되는 독립적인 왕조가 도시를 통치하기 시작했다. 메소포타미아 북부의 아시리아 중심지에 자리 잡은 아시리아의 힘은 시간이 흐르면서 변동했다. 아시리아는 여러 차례 외세의 지배를 받거나 지배를 당하다가, 기원전 14세기 초 아슈르-우발리트 휘하에서 중아시리아 제국으로 부상했다. 중아시리아 시대와 신아시리아 시대에 아시리아는 남쪽의 바빌로니아와 함께 메소포타미아의 양대 주요 왕국 중 하나였으며, 때로는 고대 근동의 지배적인 세력이 되기도 했다. 아시리아는 신아시리아 시대에 가장 강력했는데, 당시 아시리아군은 세계에서 가장 강력한 군사력을 자랑했으며, 아시리아는 당시 세계 역사상 가장 큰 제국을 건설했다. 동쪽으로는 현대 이란 일부에서 서쪽으로는 이집트까지 뻗어 있었다.
신아시리아 제국은 기원전 7세기 후반에 멸망했는데, 약 1세기 동안 아시리아의 지배를 받던 바빌로니아인들과 메디아인의 연합군에 의해 정복되었다. 비록 아시리아의 핵심 도시 지역은 메디아-바빌로니아의 아시리아 제국 정복로 심하게 파괴되었고, 후대의 신바빌로니아 제국은 재건에 거의 자원을 투자하지 않았지만, 고대 아시리아 문화와 전통은 제국 후기 내내 수 세기 동안 계속 이어졌다. 아시리아는 셀레우코스 제국과 파르티아 제국의 지배하에 회복을 경험했지만, 사산 제국의 지배하에서 다시 쇠퇴했는데, 사산 제국은 아수르 자체를 포함하여 이 지역의 많은 도시와 반독립 아시리아 영토를 약탈했다. 북부 메소포타미아에 현대까지 살아남은 아시리아인들은 서기 1세기부터 점차 기독교화되었다. 고대 메소포타미아 종교는 서기 3세기 아수르가 최종적으로 약탈당할 때까지, 그리고 다른 특정 거점에서는 그 후로도 수 세기 동안 지속되었다.
고대 아시리아의 승리는 활기 넘치는 전사 군주들뿐만 아니라, 혁신적이고 진보된 행정 메커니즘을 사용하여 정복된 영토를 효율적으로 동화시키고 통치하는 데 능숙했기 때문이다. 고대 아시리아가 도입한 전쟁 및 통치 방식의 발전은 후대의 제국과 국가에서 수 세기 동안 계속 사용되었다. 고대 아시리아는 또한 특히 신아시리아 제국을 통해 중요한 문화적 유산을 남겼고, 후대의 아시리아, 그레코로만, 히브리어 문학 및 종교 전통에 큰 영향을 미쳤다.

## 명칭
고아시리아 시대에 아시리아가 단순히 아수르 시를 중심으로 한 도시국가였을 때, 국가는 일반적으로 아슈르 시("아슈르의 도시")라고 불렸다. 기원전 14세기부터 영토 국가로 부상한 이후 아시리아는 공식 문서에서 마트 아슈르("아슈르의 땅")라고 불리며 지역 정체로의 전환을 표시했다. 마트 아슈르라는 용어가 처음으로 사용된 것은 아슈르-우발리트(c. 기원전 1363년–1328년)의 통치 기간 동안이며, 그는 중아시리아 제국의 첫 번째 왕이었다. 아슈르 시와 마트 아슈르 모두 아시리아의 국가 신 아슈르의 이름에서 유래한다. 아슈르는 아마도 초기 아시리아 시대에 아수르 자체의 신격화된 의인화로서 기원했을 것이다. 고아시리아 시대에는 이 신이 아수르의 공식적인 왕으로 여겨졌으며, 실제 통치자들은 이쉬시아크("총독")라는 칭호만 사용했다. 아시리아가 영토 국가로 부상한 이후부터 아슈르는 아시리아 왕들이 통치하는 모든 땅의 구현으로 간주되기 시작했다.
현대 이름 "아시리아"는 그리스어에서 유래했으며, 그리스어 Ασσυρία (Assuría)에서 파생되었다. 이 용어가 처음 사용된 것은 고대 그리스 역사가 헤로도토스(기원전 5세기) 시대였다. 그리스인들은 레반트를 "시리아"라고 불렀고 메소포타미아를 "아시리아"라고 불렀는데, 당시와 후기 기독교 시대에 걸쳐 현지 주민들은 이 두 용어를 전체 지역을 지칭하는 데 혼용했다. 그리스인들이 이 지역을 아시리아 제국과 동일시하여 메소포타미아를 "아시리아"라고 부르기 시작했는지, 아니면 그곳에 살던 사람들인 아시리아인의 이름을 따서 지역을 명명했는지는 알려져 있지 않다. 이 용어가 처음 사용될 당시 아시리아 제국은 오래전에 멸망했다. 이 용어는 "시리아와 매우 유사"하기 때문에, 학자들은 17세기부터 두 용어의 연관성을 연구해 왔다. 그리고 그리스 이전의 문헌에서, 특히 신아시리아 제국 시대의 루위아어와 아람어 텍스트에서 "시리아"라는 단축형이 아시리아의 동의어로 사용되었음이 증명되었기 때문에, 현대 학자들은 두 이름이 관련되어 있다는 결론을 압도적으로 지지한다.
"아시리아"와 그 축약형인 "시리아"는 궁극적으로 아카드어 아슈르에서 파생되었다. 신아시리아 제국이 쇠퇴한 후, 아시리아 영토를 지배했던 후속 제국들은 이 지역에 대해 각기 다른 명칭을 사용했으며, 이들 이름의 상당 부분 또한 아슈르에 뿌리를 두고 있었다. 아케메네스 제국은 아시리아를 Aθūrā("아투라")라고 불렀다. 사산 제국은 알 수 없는 이유로 하부 메소포타미아를 아소리스탄("아시리아인의 땅")이라고 불렀지만, 옛 아시리아 중심지 대부분을 포함하는 북부 지방인 노드쉬라간은 때때로 아투리아 또는 아토르라고 불리기도 했다. 시리아어에서는 아시리아를 ʾĀthor라고 불렀으며 지금도 그렇게 불린다.

## 역사

### 초기 역사

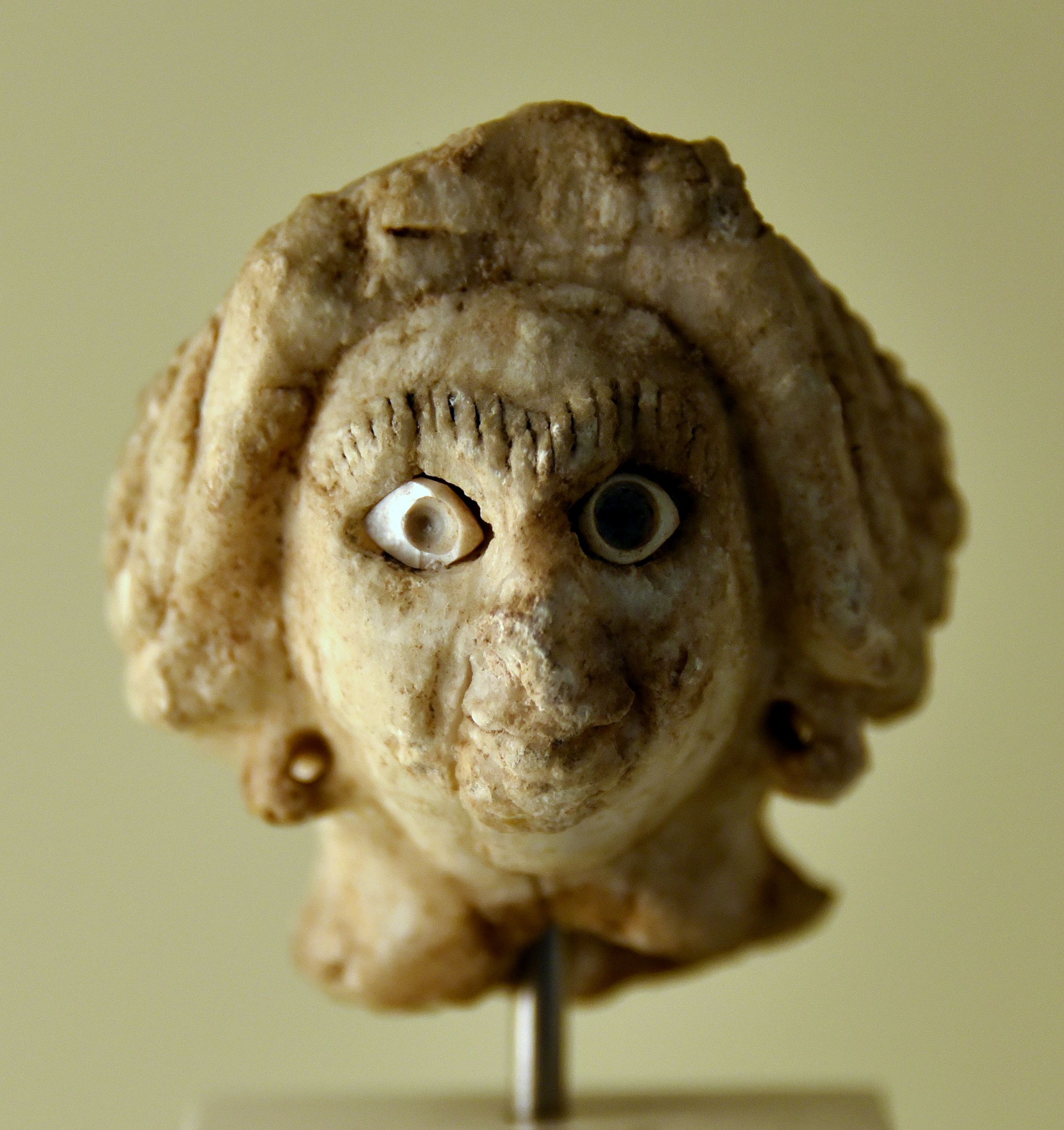
아카드 시대(기원전 2334년–2154년)로 거슬러 올라가는 여성 조각상의 머리. 아수르에서 발견되었으며 베를린 페르가몬 박물관에 전시되어 있다.

나중에 아시리아의 중심지가 될 지역에 농업 마을이 존재했던 것은 하수나 문화 시대인 기원전 6300년–5800년경부터 알려져 있다. 나중에 아시리아 중심지에 편입된 니네베와 같은 인근 도시들의 유적지는 신석기 시대부터 사람이 살았던 것으로 알려져 있지만, 아수르의 가장 초기 고고학적 증거는 초기 왕조 시대인 기원전 2600년경으로 거슬러 올라간다. 이 시기에는 주변 지역이 이미 상대적으로 도시화되어 있었다. 초기 아수르가 독립적인 정착지였다는 증거는 없으며, 초기에는 아수르라고 불리지 않았을 수도 있고, 오히려 후대에 도시의 가장 오래된 부분을 지칭하는 데 사용된 발틸 또는 발틸라라고 불렸을 수도 있다.
"아수르"라는 이름은 기원전 24세기 아카드 시대 문서에서 이 지역에 대해 처음으로 확인된다. 초기 아시리아 시대(기원전 2600년–2025년) 대부분 동안 아수르는 남부 메소포타미아의 국가들과 정체들의 지배를 받았다. 초기 아수르는 한동안 수메르 도시 키시의 느슨한 패권 아래에 있었고, 나중에는 아카드 제국과 그 다음에는 우르 제3왕조에 의해 점령되었다. 기원전 2025년경, 우르 제3왕조의 붕괴로 인해 아수르는 푸주르-아슈르 1세의 통치 아래 독립적인 도시국가가 되었다.

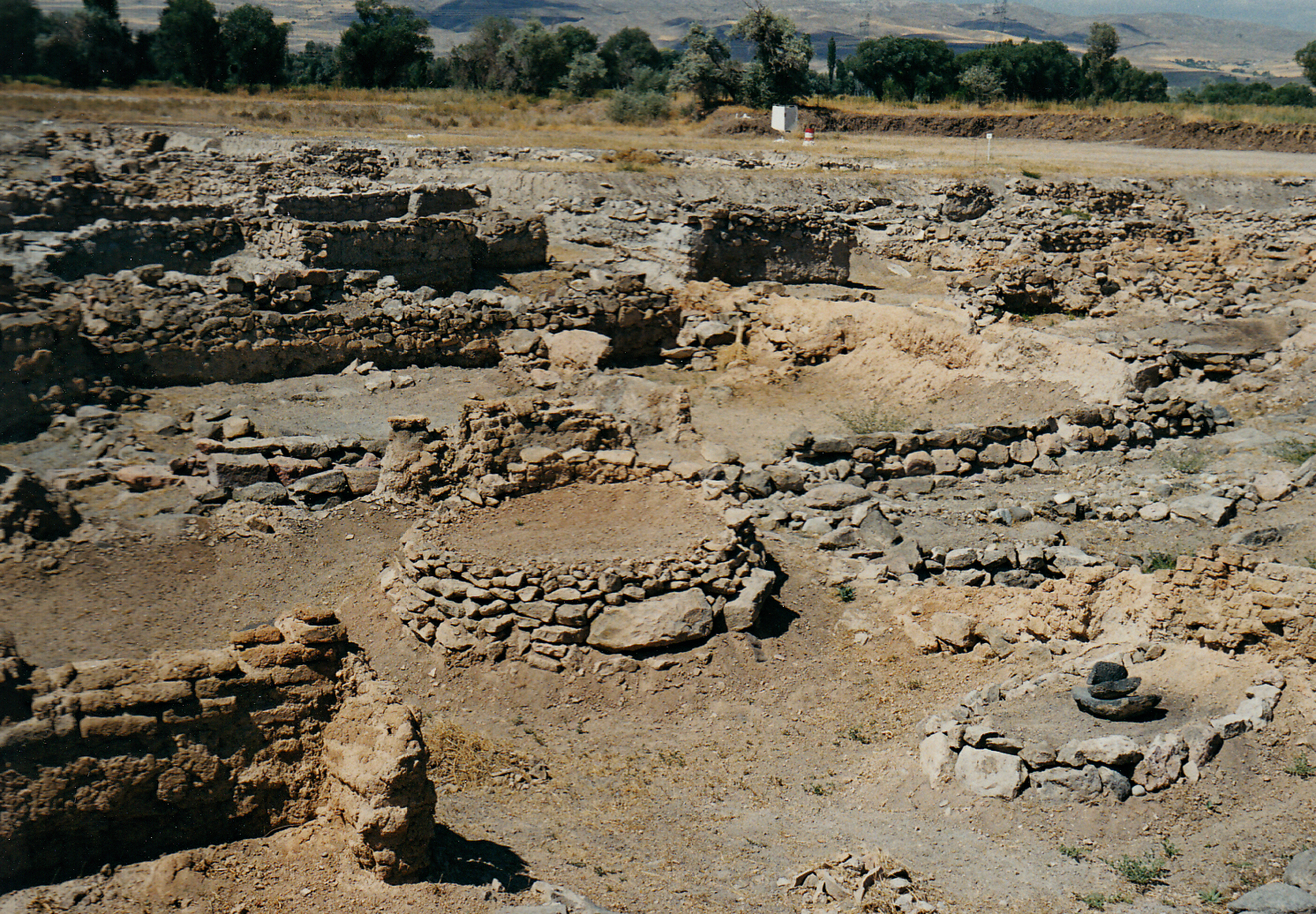
퀼테페에 있는 고아시리아 시대 교역 식민지의 유적

푸주르-아슈르 왕조 하의 아수르는 인구가 1만 명 미만이었고 군사력이 매우 제한적이었을 것이다. 이 시기에는 군사 기관이 전혀 알려져 있지 않으며, 이웃 도시들에 대한 정치적 영향력도 행사되지 않았다. 이 도시는 다른 면에서 여전히 영향력이 있었다. 에리슘 1세(r. c. 기원전 1974년–1934년) 치하에서 아수르는 역사상 가장 초기의 자유 무역 실험을 시도했는데, 이는 무역 및 대규모 대외 거래에 대한 주도권을 국가가 아닌 전적으로 백성에게 맡긴 것이었다.
왕실의 무역 장려로 아수르는 북부 메소포타미아에서 빠르게 주요 무역 도시로 자리 잡았으며, 곧이어 광범위한 장거리 무역 네트워크를 구축했는데, 이는 아시리아가 역사에 남긴 첫 번째 주목할 만한 흔적이었다. 이 무역 네트워크에서 남겨진 증거 중에는 아시리아 무역 식민지에서 발견된 방대한 고아시리아 쐐기문자 점토판 컬렉션이 있으며, 그중 가장 주목할 만한 것은 터키 카이세리 현대 도시 근처의 퀼테페에서 발견된 22,000개의 점토판 세트이다.
근동의 성장하는 국가들 간의 전쟁과 분쟁 증가로 인해 무역이 쇠퇴하면서, 아수르는 더 큰 외국 국가와 왕국으로부터 자주 위협을 받았다. 원래의 아수르 도시국가와 푸주르-아슈르 왕조는 기원전 1808년경 에칼라툼의 아모리인 통치자 샴시-아다드 1세에게 정복되면서 막을 내렸다. 샴시-아다드의 북부 메소포타미아에 대한 광범위한 정복은 결국 그를 전체 지역의 통치자로 만들었으며, 일부 학자들은 이를 "상부 메소포타미아 왕국"이라고 불렀다. 이 왕국의 생존은 주로 샴시-아다드 자신의 힘과 카리스마에 의존했으므로, 기원전 1776년경 그가 사망한 직후 붕괴되었다.
샴시-아다드의 죽음 이후, 북부 메소포타미아의 정치 상황은 매우 불안정했으며, 아수르는 때때로 에쉬눈나, 엘람, 그리고 고바빌로니아 제국의 잠시적인 통제 아래에 놓였다. 어느 시점에 이 도시는 독립적인 도시국가로 돌아왔지만, 아수르 자체의 정치 또한 불안정하여 샴시-아다드 왕조의 구성원, 토착 아시리아인, 그리고 후르리인 간의 통제권을 위한 싸움이 있었다. 내부 분쟁은 기원전 1700년경 벨-바니가 왕으로 등극한 후 종결되었다. 벨-바니는 아다시데 왕조를 세웠고, 그의 통치 이후 약 천 년 동안 아시리아를 다스렸다.
아시리아가 이후에 영토 국가로 부상하는 데는 히타이트의 두 차례 메소포타미아 침략이 크게 기여했다. 무르실리 1세 히타이트 왕의 기원전 1595년경 침략은 지배적인 고바빌로니아 제국을 파괴하여, 각각 북부와 남부에 작은 왕국인 미탄니와 카시트 바빌로니아가 부상할 수 있게 했다. 기원전 1430년경, 아수르는 미탄니에 정복당했으며, 이 지배는 기원전 1360년경까지 약 70년 동안 지속되었다. 기원전 14세기 수필룰리우마 1세의 또 다른 히타이트 침략은 미탄니 왕국을 효과적으로 마비시켰다. 그의 침략 이후, 아시리아는 종주국으로부터 독립하는 데 성공했고, 아슈르-우발리트(r. c. 기원전 1363년–1328년) 치하에서 다시 독립을 이루었다. 그의 집권, 독립, 그리고 이웃 영토 정복은 전통적으로 중아시리아 제국(c. 기원전 1363년–912년)의 부상을 알리는 표식이 되었다.

### 아시리아 제국
아슈르-우발리트 1세는 왕의 칭호인 샤르("왕")를 주장한 최초의 토착 아시리아 통치자였다. 독립을 달성한 직후, 그는 이집트 파라오와 히타이트의 왕들 수준의 위대한 왕의 존엄성을 주장했다. 아시리아의 부상은 이전 종주국이었던 미탄니 왕국의 쇠퇴 및 몰락과 얽혀 있었고, 이는 초기 중아시리아 왕들이 북부 메소포타미아에서 영토를 확장하고 통합하는 것을 가능하게 했다. 전사 왕인 아다드-니라리(r. c. 기원전 1305년–1274년), 샬마네세르 1세(r. c. 기원전 1273년–1244년), 그리고 투쿨티-닌우르타 1세(r. c. 기원전 1243년–1207년) 치하에서 아시리아는 중요한 지역 강국이 되려는 열망을 실현하기 시작했다.
이 왕들은 사방으로 군사 작전을 벌였고, 상당한 양의 영토를 성장하는 아시리아 제국에 편입시켰다. 샬마네세르 1세 치하에서 미탄니 왕국의 마지막 잔존 세력은 공식적으로 아시리아에 병합되었다. 중아시리아 왕 중 가장 성공적인 왕은 투쿨티-닌우르타 1세로, 그는 중아시리아 제국을 가장 넓은 영토로 확장시켰다. 그의 가장 주목할 만한 군사적 업적은 기원전 1237년경 니흐리야 전투에서의 승리였는데, 이는 북부 메소포타미아에서 히타이트의 영향력 종말의 시작을 알렸고, 바빌로니아를 일시적으로 정복하여 기원전 1225년–1216년경 아시리아의 속국으로 만들었다. 투쿨티-닌우르타는 또한 아수르에서 수도를 옮기려 시도한 최초의 아시리아 왕으로, 기원전 1233년경 새로운 도시 카르-투쿨티-닌우르타를 수도로 선포했다. 그의 사망 이후 수도는 아수르로 돌아왔다.
투쿨티-닌우르타 1세의 기원전 1207년 암살 이후 왕조 간의 갈등과 아시리아 국력의 상당한 하락이 이어졌다. 투쿨티-닌우르타 1세의 후계자들은 아시리아 국력을 유지할 수 없었고, 아시리아는 점차 아시리아 중심지로만 제한되었다. 이는 후기 청동기 시대의 붕괴와 대체로 일치하는 쇠퇴기였다. 이 쇠퇴기에 아슈르-단 1세(r. c. 기원전 1178년–1133년), 아슈르-레쉬-이쉬 1세(r. 기원전 1132년–1115년), 티글라트-필레세르 1세(r. 기원전 1114년–1076년)와 같은 일부 왕들이 쇠퇴를 되돌리고 상당한 정복을 이루었지만, 그들의 정복은 일시적이고 불안정했으며, 빠르게 다시 상실되었다. 에리바-아다드 2세(r. 기원전 1056년–1054년) 시대 이후로 아시리아의 쇠퇴는 심화되었다.
아시리아 중심지는 지리적 고립으로 인해 안전하게 유지되었다. 아시리아만이 이 시기에 쇠퇴를 겪은 유일한 국가가 아니었고, 아시리아 중심지 주변 지역도 상당히 분열되어 있었기 때문에, 재강화된 아시리아군이 제국의 상당 부분을 재정복하는 것은 결국 비교적 쉬웠을 것이다. 아슈르-단 2세(r. 기원전 934년–912년) 치하에서 북동부와 북서부에서 군사 작전을 펼치면서 아시리아의 쇠퇴는 마침내 역전되었고, 그의 후계자들 아래에서 더 큰 노력을 위한 길을 열었다. 그의 통치 말기는 일반적으로 신아시리아 제국(기원전 911년–609년)의 시작을 알린다.

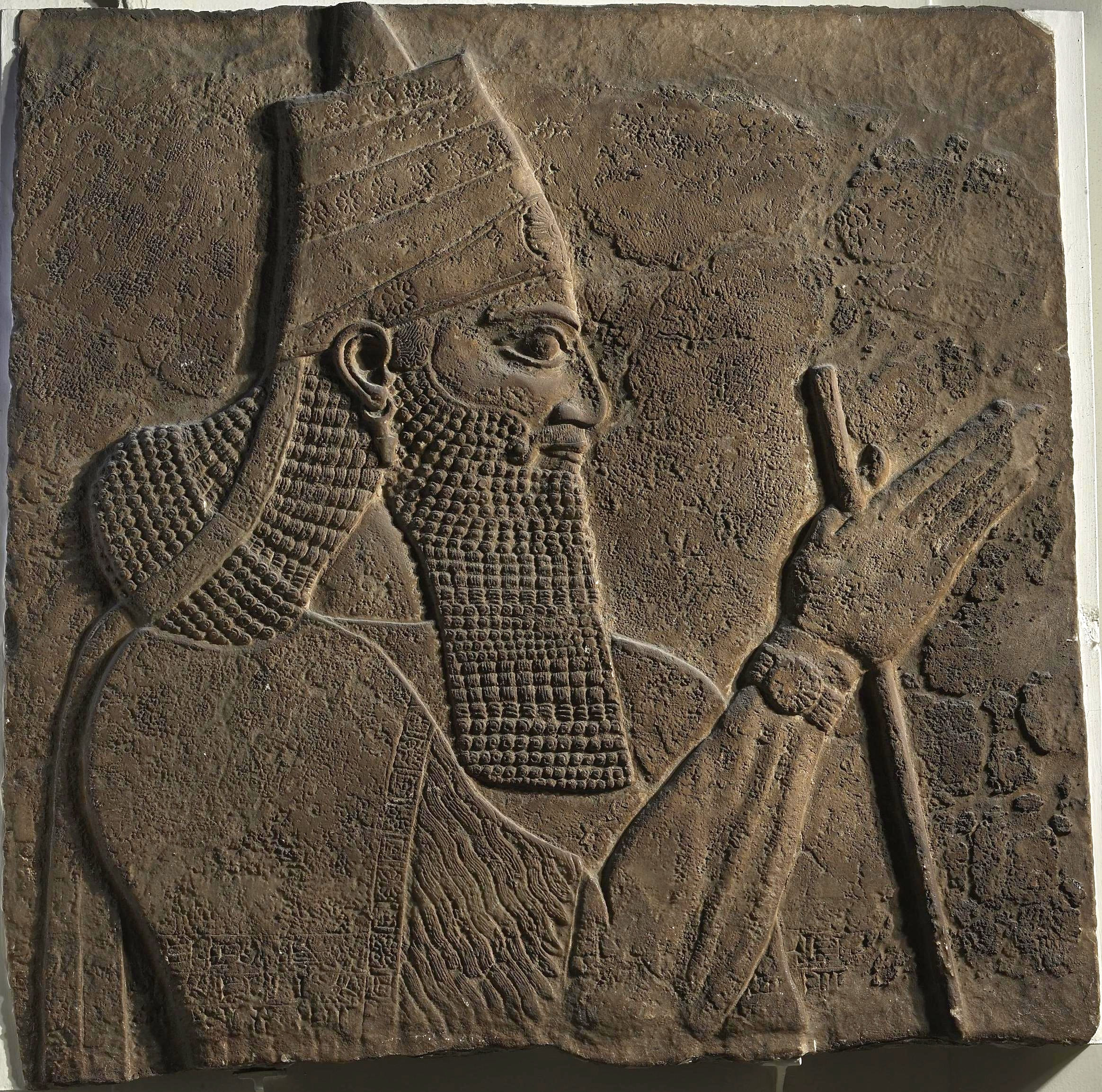
티글라트-필레세르 3세(재위 기원전 745년–727년)의 부분 부조. 그의 통치 아래 신아시리아 제국은 통합, 중앙집권화되었으며 크게 확장되었다.

수십 년간의 정복을 통해 초기 신아시리아 왕들은 중아시리아 제국의 영토를 되찾기 위해 노력했다. 이 재정복이 거의 처음부터 시작되어야 했기 때문에, 결국 성공한 것은 놀라운 업적이었다. 아슈르나시르팔 2세(r. 기원전 883년–859년) 치하에서 신아시리아 제국은 근동의 지배적인 정치 세력이 되었다. 그의 아홉 번째 원정에서 아슈르나시르팔 2세는 지중해 연안까지 진격하며 도중에 여러 왕국으로부터 조공을 받았다. 아슈르나시르팔 2세의 통치 기간 동안 중요한 발전은 아시리아 수도를 아수르에서 이전하려는 두 번째 시도였다. 아슈르나시르팔은 아시리아 중심지에 위치한 고대 유적 도시 님루드를 복원하고 기원전 879년에 그 도시를 제국의 새 수도로 지정했다. 님루드는 더 이상 정치 수도가 아니었지만, 아수르는 아시리아의 의례 및 종교 중심지로 남아 있었다.
아슈르나시르팔 2세의 아들 샬마네세르 3세(r. 기원전 859년–824년) 또한 광범위한 정복 전쟁을 벌여 제국을 사방으로 확장했다. 샬마네세르 3세가 사망한 후, 신아시리아 제국은 "귀족 시대"라고 불리는 정체기에 접어들었는데, 이때는 왕이 아니라 강력한 관리와 장군들이 주요 정치 권력을 행사했다. 이 정체기는 티글라트-필레세르 3세(r. 기원전 745년–727년)의 등장으로 막을 내렸는데, 그는 귀족들의 권력을 축소시키고, 제국의 영토를 통합하고 중앙집권화했으며, 군사 작전과 정복을 통해 아시리아 영토를 두 배 이상 확장했다. 가장 중요한 정복은 이집트 국경까지의 레반트의 종속화와 기원전 729년 바빌로니아의 정복이었다.
신아시리아 제국은 사르곤 왕조의 사르곤 2세(r. 기원전 722년–705년)에 의해 건국되어 영토와 권력의 정점에 도달했다. 사르곤 2세와 그의 아들 센나케립(r. 기원전 705년–681년) 통치 하에 제국은 더욱 확장되고 그 성과는 통합되었다. 두 왕 모두 새로운 수도를 건설했다. 기원전 706년에 사르곤 2세는 새로 건설된 두르샤루킨으로 수도를 옮겼다. 이듬해, 센나케립은 수도를 니네베로 옮겼고, 이를 대대적으로 확장하고 개조했다. 그는 심지어 고대 세계 7대 불가사의 중 하나인 바빌론의 공중 정원 건설에도 관여했을 수 있다. 에사르하돈(r. 기원전 681년–669년) 치하의 기원전 671년 아시리아의 이집트 정복은 아시리아를 역사상 가장 넓은 영토로 확장시켰다.
아슈르바니팔(r. 기원전 669년–631년) 사망 이후 신아시리아 제국은 빠르게 붕괴되었다. 주요 원인 중 하나는 신아시리아 왕들이 "바빌로니아 문제"를 해결할 수 없었다는 점이었다. 남부의 바빌로니아를 달래려는 많은 시도에도 불구하고, 사르곤 왕조 시대 내내 반란이 빈번하게 일어났다. 기원전 626년 나보폴라사르 치하 바빌론의 반란은 기원전 615년/614년 키악사레스 휘하 메디아의 침공과 결합하여 메디아-바빌로니아의 아시리아 제국 정복으로 이어졌다. 아수르는 기원전 614년에 약탈당했고, 니네베는 기원전 612년에 함락되었다. 마지막 아시리아 통치자인 아슈르-우발리트 2세는 서쪽의 하란에서 아시리아군을 재집결시키려 했지만, 기원전 609년에 패배하여 고대 아시리아 왕들의 혈통과 아시리아 국가의 종말을 알렸다.

### 후기 역사

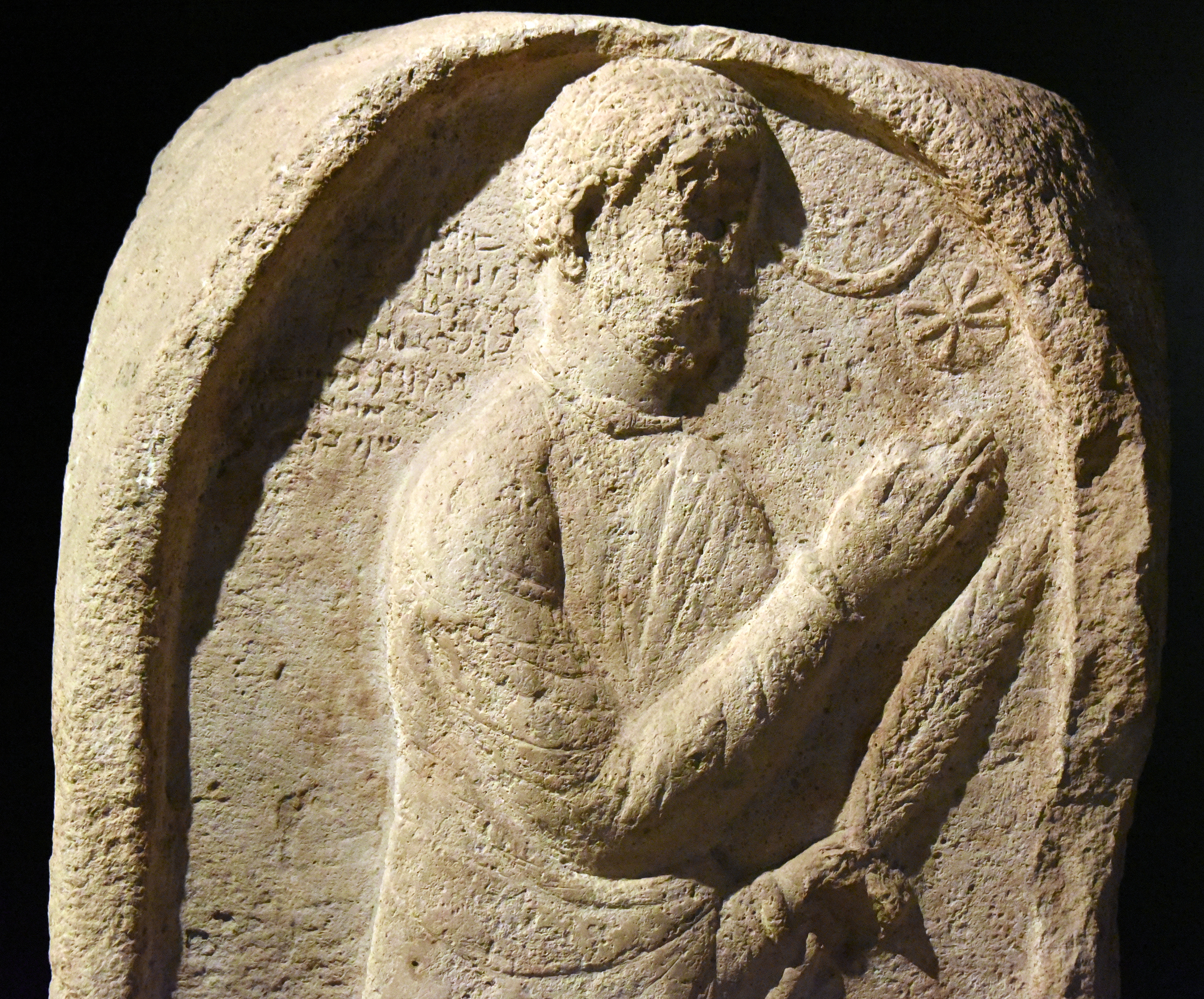
파르티아 시대인 서기 2세기에 아수르에서 세워진 신아시리아 왕실 석비 양식의 석비 세부. 지역 통치자 루트-아소르에 의해 세워졌다.

아시리아 제국의 폭력적인 멸망에도 불구하고, 아시리아 문화는 이후 제국 후기(기원전 609년 – c. 서기 240년) 및 그 이후에도 계속해서 살아남았다. 나보폴라사르가 세운 신바빌로니아 제국의 지배 기간 동안 아시리아 중심지는 거주지 규모와 수가 급격히 감소했다. 이전 아시리아 수도였던 아수르, 님루드, 니네베는 거의 완전히 버려졌다. 신바빌로니아 제국과 이후 아케메네스 제국 시대 내내 아시리아는 주변적이고 인구 밀도가 낮은 지역으로 남아 있었다. 기원전 6세기 말경, 아카드어의 아시리아 방언은 멸종되었는데, 신아시리아 제국 말기에는 이미 베르나쿨라 언어로서 아람어에 의해 거의 대체되었다.
신바빌로니아 제국 이후의 제국들 아래에서, 기원전 6세기 말부터 아시리아는 회복을 경험하기 시작했다. 아케메네스 제국 아래에서, 대부분의 영토는 아투라(Aθūrā) 지방으로 조직되었다. 단일 대규모 지방으로의 조직화, 아케메네스 통치자들의 지역 문제에 대한 불간섭, 그리고 아케메네스인들이 바빌론을 정복한 직후 아슈르의 숭배상(cult statue)이 아수르로 돌아온 것은 아시리아 문화의 생존을 촉진했다. 기원전 4세기 말부터 2세기 중반까지 메소포타미아를 지배했던 셀레우코스 제국 아래에서 아수르, 님루드, 니네베와 같은 아시리아 유적지는 재정착되었고, 많은 마을이 재건 및 확장되었다.
기원전 2세기 파르티아 제국이 이 지역을 정복한 후, 아시리아의 회복은 계속되어 서기 1세기부터 3세기까지 전례 없는 번영과 부흥을 이루었다. 이 지역은 너무나 집중적으로 재정착되고 복구되어 인구와 정착 밀도가 신아시리아 제국 이후 가장 높은 수준에 도달했다. 파르티아인 치하에서 이 지역은 주로 오스로에네, 아디아베네, 하트라를 포함한 봉신 왕국들에 의해 통치되었다. 비록 일부 면에서는 아시리아 문화의 영향을 받았지만, 이들 국가는 대부분 아시리아 통치자에 의해 통치되지 않았다.
파르티아 통치 하에서 아수르 자체는 번성했다. 기원전 2세기 말 또는 그 직후부터, 이 도시는 하트라의 종주권 하에, 또는 직접적인 파르티아 종주권 하에 자체적인 작은 반자율 아시리아 왕국의 수도가 되었을 수도 있다. 지역 통치자들의 석비와 고대 아시리아 왕들의 석비 간의 유사성 때문에, 그들은 스스로를 옛 왕실 혈통의 복원자이자 계승자로 여겼을 수 있다. 고대 아슈르 신전은 서기 2세기에 복원되었다. 이 마지막 문화적 황금기는 사산 제국에 의한 기원전 240년경 아수르의 약탈로 막을 내렸다. 약탈 중에 아슈르 신전은 다시 파괴되었고, 도시의 인구는 흩어졌다.
서기 1세기부터 많은 아시리아인들이 기독교화되었지만, 옛 고대 메소포타미아 종교의 잔존 세력은 수 세기 동안 살아남았다. 정치적 권력을 상실했음에도 불구하고, 아시리아인들은 14세기 일 칸국과 티무르 제국의 종교적 탄압과 학살로 인해 지역 민족 및 종교적 소수 집단으로 전락하기 전까지 북부 메소포타미아 인구의 상당 부분을 계속 차지했다. 아시리아인들은 16세기에 아시리아를 통제하게 된 오스만 제국의 통치 하에서 대체로 평화롭게 살았다.
19세기 말에서 20세기 초, 오스만 제국이 점차 민족주의화되면서 아시리아인들에 대한 추가적인 박해와 학살이 자행되었는데, 가장 주목할 만한 것은 아시리아 집단학살로 알려진 사이포로, 이로 인해 25만 명에 달하는 아시리아인들이 사망했다. 20세기 내내 아시리아인들은 자치 또는 독립을 위한 많은 제안을 했으나 대부분 성공하지 못했다. 정부와 이라크 레반트 이슬람국과 같은 테러 단체에 의해 자행된 추가적인 학살과 박해로 인해 대부분의 아시리아인들이 디아스포라로 살게 되었다.

## 정부와 군대

### 왕권

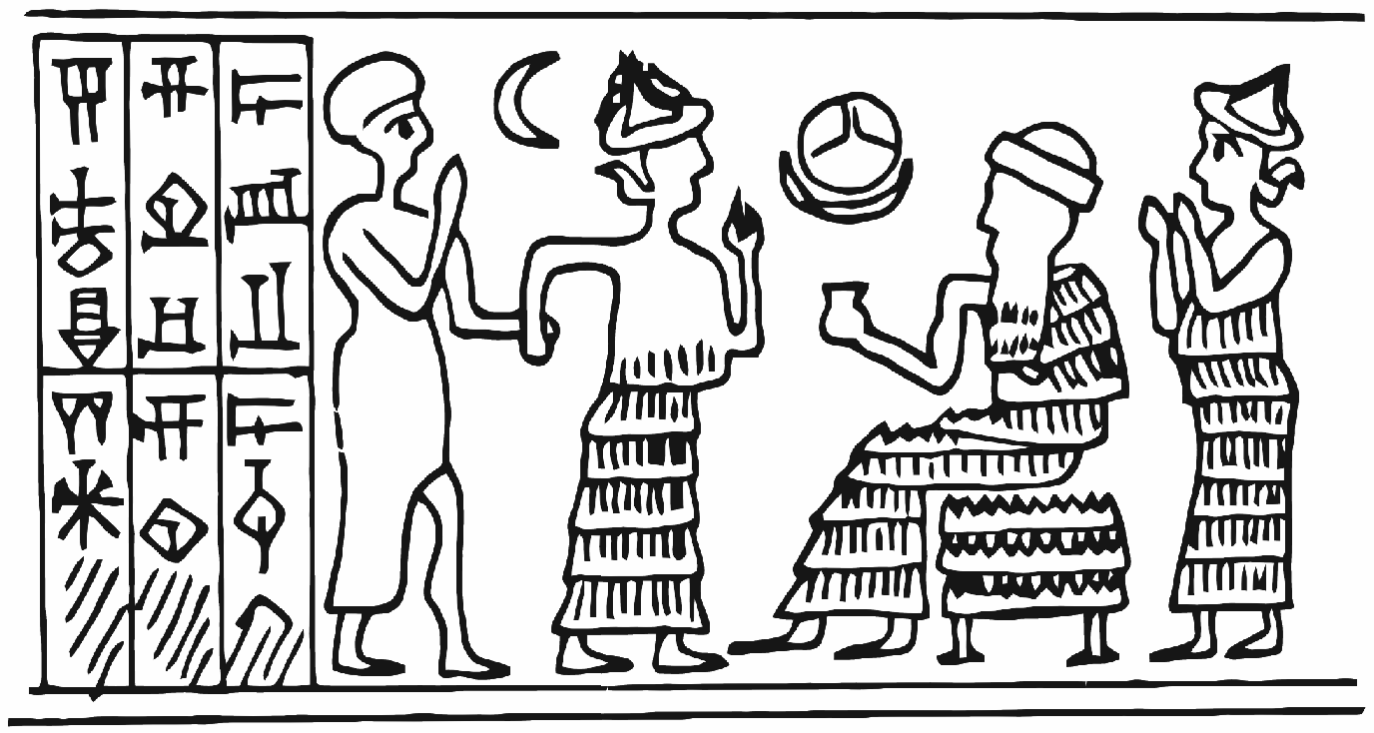
고대 아시리아의 왕 에리슘 1세(c. 기원전 1974년–1934년)의 왕실 인장 선화. 앉아 있는 통치자는 신 아슈르를 상징하며, 에리슘은 그에게 이끌려 가는 대머리 인물로 생각된다.

고대 아시리아 시대의 아수르 도시국가에서 정부는 여러 면에서 과두제였으며, 왕은 유일한 주요 인물은 아니었지만 영구적인 역할을 했다. 고대 아시리아 왕들은 독재자가 아니었으며, 단독 권력을 가진 것이 아니라 신 아슈르를 대신하여 통치자 역할을 했고, 이 시기 아시리아의 주요 행정 기관인 시의회 회의를 주재했다. 시의회의 구성은 알려져 있지 않지만, 일반적으로 도시의 가장 강력한 가문들로 이루어졌을 것으로 믿어지며, 그들 중 다수는 상인이었다.
왕은 이 영향력 있는 개인 집단의 주요 행정관이자 의장 역할을 했으며, 또한 법률 지식과 전문성을 제공했다. 고대 아시리아 왕들은 이쉬시아크 아슈르("아슈르를 대신한 총독")라고 칭해졌으며, 아슈르는 도시의 공식적인 왕으로 여겨졌다. 고대 아시리아 시대 아수르 백성들이 왕을 루바움("위대한 자")이라고 자주 불렀던 것은, 비록 그들의 행정 권력이 제한적이었음에도 불구하고 왕들이 왕족 인물로서 도시의 강력한 개인들 사이에서 프리무스 인테르 파레스(동등한 자들 중 첫째)로 여겨졌음을 분명히 보여준다.
아수르는 아모리인 정복자 샴시-아다드 1세 치하에서 처음으로 더욱 전제적인 왕권을 경험했다. 그는 아수르의 통치자 중 처음으로 샤룸(왕)이라는 칭호와 '우주의 왕'이라는 칭호를 사용했다. 샴시-아다드 1세는 자신의 보다 절대적인 왕권을 고바빌로니아 제국의 통치자들에게서 따온 것으로 보인다. 샴시-아다드 1세 치하에서 아시리아인들은 신에게만 맹세하는 것이 아니라 왕에게도 맹세했다. 이러한 관행은 그의 죽음 이후에는 지속되지 않았다. 시 의회의 영향력은 중아시리아 시대가 시작될 무렵 사라졌다. 비록 전통적인 이쉬시아크 아슈르 칭호가 때때로 계속 사용되었지만, 중아시리아 왕들은 권력 면에서 고아시리아 시대의 통치자들과 거의 공통점이 없는 전제 군주들이었다.
아시리아 제국이 성장하면서 왕들은 점점 더 정교한 왕실 칭호를 사용하기 시작했다. 아슈르-우발리트 1세는 처음으로 샤르 마트 아슈르("아슈르 땅의 왕")라는 칭호를 사용했고, 그의 손자 아릭-덴-이리(r. c. 기원전 1317년–1306년)는 샤르루 단누("강한 왕")라는 칭호를 도입했다. 아다드-니라리 1세의 비문에는 그의 칭호에만 32줄이 할애되었다. 이러한 발전은 투쿨티-닌우르타 1세 시대에 정점에 달했는데, 그는 다른 칭호들 외에도 "아시리아와 카르두니아쉬의 왕", "수메르와 아카드의 왕", "상부와 하부 바다의 왕", 그리고 "만민의 왕"이라는 칭호를 사용했다. 왕실 칭호와 별칭은 종종 현재의 정치적 발전과 개별 왕의 업적을 매우 잘 반영했다. 쇠퇴기에는 사용되는 왕실 칭호가 일반적으로 다시 단순해졌다가, 아시리아 국력이 다시 부활하면 더욱 장대해졌다.

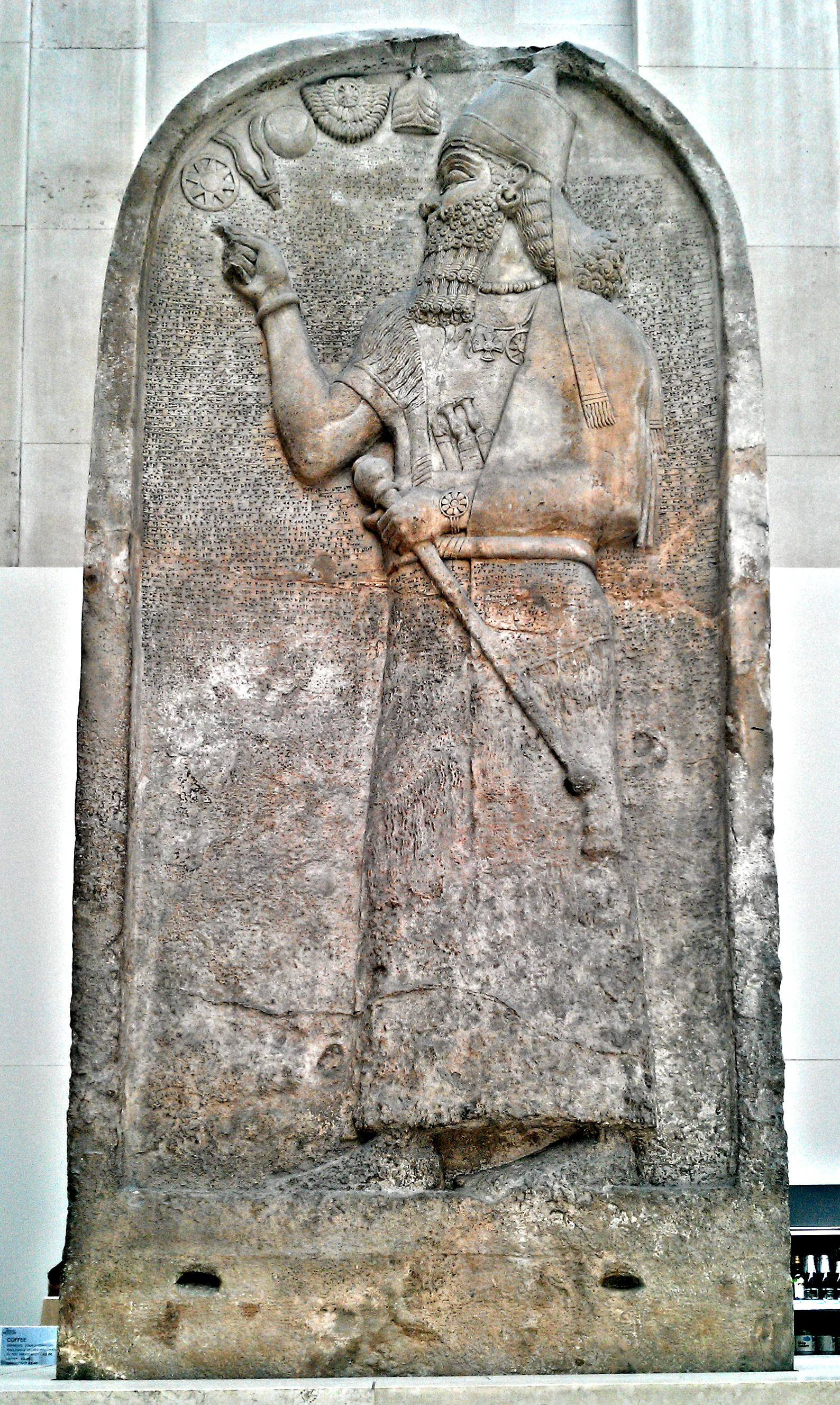
아슈르나시르팔 2세(재위 기원전 883년–859년) 신아시리아 왕의 석비

중아시리아 시대와 신아시리아 시대의 왕들은 자신을 아슈르와 인류 사이의 중개자로 계속 제시하고 신하들에게 그렇게 비쳐졌다. 이러한 지위와 역할은 제국 확장을 정당화하는 데 사용되었다. 아시리아인들은 자신들의 제국을 아슈르가 인간 대리인을 통해 감독하고 관리하는 세계의 일부로 보았다. 그들의 이데올로기에서 아시리아 외부의 영역은 혼돈으로 특징지어졌으며, 그곳의 사람들은 익숙하지 않은 문화적 관습과 이상한 언어를 가진 미개인으로 여겨졌다. "외부 영역"의 단순한 존재는 아시리아 내의 우주 질서에 대한 위협으로 간주되었고, 따라서 왕의 의무는 아슈르의 영역을 확장하고 이러한 이상한 땅들을 통합하여 혼돈을 문명으로 바꾸는 것이었다.
중아시리아 및 신아시리아 왕의 즉위를 묘사하는 문헌에는 때때로 아슈르가 왕에게 "아슈르의 땅을 넓히라" 또는 "그의 발 아래 땅을 확장하라"고 명령하는 내용이 포함되어 있다. 따라서 확장은 도덕적이고 필수적인 의무로 여겨졌다. 아시리아 왕의 통치와 행위는 신성하게 허용된 것으로 여겨졌기 때문에, 전쟁 시 아시리아의 주권에 대한 저항은 신의 뜻에 대한 저항으로 간주되어 처벌받아 마땅했다. 아시리아에 반란을 일으킨 민족과 정체는 신성한 세계 질서에 대한 범죄자로 간주되었다. 아슈르가 신들의 왕이었기 때문에, 다른 모든 신들은 그에게 종속되었고, 따라서 그 신들을 따르는 사람들은 아슈르의 대리자인 아시리아 왕에게 종속되어야 했다.
왕들은 또한 종교적 및 사법적 의무를 가지고 있었다. 왕들은 아슈르 숭배와 아시리아 사제단을 지원하는 다양한 의식을 수행할 책임이 있었다. 그들은 아시리아 백성과 함께 아슈르뿐만 아니라 다른 모든 신들에게도 제물을 바쳐야 했다. 아슈르-레쉬-이쉬 1세 시대부터 왕의 종교적 및 숭배적 의무는 다소 배경으로 밀려났지만, 사원 건설 및 복원 기록에는 여전히 눈에 띄게 언급되었다. 그 이후의 아시리아 칭호와 별칭은 일반적으로 왕을 강력한 전사로 강조했다. 고대 아시리아 시대의 역할에서 발전하여 중아시리아 및 신아시리아 왕들은 제국 내에서 최고 사법 권위자였지만, 일반적으로 고대 아시리아 시대의 전임자들보다 판사로서의 역할에 덜 관심을 가졌던 것으로 보인다. 왕들은 아시리아와 그 백성의 복지와 번영을 보장해야 했으며, 이는 왕들을 "목자"(re'û)라고 지칭하는 여러 비문에서 나타난다.

### 수도

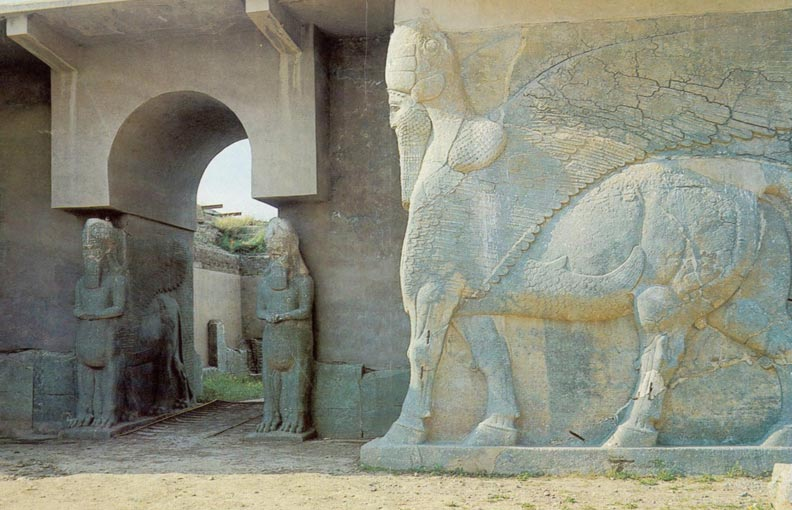
아시리아 수도였던 님루드의 북서궁전 입구 유적 중 하나. 기원전 879년–706년에 아시리아 수도였으며, 2015년에 이라크 레반트 이슬람국에 의해 파괴되었다.

아카드어에는 수도라는 개념에 대한 단어가 존재하지 않았으며, 가장 가까운 개념은 "왕실 도시", 즉 왕이 사용하는 행정 중심지라는 것이었지만, 여러 왕국에 복수의 "왕실 도시"가 존재했던 사례가 많다. 아시리아가 고아시리아 시대의 아수르 도시국가에서 발전했으며, 도시의 종교적 중요성 때문에 아수르는 역사상 대부분의 기간 동안 아시리아의 행정 중심지였다. 왕실 행정부가 때때로 다른 곳으로 옮겨졌지만, 아수르의 이념적 지위는 완전히 대체된 적이 없었고, 다른 곳에서 통치되던 시기에도 제국 내에서 의례적 중심지로 남아 있었다. 왕실 권력의 소재지를 다른 도시로 옮기는 것은 왕이 아슈르의 지상 대리자였기 때문에 이념적으로 가능했다. 왕은 신과 마찬가지로 아시리아 자체를 구현했으며, 따라서 아시리아의 수도는 어떤 의미에서 왕이 거주하는 곳이라면 어디든지 될 수 있었다.
아수르에서 행정 권력이 처음으로 이전된 것은 투쿨티-닌우르타 1세 치하에서 발생했으며, 그는 c. 기원전 1233년에 카르-투쿨티-닌우르타를 수도로 선포했다. 투쿨티-닌우르타 1세가 새로운 수도를 건설한 것은 남부 바빌로니아의 발전에서 영감을 받았을 수 있는데, 그곳에서 카시트 왕조는 오랫동안 자리 잡은 바빌론 시에서 왕의 이름을 딴 새로 건설된 두르-쿠리갈주로 행정부를 이전했다. 투쿨티-닌우르타 1세는 카시트인들보다 더 나아가 카르-투쿨티-닌우르타를 새로운 아시리아 숭배 중심지로 설립하려 했던 것으로 보인다. 그러나 이 도시는 투쿨티-닌우르타 1세 사망 이후 수도로 유지되지 않았으며, 후속 왕들은 다시 아수르에서 통치했다.
신아시리아 제국은 여러 다른 수도를 거쳤다. 투쿨티-닌우르타 2세(r. 기원전 890년–884년)가 자신과 동명의 전임자에게 영감을 받아, 당시 이미 규모와 정치적 중요성 면에서 아수르와 견줄 만했던 니네베에 적용된 완전히 새로운 도시 또는 새로운 이름인 네미드 투쿨티-닌우르타로 수도를 이전하려는 계획을 세웠으나 실행되지 않았다는 일부 증거가 있다. 수도는 투쿨티-닌우르타 2세의 아들 아슈르나시르팔 2세 치하에서 기원전 879년에 님루드로 이전되었다. 님루드와 다른 신아시리아 수도들이 아수르와 건축적으로 구분되는 특징은 왕권을 강조하는 방식으로 설계되었다는 점이다. 아수르의 왕궁은 신전보다 작았지만, 새로운 수도에서는 상황이 역전되었다.
기원전 706년에 사르곤 2세는 자신이 건설한 도시인 두르샤루킨으로 수도를 옮겼다. 두르샤루킨의 위치가 명백한 실용적 또는 정치적 장점이 없었기 때문에, 이러한 이전은 아마도 이념적인 선언이었을 것이다. 사르곤 2세가 기원전 705년에 사망한 직후, 그의 아들 센나케립은 수도를 훨씬 더 자연스러운 권력의 자리인 니네베로 옮겼다. 영구적인 왕실 거주지는 아니었지만, 아슈르-우발리트 2세는 기원전 612년 니네베 함락 이후 하란을 자신의 권좌로 선택했다. 하란은 일반적으로 단명한 마지막 아시리아 수도로 여겨진다. 이 시기 동안 건물 건축 프로젝트는 없었지만, 하란은 오랫동안 신 신에게 바쳐진 주요 종교 중심지였다.

### 귀족과 엘리트

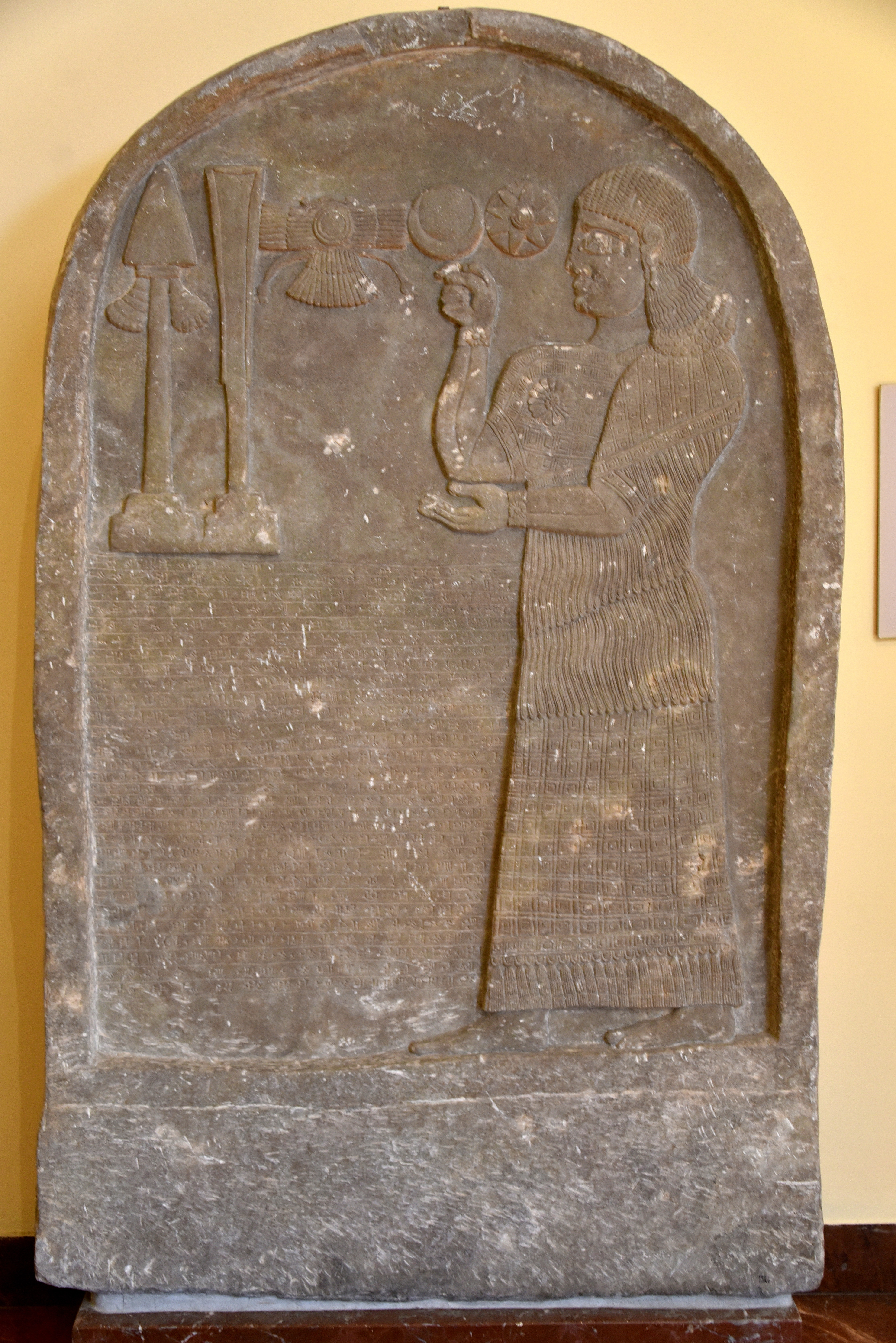
신아시리아 왕 샬마네세르 4세(기원전 783년–773년) 시대에 만들어진 궁전 헤럴드 벨-하란-벨리-우수르의 석비

자료 보존의 특성상 고대 아시리아의 상류층에 대한 정보가 하류층보다 더 많이 남아 있다. 중아시리아 및 신아시리아 사회의 최상층에는 "가문"이라고 불리는 유서 깊고 큰 가문 출신이 있었다. 이 귀족 계층의 구성원들은 정부 내에서 가장 중요한 직책을 차지하는 경향이 있었으며, 그들은 아마도 고대 아시리아 시대의 가장 저명한 가문들의 후손이었을 것이다.
아시리아 행정부에서 가장 영향력 있는 직책 중 하나는 와지르 (sukkallu) 직책이었다. 샬마네세르 1세 시대부터 적어도 그 이후로, 일반 와지르보다 상급인 대와지르 (sukkallu rabi’u)가 있었는데, 이들은 때때로 왕의 임명자로 자신의 땅을 통치했다. 적어도 중아시리아 시대에는 대와지르는 일반적으로 왕족의 구성원이었고, 이 시기에는 다른 많은 직책들과 마찬가지로 세습되었다.
신아시리아 제국의 엘리트는 확장되어 여러 다른 직책을 포함하게 되었다. 현대 학자들은 신아시리아 내부 엘리트를 일반적으로 "거물"(magnates)이라고 불리는 고위직 집단과 전조를 해석하여 왕을 조언하고 이끄는 임무를 맡은 "학자"(ummânī)로 나눈다. 거물에는 마센누(재무관), 나기르 에칼리(궁전 헤럴드), 랍 샤케(수석 잔담당관), 랍 샤-레쉬(수석 장교/환관), 사르틴누(수석 판사), 숙칼루(대와지르), 그리고 투르타누(총사령관) 직책이 포함되었는데, 이들은 때때로 왕족 구성원들이 계속해서 차지했다.
일부 귀족들은 중요한 지방의 총독으로 활동했으며, 모두 아시리아 군대에 깊이 관여하여 상당한 병력을 통제했다. 그들은 제국 전역에 흩어져 있는 대규모 면세 재산을 소유했다. 후기 신아시리아 제국에서는 환관들의 권력이 전례 없이 커지면서 전통적인 아시리아 엘리트와 왕들 사이에 단절이 심화되었다. 민정 및 군대의 최고위직은 의도적으로 모호하고 천한 출신을 가진 환관들이 차지하기 시작했는데, 이는 그들이 왕에게 충성할 것을 보장했기 때문이다. 환관들은 자신들의 왕조적 야망을 가질 수 없다고 믿어졌기 때문에 신뢰를 받았다.
고대 아시리아 시대 초기의 에리슘 1세부터 아시리아의 영향력 있는 인물들 중에서 매년 림무 관리가 선출되었다. 림무 관리는 그 해에 서명된 모든 행정 문서에 그들의 이름이 기록되는 방식으로 그 해의 이름을 부여했다. 왕들은 보통 재위 첫 해에 림무 관리를 겸했다. 고대 아시리아 시대에는 림무 관리들이 상당한 행정 권한을 가졌지만, 이 직책의 이러한 측면은 중아시리아 제국이 부상할 무렵 사라졌다.

### 행정

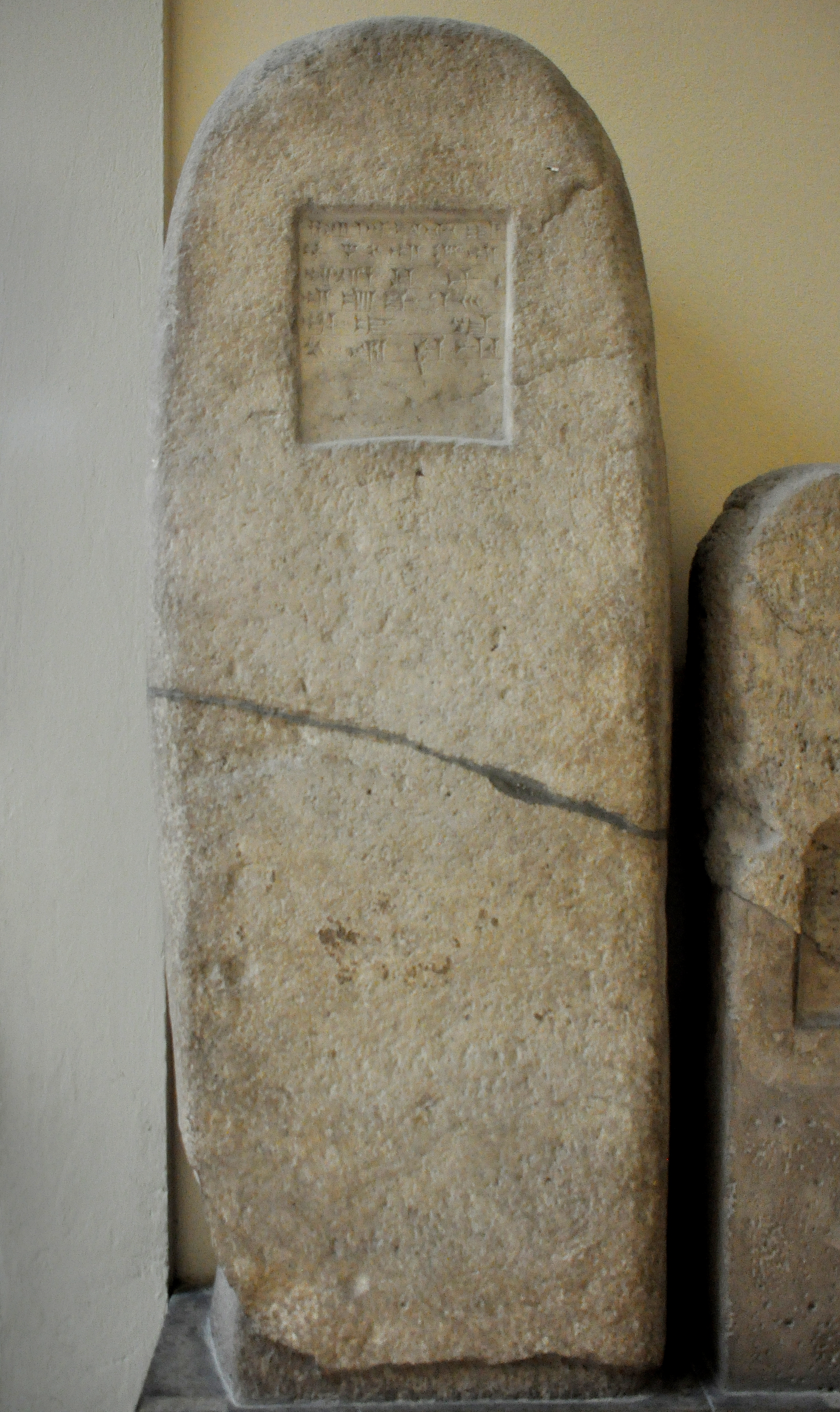
일리-이티야, 리비-알리, 카르-투쿨티-닌우르타, 에칼라툼, 이투, 루카후의 총독의 석비, 기원전 804년경

아시리아의 성공은 국경을 확장한 활기 넘치는 왕들 때문만 아니라, 정복된 영토를 효율적으로 통합하고 통치하는 능력 때문이었다. 중아시리아 시대 초기에 아시리아가 영토 국가로 부상한 이후부터 아시리아 영토는 일련의 주 또는 지구(pāḫutu)로 나뉘었다. 이러한 주의 총 수와 크기는 아시리아가 확장하고 축소됨에 따라 변동하고 변화했다. 각 주는 지방 총독(bel pāḫete, bēl pīhāti 또는 šaknu)이 이끌었으며, 그는 지역 질서, 공공 안전 및 경제를 담당했다.
총독들은 해당 지방에서 생산된 물품을 보관하고 분배했으며, 이는 왕실 대표자들에 의해 연 1회 검사 및 수집되었다. 이러한 검사를 통해 중앙 정부는 전국적으로 현재 재고와 생산량을 파악할 수 있었다. 총독들은 세금을 납부하고 아슈르 신에게 선물도 바쳐야 했지만, 그러한 선물은 일반적으로 작고 주로 상징적인 것이었다. 세금과 선물의 유통은 이익을 모으는 방법이었고, 제국 전체의 엘리트를 아시리아 중심지와 연결하는 역할을 했다.
신아시리아 시대에는 지방 행정 내에 광범위한 계층 구조가 확인된다. 이 계층 구조의 맨 아래에는 마을 관리자(rab ālāni)와 같은 하급 관리들이 있었는데, 이들은 하나 이상의 마을을 감독하며 노동과 물품 형태로 세금을 징수하고 행정부에 그들의 정착지 상황을 보고했으며, 역역 관리자(ša bēt-kūdini)는 강제 노동자들이 수행한 노동량과 남아 있는 노동 시간을 기록했다. 개별 도시들은 시장(ḫazi’ānu)이 이끄는 자체 행정부를 가지고 있었으며, 시장은 지역 경제와 생산을 담당했다.
아시리아 제국의 일부 지역은 지방 제도에 편입되지 않았지만, 여전히 아시리아 왕들의 통치를 받았다. 이러한 봉신 국가는 조공을 대가로 기존의 지역 왕조들이 계속 통치하도록 허용하거나, 아시리아 왕들이 자신들의 봉신 통치자를 임명함으로써 간접적으로 통치될 수 있었다. 일쿰 제도를 통해 아시리아 왕들은 개인에게 재화와 군사 복무를 대가로 경작 가능한 토지를 부여할 수도 있었다.
넓은 제국을 통치하는 어려움을 극복하기 위해 신아시리아 제국은 정교한 국가 통신 시스템을 개발했으며, 이는 다양한 혁신적인 기술과 역참을 포함했다. 카렌 라드너의 추정치에 따르면, 신아시리아 시대에 서쪽 국경 지방 쿠웨에서 아시리아 중심지까지 700킬로미터 (430마일)에 달하는 거리에 다리가 없는 많은 강을 건너는 공식 메시지는 5일 이내에 도착할 수 있었다. 이러한 통신 속도는 신아시리아 제국이 부상하기 전에는 전례가 없었으며, 신아시리아 제국 멸망 후 거의 2500년이 지난 1865년 오스만 제국이 전신을 도입할 때까지 중동에서 능가되지 않았다.

### 군대

20세기 신아시리아 창병의 삽화

아시리아군은 역사 내내 대부분 징집병으로 구성되었으며, 필요할 때(예: 원정 시)만 동원되었다. 규정, 의무 및 정교한 정부 시스템을 통해 이미 초기 중아시리아 시대에 대규모 병사들을 모집하고 동원할 수 있었다. 신아시리아 제국에서는 "왕의 부대"(kiṣir šarri)라고 불리는 소규모 중앙 상비군 부대가 창설되었다. 일부 전문화된(그러나 상비군이 아닌) 병력도 중아시리아 시대에 "후라두" 또는 "사부 후라다투"라고 불리며 확인되었지만, 자료 부족으로 인해 그들의 역할이 무엇이었는지는 명확하지 않다. 아마도 이 범주에는 일반 보병보다 더 광범위한 훈련이 필요한 궁수와 전차병이 포함되었을 것이다.
아시리아 군대는 시간이 흐르면서 발전하고 진화했다. 중아시리아 시대에는 보병이 "무장 병력"(sạ bū ša kakkē)과 "방패 운반 병력"(sạ bū ša arâtē)으로 나뉘었지만, 현존하는 기록은 그 차이점을 파악하기에 충분히 상세하지 않다. sạ bū ša kakkē는 투석병(ṣābū ša ušpe)과 궁수(ṣābū ša qalte)와 같은 원거리 병력을 포함했을 수 있다. 군대의 전차는 자체적인 부대를 구성했다. 현존하는 묘사를 기반으로 볼 때, 전차에는 두 명의 병사가 탑승했는데, 전차를 지휘하는 궁수(māru damqu)와 운전사(ša mugerre)였다. 전차는 기원전 12세기–11세기 티글라트-필레세르 1세 시대에 처음으로 광범위한 군사적 사용에 들어갔으며 후기 신아시리아 시대에는 점차 기병(ša petḫalle)에게 자리를 내주었다. 중아시리아 시대에는 기병이 주로 호위나 메시지 전달에 사용되었다.
신아시리아 제국 아래에서 군사 분야의 중요한 새로운 발전은 기병의 대규모 도입, 갑옷과 무기용 철의 채택, 그리고 새롭고 혁신적인 공성전 기술의 개발이었다. 신아시리아 제국이 절정에 달했을 때, 아시리아군은 세계 역사상 가장 강력한 군대였다. 신아시리아 군대의 병력 수는 수십만 명에 달했을 것이다. 신아시리아 군대는 키스루로 세분되었으며, 각각 약 1,000명의 병사로 구성되었고, 대부분은 보병(zūk, zukkû 또는 raksūte)이었을 것이다. 보병은 경보병, 중보병, 중보병의 세 가지 유형으로 나뉘었으며, 무기, 갑옷 수준, 책임이 다양했다. 원정 중에는 아시리아군이 통역/번역가(targumannu)와 안내자(rādi kibsi)를 모두 많이 활용했으며, 이들은 아마도 아시리아에 재정착한 외국인들 중에서 선발되었을 것이다.

## 인구와 사회

### 인구와 사회적 지위

#### 인구

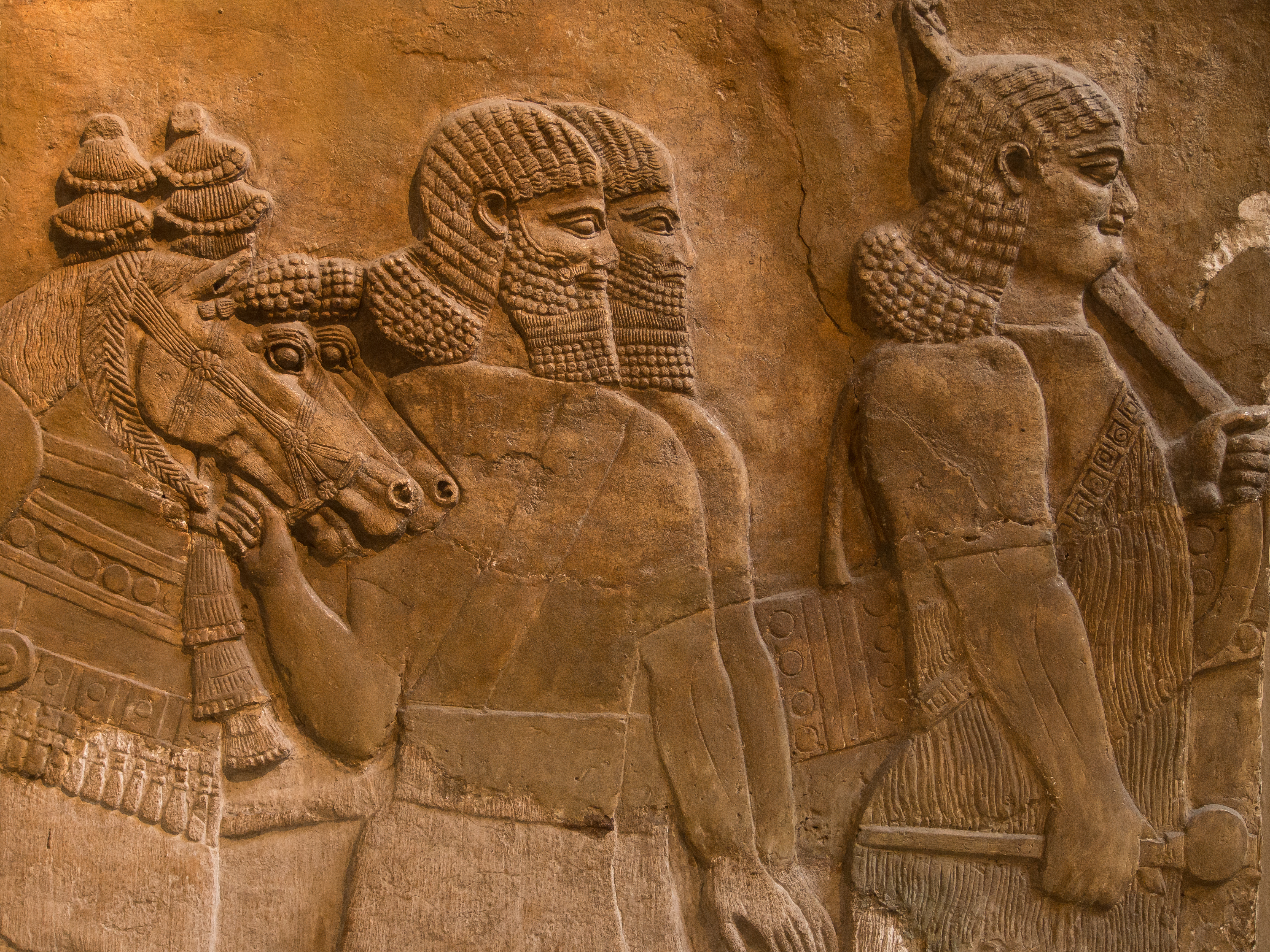
신아시리아 부조에 묘사된 행렬 중인 아시리아인

고대 아시리아 인구의 대부분은 가족 소유의 토지에서 일하는 농부였다. 고아시리아 사회는 두 가지 주요 그룹으로 나뉘었다. 노예(subrum)와 자유 시민으로, awīlum("남자들") 또는 DUMU Aššur("아슈르의 아들들")라고 불렸다. 자유 시민 중에는 rabi("큰")와 ṣaher("작은") 시의회 구성원이라는 구분도 있었다. 아시리아 사회는 시간이 지나면서 더욱 복잡하고 계층화되었다. 중아시리아 제국에는 하류층 중 여러 그룹이 있었는데, 그중 가장 높은 계층은 자유인(a’ılū)으로, 상류층처럼 정부를 위한 의무를 수행하는 대가로 토지를 받을 수 있었지만, 토지가 비교적 작았기 때문에 이 토지에서 살 수는 없었다.
자유인 아래에는 비자유인(šiluhlu̮)이 있었다. 비자유인은 자발적으로 자유를 포기하고 다른 사람의 서비스에 들어갔으며, 옷과 배급을 받았다. 그들 중 많은 이들은 외국인 출신이었을 것이다. 노예제와 유사했지만, 비자유인은 대체자를 제공함으로써 자유를 되찾을 수 있었다. 그들의 봉사 기간 동안 그들은 고용주가 아닌 정부의 소유로 간주되었다. 중아시리아 시대의 다른 하층 계급에는 ālāyû("마을 거주자"), ālik ilke(일쿰 시스템을 통해 징집된 사람들) 및 hupšu가 포함되었지만, 이러한 명칭이 사회적 지위와 생활 수준 면에서 무엇을 의미했는지는 알려져 있지 않다.
중아시리아 시대의 사회 구조는 이후의 신아시리아 시대까지 대체로 지속되었다. 신아시리아 사회의 상류층 아래에는 자유 시민, 반자유 노동자, 그리고 노예가 있었다. 아시리아 국가 관료제에 꾸준히 봉사함으로써 한 가족이 사회적 사다리를 오를 수 있었다. 어떤 경우에는 한 개인의 뛰어난 업적이 다음 세대에 걸쳐 가족의 지위를 향상시켰다. 많은 경우에 아시리아 가족 집단, 즉 "씨족"은 제국 내에서 "부족"이라고 불리는 대규모 인구 집단을 형성했다. 이러한 부족들은 자신들의 농경지 근처 또는 인접한 마을과 다른 정착지에 함께 살았다.
노예제는 고대 근동의 거의 모든 사회에서 본질적인 부분이었다. 고대 아시리아에는 두 가지 주요 유형의 노예가 있었다. 주로 납치되거나 전쟁의 전리품이 된 외국인인 동산노예와, 빚을 갚지 못한 자유인이었던 채무 노예였다. 어떤 경우에는 아시리아 아이들이 부모의 빚 때문에 당국에 의해 압류되어 부모가 빚을 갚지 못하자 노예로 팔리기도 했다. 노예 여성에게서 태어난 아이들은 자동으로 노예가 되었다. 다른 합의가 없는 한. 고바빌로니아 시대의 문헌에서는 노예의 지리적 및 민족적 기원에 대해 자주 언급하지만, 고대 아시리아 문헌에서는 그러한 언급이 단 한 번만 알려져 있다(노예를 일반적인 의미로 묘사하는 경우는 많지만). 한 노예 소녀는 명시적으로 수바르투족이라고 언급되어 있어, 노예 제도에서 민족성이 그리 중요하게 여겨지지 않았음을 나타낸다.
남아있는 증거들은 아시리아의 노예 수가 결코 전체 인구의 큰 비율을 차지하지 않았음을 시사한다. 아카드어에서는 노예를 지칭하는 여러 용어가 사용되었는데, 일반적으로 wardum이었지만, 이 용어는 혼란스럽게도 (자유) 공식 하인, 시종, 추종자, 병사, 왕의 신하에게도 사용될 수 있었다. 아시리아 문서에서 wardum으로 지정된 많은 개인들이 주인들을 대신하여 재산을 관리하고 행정 업무를 수행하는 것으로 묘사되기 때문에, 실제로 많은 이들이 일반적인 의미의 노예가 아니라 자유로운 하인이었을 수 있다. 많은 wardum이 사고 팔렸다는 기록도 있다.

#### 여성의 지위

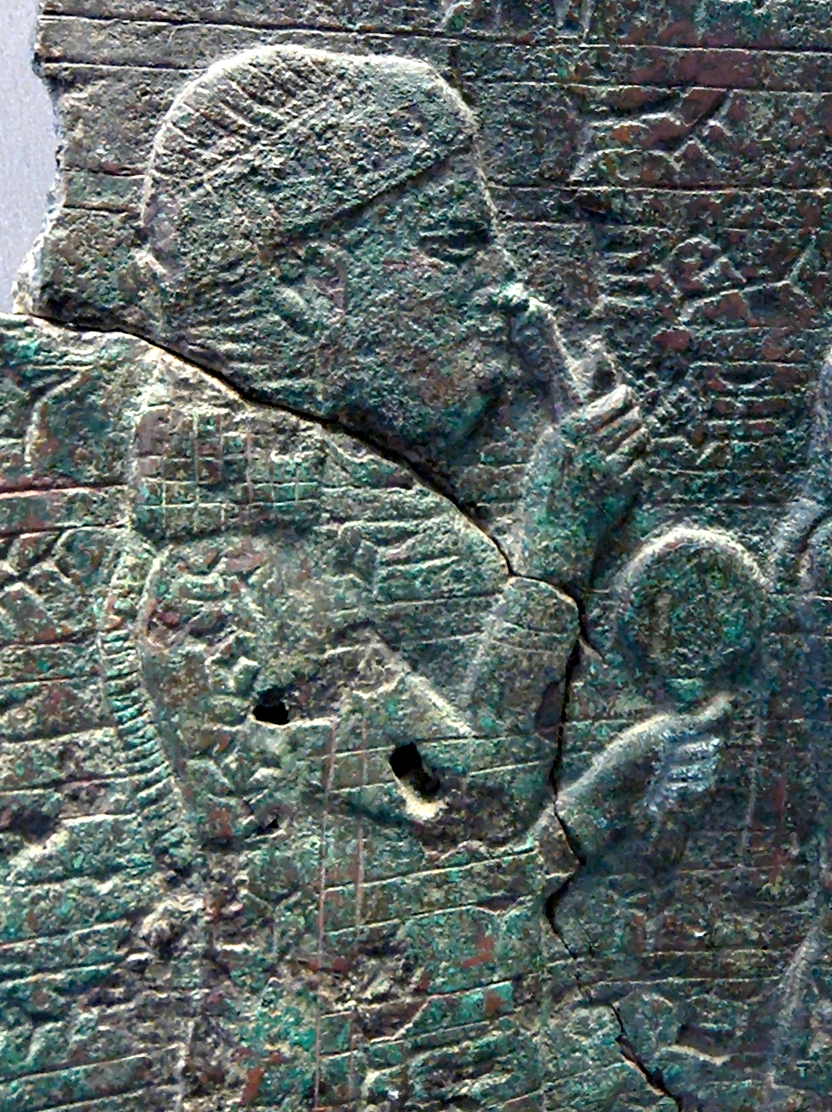
센나케립의 아내 나키아, 기원전 8-7세기. 아시리아 역사상 가장 많이 기록된 여성이다.

고대 아시리아 보통 여성의 삶에 대한 주요 증거는 행정 문서와 법전에서 발견된다. 고대 아시리아 시대에는 남녀 간의 법적 구별이 없었으며, 사회에서 거의 같은 권리를 가졌다. 고대 아시리아 시대에 여성들이 쓴 편지들이 여러 통 알려져 있는 것으로 보아, 여성들이 읽고 쓰는 법을 자유롭게 배울 수 있었음이 분명하다. 남녀 모두 같은 벌금을 내고, 재산을 상속받았으며, 무역에 참여하고, 집과 노예를 사고 소유하고 팔았으며, 자신들의 유언장을 작성하고, 배우자와 이혼할 수 있었다.
고대 아시리아 결혼 기록에 따르면, 신부에게 주는 지참금은 남편의 소유가 아니라 신부의 것이었고, 그녀가 죽으면 자녀에게 상속되었다. 비록 법적으로는 동등했지만, 고대 아시리아 시대의 남성과 여성은 다르게 양육되고 사회화되었으며, 다른 사회적 기대와 의무를 가졌다. 일반적으로 소녀들은 어머니에게서 양육되어 실 잣기, 옷감 짜기, 그리고 일상적인 일들을 돕는 법을 배웠다. 소년들은 장인들에게 기술을 배웠고, 나중에는 종종 아버지와 함께 무역 원정에 나섰다. 때로는 가족의 맏딸이 여사제로 봉헌되기도 했다. 그녀는 결혼할 수 없었고 경제적으로 독립적인 존재가 되었다.
아내들은 남편에게 의복과 음식을 제공해야 했다. 결혼은 일반적으로 일부다처제였지만, 남편은 아내가 불임인 경우 상속자를 얻기 위해 여성 노예를 살 수 있었다. 아내는 그 노예를 선택할 수 있었고, 그 노예는 결코 두 번째 아내의 지위를 얻지 못했다. 장거리 무역 여행을 떠난 남편은 무역 식민지 중 한 곳에서 두 번째 아내를 얻을 수 있었지만, 엄격한 규칙을 따라야 했다. 두 번째 아내는 남편과 함께 아수르로 돌아올 수 없었고, 두 아내 모두 살 집, 음식, 나무가 제공되어야 했다.
여성의 지위는 중아시리아 법 중 여성에 관한 법률에서 알 수 있듯이, 중아시리아 시대에 하락했다. 이 법률들에는 다양한 범죄, 주로 성범죄나 혼인 관련 범죄에 대한 처벌이 포함되었다. 비록 이 법률들이 여성의 모든 권리를 박탈하지는 않았고, 당시 다른 고대 근동 법률과 크게 다르지 않았지만, 중아시리아 법은 사실상 여성을 2등 시민으로 만들었다. 이 법률들이 얼마나 강력하게 시행되었는지는 명확하지 않다.
이 법률들은 남성에게 아내를 마음대로 처벌할 권리를 부여했다. 이 법률에 명시된 가장 가혹한 처벌 중 하나는, 심지어 여성이 저지르지 않은 범죄에 대해서도, 강간당한 여성이 강간범과 강제로 결혼해야 한다는 것이었다. 이 법률들은 또한 특정 여성들은 외출 시 베일을 착용해야 한다고 명시했는데, 혼인 여부가 결정적인 요소였다. 노예 여성과 하림투 여성과 같은 일부 여성들은 베일 착용이 금지되었고, 특정 여사제와 같은 다른 여성들은 결혼한 경우에만 베일을 착용할 수 있었다.
모든 법률이 여성에게 억압적인 것은 아니었다. 남편이 사망하거나 전쟁 포로가 된 여성 중 아들이나 친척의 부양을 받지 못하는 여성은 정부로부터 지원을 보장받았다. 하림투 여성은 역사적으로 매춘부로 여겨졌지만, 오늘날에는 남편, 아버지 또는 기관에 얽매이지 않는 독립적인 사회적 존재를 가진 여성으로 해석된다. 대부분의 하림투는 가난했지만, 주목할 만한 예외도 있었다. 이 용어는 여러 문헌에서 부정적인 의미로 나타난다. 그들의 단순한 존재만으로도 그 시대에 사회적 지위가 낮았음에도 불구하고 여성들이 독립적인 삶을 살 수 있었음이 분명해진다.
이어지는 신아시리아 시대 동안 왕족 및 상류층 여성들은 영향력이 커졌다. 신아시리아 왕실에 소속된 여성들은 편지를 주고받았고, 독립적으로 재산이 많았으며, 자신 소유의 땅을 사고 소유할 수 있었다. 신아시리아 제국의 여왕들은 이전 시대의 여왕들보다 역사적으로 더 잘 기록되어 있다. 사르곤 왕조 아래에서 그들은 자신들의 군사 부대를 부여받았다. 때때로 그들은 다른 부대와 함께 군사 작전에 참여한 것으로 알려져 있다.
신아시리아 시대의 가장 영향력 있는 여성 중 한 명은 샴시-아다드 5세(r. 기원전 824년–811년)의 왕비인 샴무라마트로, 그녀는 아들 아다드-니라리 3세(r. 기원전 811년–783년)의 통치 기간 동안 섭정을 하고 군사 작전에 참여했을 수도 있다. 또 다른 여성은 센나케립, 에사르하돈, 아슈르바니팔의 통치 기간 동안 정치에 영향을 미친 나키아이다.

### 경제

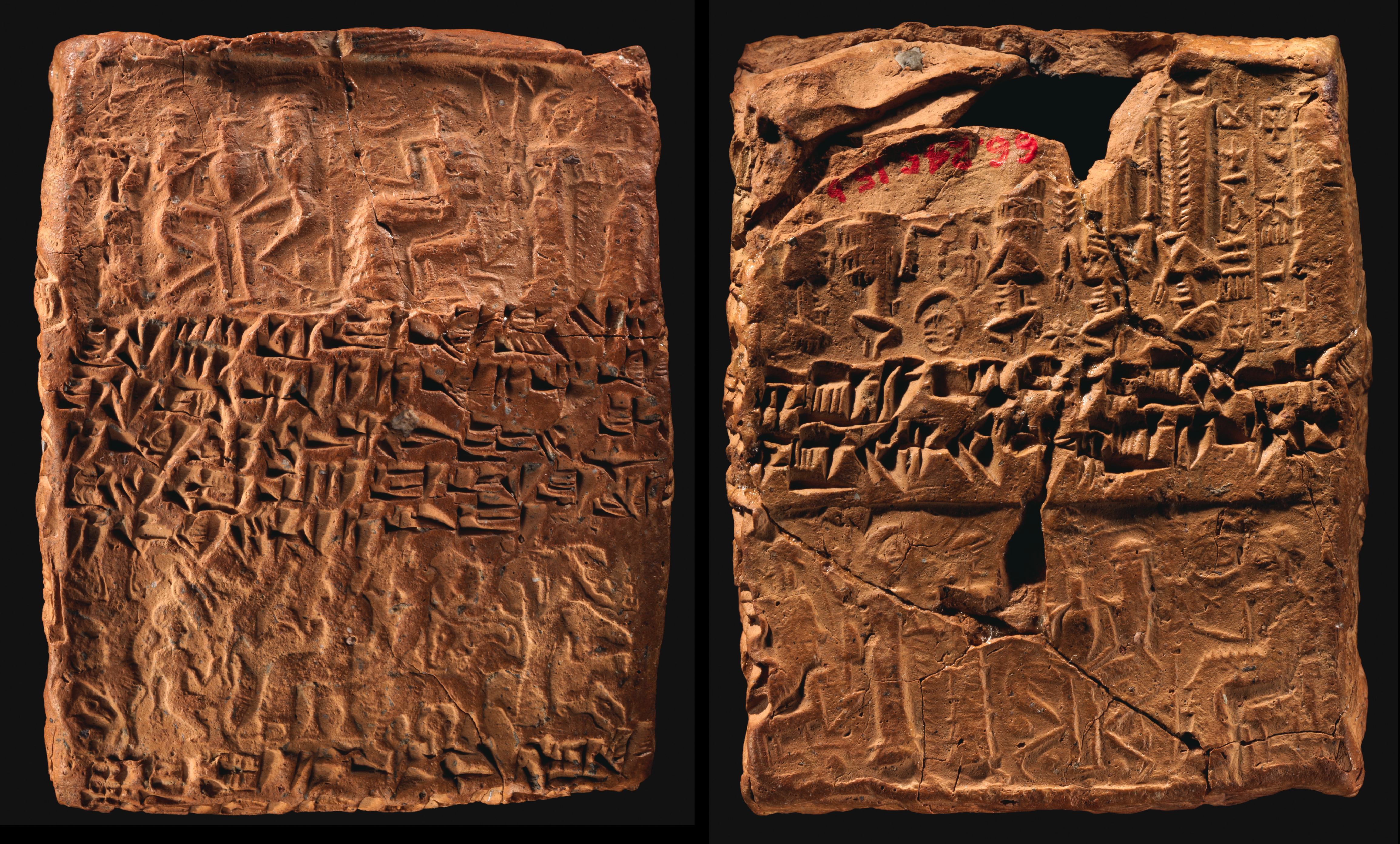
퀼테페에서 발견된 고대 아시리아의 쐐기문자 점토판. 대출금 상환 기록이 있으며, 네 개의 다른 원통 인장이 찍혀 있다.

고대 아시리아 시대에는 아수르 인구의 상당 부분이 도시의 국제 무역에 종사했다. 고용 계약서 및 기타 기록을 통해 알 수 있듯이, 무역에는 짐꾼, 안내자, 당나귀 운전자, 대리인, 상인, 제빵사, 은행가 등 다양한 직업의 사람들이 참여했다. 이 시기에 알려진 방대한 쐐기문자 기록 덕분에 무역의 세부 사항이 비교적 잘 알려져 있다. 기원전 1950년–1836년 기간에만 25톤의 아나톨리아 은이 아수르로 운반되었고, 약 100톤의 주석과 10만 벌의 직물이 아나톨리아로 운반되었다고 추정된다. 아시리아인들은 또한 가축, 가공품, 갈대 제품을 판매했다. 많은 경우에 아시리아 식민지 개척자들이 판매한 물품은 먼 곳에서 왔다. 아나톨리아에서 아시리아인들이 판매한 직물은 남부 메소포타미아에서 수입되었고, 주석은 동쪽 자그로스산맥에서 왔다.
기원전 19세기에 국제 무역이 쇠퇴한 후, 아시리아 경제는 점차 국가 중심적으로 변모했다. 신아시리아 시대에는 민간 투자로 발생한 부가 국가의 부에 비해 왜소했다. 국가는 제국 내에서 단연코 가장 큰 고용주였으며, 농업, 제조업, 광물 개발에 대한 독점권을 가지고 있었다. 제국 경제는 주로 엘리트들에게 유리했는데, 이는 잉여 부가 정부로 흘러들어가 제국 전역의 국가 유지에 사용되도록 구조화되었기 때문이다. 모든 생산수단이 국가 소유였지만, 개인의 재산권이 정부에 의해 보장되는 활기찬 민간 경제 부문이 제국 내에 계속 존재했다.

### 개인의 정체성과 연속성

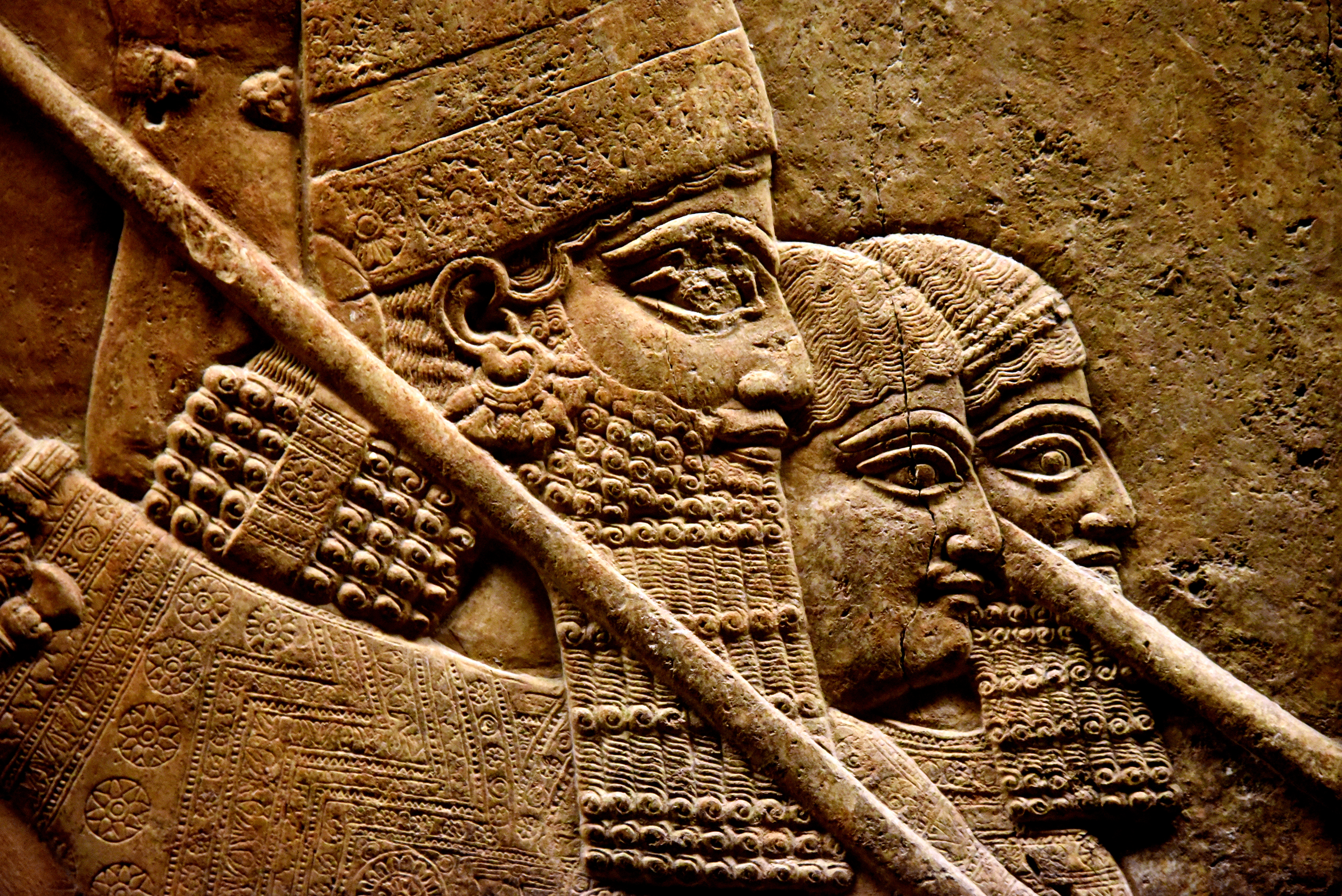
아슈르바니팔(재위 기원전 669년–631년)과 두 명의 왕실 시종을 묘사한 기원전 7세기 부조

민족성과 문화는 주로 자기 인식과 자기 지정에 기반한다. 아시리아인이라는 뚜렷한 정체성은 이미 고대 아시리아 시대에 형성된 것으로 보이며, 이 시기에 뚜렷한 아시리아식 장례 관습, 음식, 의상 규범이 확인되고 아시리아 문서에서는 아수르 주민을 뚜렷한 문화 집단으로 간주하는 것으로 나타난다. 더 넓은 아시리아 정체성은 중아시리아 제국 시대에 북부 메소포타미아 전역으로 확산된 것으로 보이며, 이는 초기 신아시리아 왕들의 재정복에 관한 후대 기록들이 자신들의 전쟁 중 일부를 재정복한 도시들의 아시리아인들을 해방시킨 것으로 언급하는 데서 드러난다.
현존하는 증거에 따르면 고대 아시리아인들은 아시리아인이라는 것이 무엇을 의미하는지에 대해 비교적 개방적인 정의를 가지고 있었다. 사람의 민족적 배경이나 로마의 법적 시민권과 같은 현대적 개념은 고대 아시리아에서는 반영되지 않은 것으로 보인다. 비록 아시리아의 전쟁 기록과 미술 작품에는 종종 외국의 적들이 묘사되지만, 그들은 다른 신체적 특징을 가진 것으로 묘사되지 않는다. 대신 그들은 다른 복장과 장비를 가진 것으로 묘사된다. 아시리아 기록은 적들을 오직 그들의 행동, 즉 올바른 종교적 관습이 부족하고 아시리아에 대한 잘못을 저지르는 면에서만 야만적이라고 묘사한다.
모든 것을 고려할 때, 고대 아시리아에는 민족성이나 인종에 대한 잘 발달된 개념이 없었던 것으로 보인다. 한 사람이 다른 사람들에게 아시리아인으로 비치기 위해 중요했던 것은 주로 군사 복무와 같은 의무 이행, 아시리아 제국과의 정치적 연계, 그리고 아시리아 왕에 대한 충성 유지였다. 이러한 관점과 동화 및 문화 혼합을 장려하기 위한 왕실 아시리아 정책을 증명하는 비문 중 하나는 사르곤 2세의 두르샤루킨 건설 기록이다. 비문의 한 구절은 다음과 같다.
(세상의) 네 (부분)의 백성들, 이국의 언어들을 사용하는, 유사성 없는 다른 언어들을 사용하는 산악 지역과 평원의 사람들, 신들의 빛이, 만물의 주인이, 감독하는 수많은 (다른 사람들)을 내 주 아슈르의 명령으로 [내 새 도시] 안에 살게 했다. [...]. 모든 직업에 숙련된 태어난 아시리아인들을 나는 그들 위에 감독자와 안내자로 세워 그들에게 올바르게 일하고 신과 왕을 존경하는 법을 가르치게 했다.

비록 본문이 새로운 정착민들과 "태어난 아시리아인들"을 분명히 구별하지만, 사르곤의 정책 목표는 새로운 정착민들을 감독자와 안내자를 임명하여 교육함으로써 아시리아인으로 변화시키는 것이 분명했다. 아시리아 제국의 확장은 재정착과 추방과 결합하여 아시리아 중심지의 민족 문화적 구성을 변화시켰지만, 이 땅의 더 오래된 아시리아 거주민들이 사라지거나 소수의 엘리트로 제한되었다거나, 새로운 정착민들의 민족적, 문화적 정체성이 한두 세대 후에 "아시리아인"이 아닌 다른 것이었다는 증거는 없다.
현대 아시리아인들이 "아시리아인"이라는 용어를 사용하는 것이 역사적으로 정치적, 학술적으로 오해와 논란의 대상이 되어왔지만, 아시리아의 연속성은 일반적으로 학술적으로 인정되고 있다. 이는 현대 아시리아인들이 고대 아시리아 제국 인구의 후손으로 여겨진다는 점에서 역사적 및 유전적 증거 모두에 기반한다. 비록 고대 아카드어와 쐐기 문자는 기원전 609년 제국이 멸망한 후 아시리아에서 오래 지속되지 못했지만, 아시리아 문화는 분명히 지속되었다. 고대 아시리아 종교는 아수르에서 서기 3세기까지, 그리고 다른 지역에서는 그 후로도 수 세기 동안 계속 행해졌으며, 점차 기독교에 밀려났다. 마르딘에서는 옛 종교를 믿는 사람들이 18세기까지 알려져 있다.
고대 메소포타미아를 연상시키는 이름을 가진 인물들도 아수르에서 서기 240년 마지막으로 약탈당할 때까지, 그리고 다른 지역에서는 13세기까지 확인된다. 제국 멸망 후 수천 년 동안 많은 외국 국가들이 아시리아를 통치했지만, 원래 인구를 대체할 대규모 이민자 유입의 증거는 없으며, 대신 그들은 14세기 말 몽골 및 티무르 학살 때까지 이 지역 인구의 상당 부분을 계속 차지했다.
근대 이전 시리아어(기독교 메소포타미아 문헌에서 사용된 아람어 유형) 자료에서는 ʾārāmāyā("아람인")와 suryāyā가 일반적인 자기 지정으로 사용되었으며, ʾāthorāyā("아시리아인")라는 용어는 자기 지정으로 거의 사용되지 않았다. 그러나 아시리아(ʾāthor)와 아시리아인(ʾāthorāyā)이라는 용어는 근대 이전에는 여러 가지 의미로 사용되었다. 가장 두드러지게는 고대 아시리아인과 니네베 주변 지역, 그리고 니네베 유적지 옆에 건설된 모술 시를 지칭하는 데 사용되었다. 시리아어 성경 번역본에서는 ʾāthor라는 용어가 고대 아시리아 제국을 지칭하는 데도 사용된다. 모술 시민의 의미에서 ʾāthorāyā라는 명칭은 근대 이전 시기에 일부 개인에게 사용되었다.
기독교인들이 ʾāthorāyā를 자기 지정으로 사용하기를 꺼려했던 이유는 성경에 묘사된 아시리아인들이 이스라엘의 주요 적이었기 때문일 수 있다. ʾāthorāyā라는 용어는 시리아어 문헌에서 때때로 기독교인의 적을 지칭하는 용어로 사용되었다. 이러한 맥락에서 이 용어는 때때로 사산 제국의 페르시아인들에게 적용되기도 했다. 예를 들어, 4세기 시리아 작가 시리아의 에프렘은 사산 제국을 "더러운 아토르, 부패의 어머니"라고 불렀다. 비슷한 방식으로 이 용어는 나중에 무슬림 통치자들에게도 적용되기도 했다.
"아시리아"와 그 축약형인 "시리아"는 궁극적으로 아카드어 Aššur에서 파생되었다. 신아시리아 제국이 쇠퇴한 후, 아시리아 영토를 지배했던 후속 제국들은 이 지역에 대해 각기 다른 명칭을 사용했으며, 이들 이름의 상당 부분 또한 Aššur에 뿌리를 두고 있었다. 아케메네스 제국은 아시리아를 Aθūrā("아투라")라고 불렀다. 사산 제국은 알 수 없는 이유로 하부 메소포타미아를 아소리스탄("아시리아인의 땅")이라고 불렀지만, 옛 아시리아 중심지 대부분을 포함하는 북부 지방인 노드쉬라간은 때때로 아투리아 또는 아토르라고 불리기도 했다. 시리아어에서는 아시리아를 ʾĀthor라고 불렀으며 지금도 그렇게 불린다.
"아시리아"와 축약형인 "시리아"는 궁극적으로 아카드어 Aššur에서 파생되었다. 신아시리아 제국이 쇠퇴한 후, 아시리아 영토를 지배했던 후속 제국들은 이 지역에 대해 각기 다른 명칭을 사용했으며, 이들 이름의 상당 부분 또한 Aššur에 뿌리를 두고 있었다. 아케메네스 제국은 아시리아를 Aθūrā("아투라")라고 불렀다. 사산 제국은 알 수 없는 이유로 하부 메소포타미아를 아소리스탄("아시리아인의 땅")이라고 불렀지만, 옛 아시리아 중심지 대부분을 포함하는 북부 지방인 노드쉬라간은 때때로 아투리아 또는 아토르라고 불리기도 했다. 시리아어에서는 아시리아를 ʾĀthor라고 불렀으며 지금도 그렇게 불린다.
비록 자기 지정의 복잡한 문제에도 불구하고, 근대 이전 시리아어 문헌들은 때때로 고대 아시리아인들과 긍정적으로 동일시했으며 고대 제국과 자신들 사이의 연관성을 그렸다. 가장 두드러지게는 고대 아시리아 왕들과 인물들은 오랫동안 지역 민속과 문학 전통에 등장했으며 고대 아시리아 왕족의 후손이라는 주장은 민속 인물과 북부 메소포타미아의 실제 살아있는 고위층 모두에게 제기되었다. 18세기에 서방 교회 선교사들의 아시리아 중심지 방문은 아시리아인들이 자신들의 자기 지정과 정체성을 고대 아시리아와 더 강하게 연결하는 데 기여했을 것이다.
서양인들이 그들을 고대 아시리아인과 연결시키는 맥락에서, 그리고 그들에게 가해진 잔학 행위와 학살이 증가함에 따라, 아시리아인들은 19세기 말경 문화적 "각성" 또는 "르네상스"를 경험했으며, 이는 고대 아시리아로부터의 후손에 더 강하게 뿌리 내린 민족 이데올로기의 발전과 ʾāthorāyā 및 ʾāsurāyā와 같은 자기 지정의 재도입으로 이어졌다. 오늘날 sūryōyō 또는 sūrāyā는 아시리아인들이 자신들의 모국어로 사용하는 주요 자기 지정이지만, 일반적으로 "시리아인"보다는 "아시리아인"으로 번역된다.

## 문화

### 언어

#### 아카드어

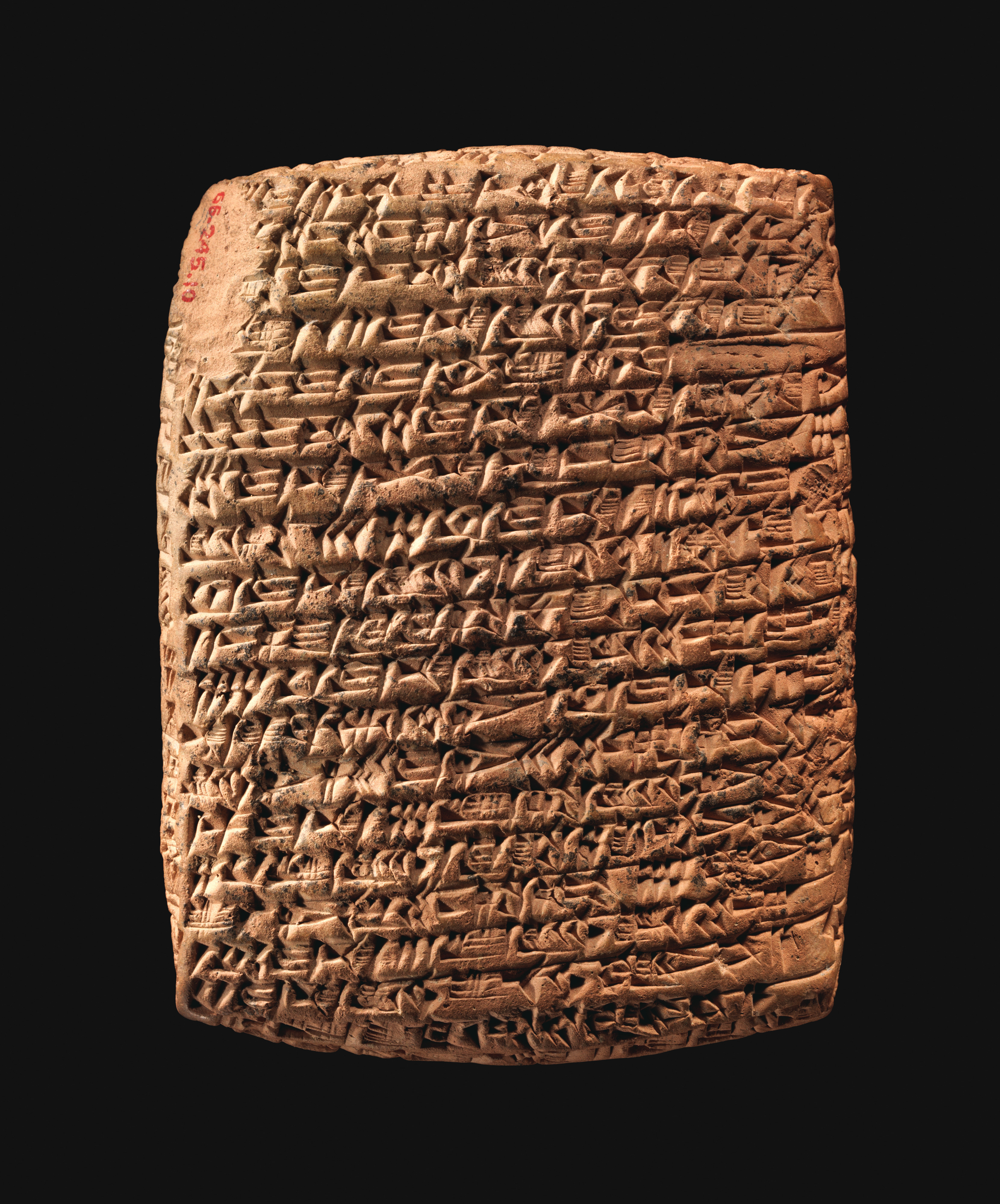
고아시리아 시대의 쐐기 문자 점토판으로, 상인단의 여정 기록이 담겨 있다.

고대 아시리아인들은 주로 아시리아어를 말하고 썼는데, 이는 남부 메소포타미아에서 사용되던 바빌로니아어와 밀접하게 관련된 셈어파(즉, 현대 히브리어 및 아랍어와 관련) 언어이다. 아시리아어와 바빌로니아어 모두 현대 학자들은 아카드어의 방언으로 간주한다. 이는 현대적인 관습인데, 당시 고대 저술가들은 아시리아어와 바빌로니아어를 두 개의 별개의 언어로 간주했기 때문이다. 바빌로니아어만이 아카드어라고 불렸고, 아시리아어는 아슈루 또는 아슈라유라고 불렸다. 둘 다 쐐기 문자로 쓰였지만, 글자 형태는 상당히 달라 비교적 쉽게 구별할 수 있다.
고대 아시리아가 포괄하는 광대한 시대를 감안할 때, 아시리아어는 시간이 지남에 따라 발전하고 진화했다. 현대 학자들은 대체로 아시리아 역사를 나누는 데 사용되는 시기와 대략적으로 (정확하지는 않지만) 일치하는 세 가지 다른 시기로 분류한다: 고아시리아어(기원전 2000년–1500년), 중아시리아어(기원전 1500년–1000년), 신아시리아어(기원전 1000년–500년). 아시리아 점토판 및 문서 기록이 아직 다소 부족하기 때문에, 언어의 여러 단계는 여전히 잘 알려져 있지 않고 문서화되지 않았다.
고대 아시리아 문헌에 사용된 부호들은 대체로 이후의 중아시리아 및 신아시리아 시대에 사용된 부호들보다 복잡성이 덜하며, 그 수도 150-200개 미만의 고유 부호에 불과했으며, 대부분은 음절 부호(음절을 나타냄)였다. 사용된 부호의 수가 제한적이었기 때문에 고대 아시리아어는 현대 연구자들에게는 이후의 언어 형태보다 해독하기가 비교적 쉽지만, 부호의 수가 제한적이라는 것은 여러 가지 가능한 음성 값과 해석이 존재한다는 것을 의미하기도 한다. 이는 부호를 해독하기는 쉽지만, 많은 연구자들이 언어 자체에는 여전히 불편함을 느낀다는 것을 의미한다. 비록 고대 아시리아어는 후대 아시리아어의 더 고풍스러운 변형이었지만, 이후 시대에는 확인되지 않는 여러 단어들도 포함하고 있는데, 일부는 단어의 특이한 초기 형태이고 다른 일부는 아나톨리아에서 온 상업 용어나 다양한 직물 및 식품 제품의 이름이다.
중아시리아 및 신아시리아 제국에서는 아시리아어의 후기 버전만이 사용된 유일한 아카드어 버전은 아니었다. 비록 아시리아어가 일반적으로 편지, 법률 문서, 행정 문서, 그리고 일상어로 사용되었지만, 표준 바빌로니아어도 공식적인 용도로 사용되었다. 표준 바빌로니아어는 기원전 1500년경에 사용되던 고대 바빌로니아어의 고도로 성문화된 버전이었으며, 거의 모든 학술 문서, 문학, 시, 그리고 왕실 비문에 사용되는 고급 문화 언어로 사용되었다. 아시리아 엘리트의 문화는 남부의 바빌로니아에 강한 영향을 받았다. 고대 그리스 문명이 고대 로마에서 존경받고 영향을 미쳤던 것과 유사하게, 아시리아인들은 바빌론과 그 고대 문화를 매우 존경했다.
방대한 제국의 다국어적 특성으로 인해, 신아시리아 시대 동안 아시리아어로 유입된 외래어는 상당히 많다. 아슈르바니팔 통치 말기부터 쐐기문자로 쓰인 문서의 수가 상당히 줄어드는데, 이는 가죽 두루마리나 파피루스와 같은 부패하기 쉬운 재료에 아람어 사용이 증가했기 때문일 가능성이 높아 언어가 쇠퇴하고 있었음을 시사한다. 고대 아시리아어는 이후 제국 후기 시대에 걸쳐 기원전 6세기 말경까지 완전히 사라지지 않았다.

#### 아람어 및 기타 언어

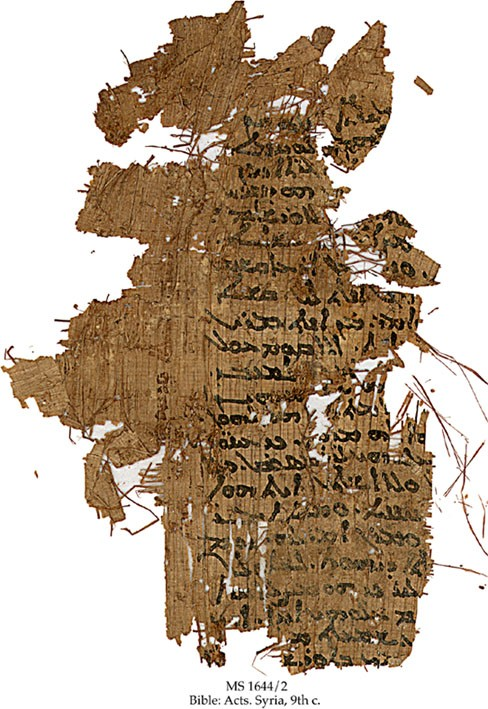
시리아어로 쓰여진 서기 9세기 파피루스 조각

아시리아인들이 아시리아 중심지 밖에서 정복한 외국 민족에게 자신들의 언어를 강요하지 않았기 때문에, 아카드어 이외의 언어 확산을 막을 메커니즘은 없었다. 중아시리아 시대 동안 아람인들이 아시리아 영토로 이주하기 시작하면서, 이러한 언어 정책의 부재는 아람어 확산을 촉진했다. 셈어파(제국 전역에서 사용되는 많은 언어를 포함하는 언어군)에서 가장 널리 사용되고 상호 이해 가능한 언어였기 때문에, 아람어는 신아시리아 시대 내내 중요성이 커졌고, 심지어 아시리아 중심지 내에서도 신아시리아어를 점점 더 대체했다. 기원전 9세기부터 아람어는 신아시리아 제국의 데 팍토 공용어가 되었고, 신아시리아어와 다른 형태의 아카드어는 정치 엘리트의 언어로 전락했다.
기원전 9세기 샬마네세르 3세 시대부터 아람어는 아카드어와 함께 국가 관련 맥락에서 사용되었으며, 티글라트-필레세르 3세 시대에는 왕들이 아카드어와 아람어 왕실 서기관을 모두 고용하여 아람어가 제국 행정부에서 사용되는 공용어의 위치로 부상했음을 확인시켜주었다. 신아시리아 제국 멸망 이후의 시기 동안, 고대 아시리아어는 메소포타미아에서 아람어를 선호하여 완전히 포기되었다. 기원전 500년경에는 아카드어는 아마도 더 이상 구어체가 아니었을 것이다.
현대 아시리아인들은 자신들의 언어를 "아시리아어(Sūrayt 또는 Sūreth)"라고 부른다. 비록 이 언어는 아카드어의 아시리아 방언과는 거의 공통점이 없지만, 고대 메소포타미아 아람어의 현대 버전이다. 이 언어는 고대 아카드어의 영향을 일부 유지하고 있으며, 특히 외래어 형태에서 그렇다. 현대 아시리아어 아람어 방언은 학자들에 의해 종종 신아람어 또는 신시리아어라고 불린다. 전례 언어로서, 많은 아시리아인들은 또한 아시리아의 기독교화 당시 에데사에서 사용되던 고전 아람어의 성문화된 버전인 시리아어를 사용한다.
고대 아시리아에서 학술 및 문화의 언어로 때때로 사용되었지만, 오직 문자 형태로만 사용된 또 다른 언어는 고대 수메르어였다. 신아시리아 제국이 절정에 달했을 때, 제국 국경 내에서는 다양한 다른 지역 언어들도 사용되었지만, 아람어와 같은 수준의 공식적인 인정을 받은 언어는 없었다.

### 건축

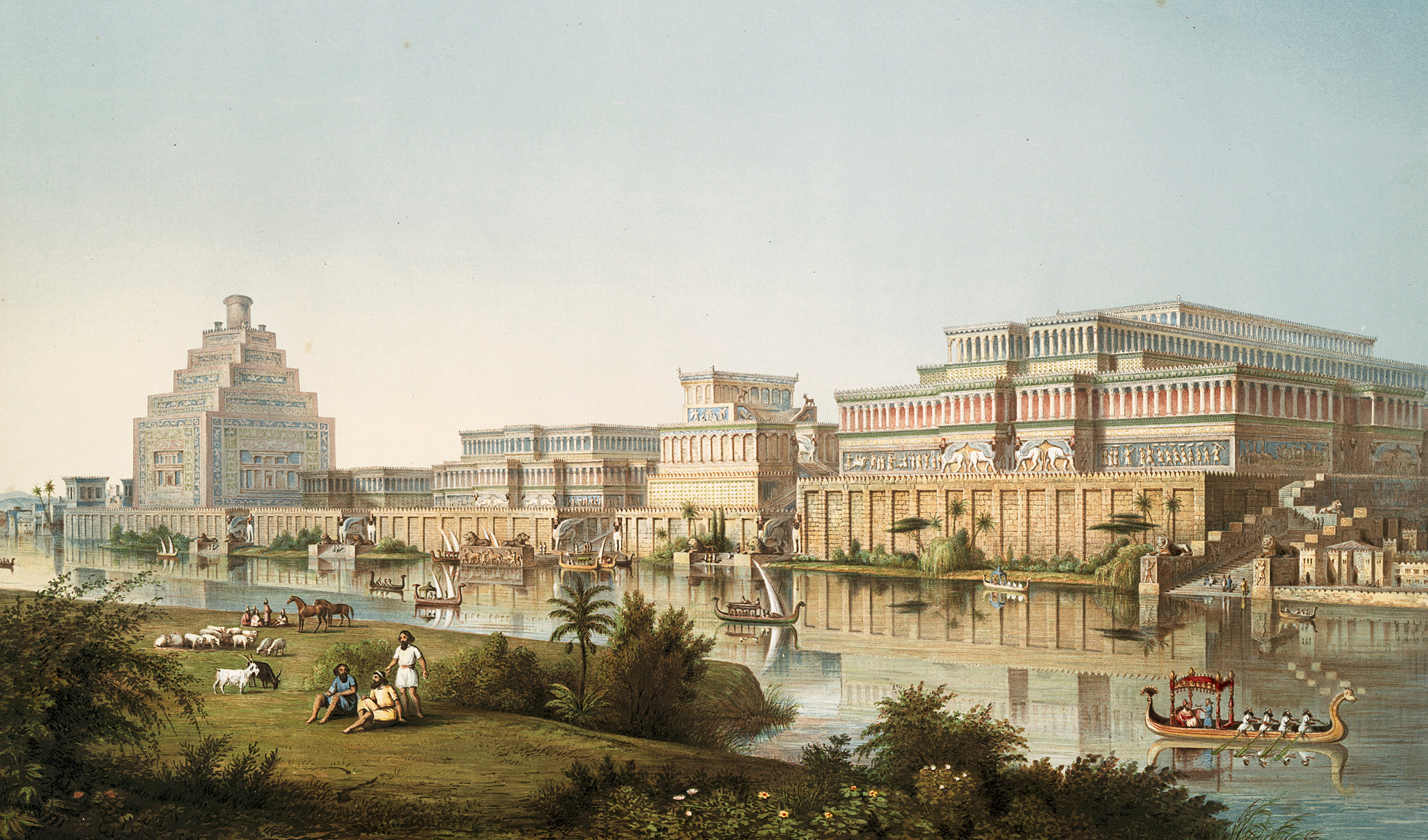
아시리아의 수도였던 니네베의 19세기 재건축 그림. 기원전 705년–612년에 아시리아 수도였다.

고대 아시리아 건축에 대한 세 가지 주요 증거 형태가 남아 있다. 가장 중요한 형태는 고고학 발굴을 통해 발견된 건물 자체이지만, 현존하지 않을 수 있는 건물을 묘사하는 동시대 문서(예: 편지 및 행정 문서)와 이전 왕들의 건축 작업을 다룬 후대 왕들의 문서에서도 중요한 증거를 얻을 수 있다. 아시리아 건물과 건축물은 거의 항상 흙벽돌로 건설되었다. 석회암도 사용되었지만, 주로 수로와 강벽과 같이 흐르는 물에 노출되는 구조물이나 방어 요새에만 사용되었다.
대규모 건물을 지탱하기 위해 종종 기초 플랫폼이나 진흙 벽돌 기초 위에 건설되었다. 바닥은 일반적으로 판축으로 만들어졌고, 중요한 방에서는 카펫이나 갈대 매트로 덮였다. 테라스나 안뜰과 같이 외부에 노출된 장소의 바닥은 돌판이나 뒷면이 있는 벽돌로 포장되었다. 지붕, 특히 큰 방의 지붕은 나무 들보를 사용하여 지탱되었다.
고대 아시리아인들은 고도로 복잡한 기술 지식을 보여주는 새로운 수도 건설을 포함한 여러 기술적으로 복잡한 건설 프로젝트를 수행했다. 비록 대부분 이전 메소포타미아 건축을 따랐지만, 고대 아시리아 건축에는 몇 가지 특징적인 요소가 있다. 고대 아시리아 건축의 특징으로는 계단식 메를롱, 둥근 지붕, 그리고 자체 완비된 스위트룸 세트로 구성되는 경우가 많은 궁전 등이 있다.

### 예술

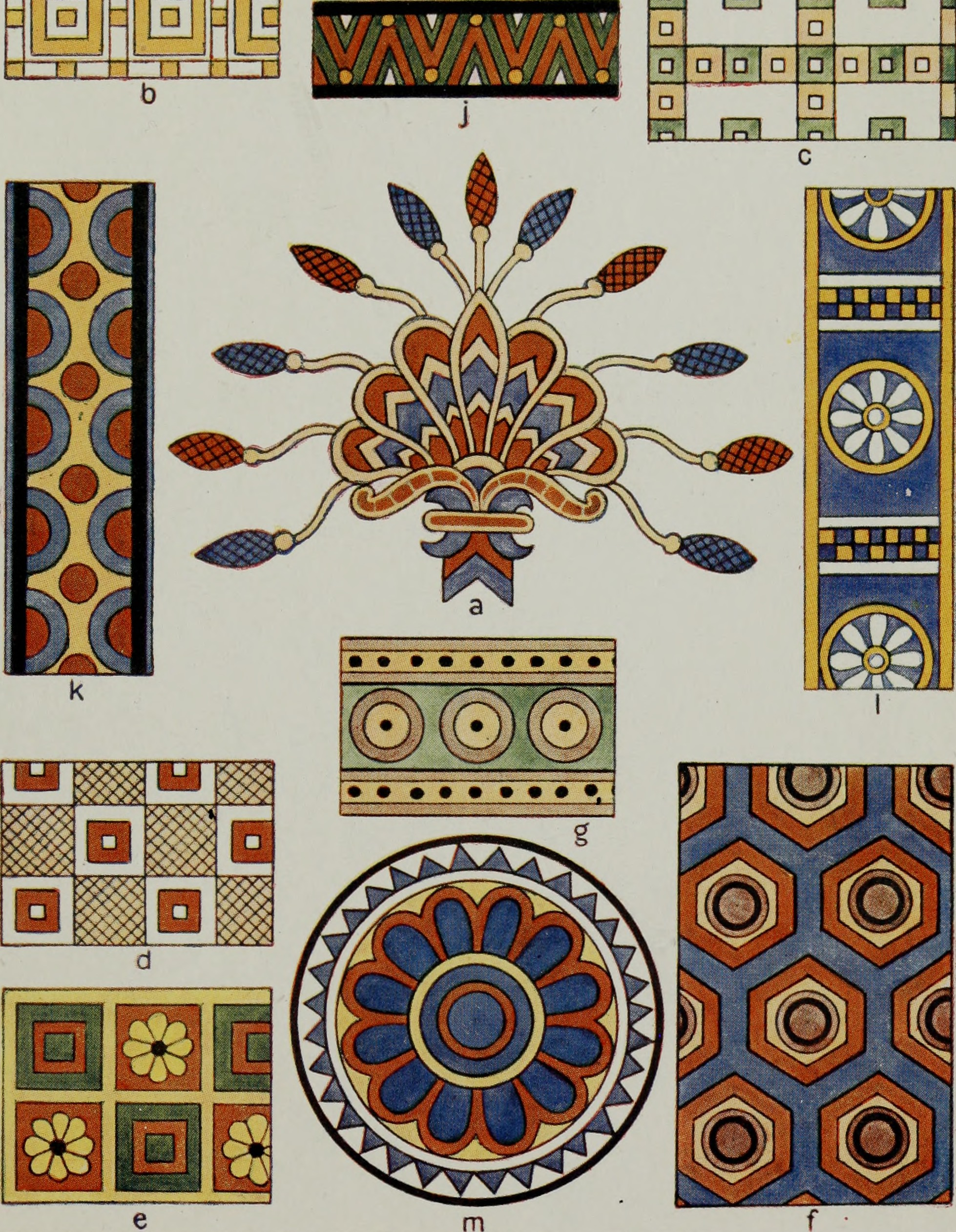
고대 아시리아 부조와 의복에서 발견된 장식 문양을 묘사한 20세기 삽화

초기 아시리아 시대의 아수르 신전 유적지에서 상대적으로 많은 수의 조각상과 인물상이 발굴되었다. 이 시기에 남아 있는 대부분의 예술 작품은 분명히 외세의 예술 작품의 영향을 받았다. 예를 들어, 아카드 제국 부상 이전에 아수르에서 발견된 남녀 숭배자 87개의 알라바스터 인물상은 초기 왕조 수메르 인물상과 매우 유사하다. 다른 곳의 예술 작품의 다양성 때문에, 초기 아수르의 예술 작품도 시대에 따라 매우 다양했으며, 매우 양식화된 것부터 매우 자연주의적인 것까지 다양했다.
초기 시대의 가장 독특한 발견 중 하나는 여성 두상인데, 눈, 눈썹, 정교한 머리덮개는 원래 상감되어 있었다. 이 두상은 아카드 시대 예술 양식의 전형으로, 전체적으로 자연주의적이며 부드러운 곡선과 풍만한 입이 특징이다. 초기 시대의 또 다른 독특한 예술 작품은 나체 여성의 상아 인물상과 최소 다섯 개의 유사한 인물상 조각이다. 사용된 상아는 인도코끼리에서 왔을 수 있으며, 이는 초기 아수르와 이란의 초기 부족 및 국가들 간의 무역을 시사한다. 초기 시대에 알려진 다른 예술 작품으로는 소수의 대형 석조 통치자(총독 및 외국 왕) 조각상, 동물 형상, 그리고 나체 여성의 석조 조각상이 있다.
고아시리아 시대에 알려진 예술 작품은 에리슘 1세를 묘사하는 것으로 추정되는 부분 석조상 몇 점을 제외하고는 대부분 쐐기 문자 문서의 인장과 인장 인상으로 한정된다. 샴시-아다드 1세의 등장 이전 푸주르-아슈르 왕조 왕들의 왕실 인장은 우르 제3왕조 왕들의 인장과 매우 유사하다. 중아시리아 시대, 아슈르-우발리트 1세 이후부터 인장은 상당히 달라졌고, 왕의 통치 권한의 신학적 및 우주적 원천보다는 왕권을 강조하는 것으로 보인다. 중아시리아 시대의 비왕실 인장에서는 종교적 장면과 동물 및 나무의 평화로운 장면을 포함하여 다양한 모티프가 알려져 있다. 투쿨티-닌우르타 1세 시대부터 인장에는 인간, 다양한 동물, 신화 속 생물 간의 경쟁과 투쟁도 때때로 등장했다.
중아시리아 시대에는 여러 가지 새로운 예술적 혁신도 이루어졌다. 아수르의 이슈타르 신전에서 투쿨티-닌우르타 1세 시대의 네 개의 숭배 받침대(또는 "제단")가 발견되었다. 이 제단들은 다양한 모티프들로 장식되어 있었는데, 흔히 왕(때로는 여러 번)과 보호적인 신성한 인물들, 그리고 표준들을 포함했다. 받침대 중 하나는 그 기단 하부 계단에 부조 이미지를 보존하고 있는데, 이는 아시리아 미술사에서 알려진 가장 초기 서술적 이미지이다. 잘 보존되지 않은 이 부조는 아시리아 왕 앞에 줄지어 선 죄수들을 묘사하는 것으로 보인다.
가장 초기에 알려진 아시리아 벽화는 투쿨티-닌우르타 1세 시대에 그의 궁전 카르-투쿨티-닌우르타에서 발견되었다. 모티프에는 식물 기반 문양(장미꽃과 야자잎), 나무, 새 머리 요정 등이 포함되었다. 벽을 칠하는 데 사용된 색상은 검은색, 빨간색, 파란색, 흰색이었다. 아슈르-벨-칼라(재위 기원전 1074년–1056년) 시대의 니네베에서는 특이한 석회암 나체 여성 조각상이 발견되었다. 기원전 11세기에 도입된 완전히 새로운 유형의 기념물은 오벨리스크였다. 오벨리스크는 이미지와 텍스트로 사방이 장식된 사각 석비이다. 오벨리스크는 적어도 기원전 9세기까지 계속 사용되었다.
다른 시대와 비교하여 신아시리아 시대에는 더 많은 예술 작품이 남아 있으며, 특히 왕들의 후원을 받아 제작된 기념비적인 예술 작품이 그렇다. 신아시리아 기념비 예술의 가장 잘 알려진 형태는 신전과 궁전의 내외부 벽을 장식한 조각된 석조 예술인 벽 부조이다. 또 다른 잘 알려진 신아시리아 예술 형태는 거상으로, 종종 인간 머리 사자나 황소(라마수) 형태이며, 신전, 궁전, 도시의 문에 배치되었다. 벽 부조와 거상의 가장 초기 알려진 사례는 아슈르나시르팔 2세의 통치 시대에 제작되었으며, 그는 지중해 원정에서 보았던 히타이트 기념비 예술에서 영감을 받았을 수 있다.
중아시리아 시대에 투쿨티-닌우르타 1세 치하에서 제작된 것과 같은 벽화는 계속 사용되었으며, 때로는 벽 부조를 보완하거나 대신 사용되기도 했다. 내부 벽은 건축에 사용된 진흙 벽돌을 페인트칠한 진흙 석고로 덮어 장식할 수 있었고, 외부 벽은 때때로 유약을 바르거나 페인트칠한 타일이나 벽돌로 장식되었다. 가장 광범위하게 알려진 현존하는 벽 부조는 센나케립의 통치 시대에 제작되었다. 신아시리아 예술 작품과 관련하여 현대 학자들은 아슈르바니팔 치하에서 제작된 부조에 특별한 관심을 기울였는데, 이는 그의 전임자들의 예술과는 달리 독특한 "서사적 특성"을 지닌 것으로 묘사되었다.

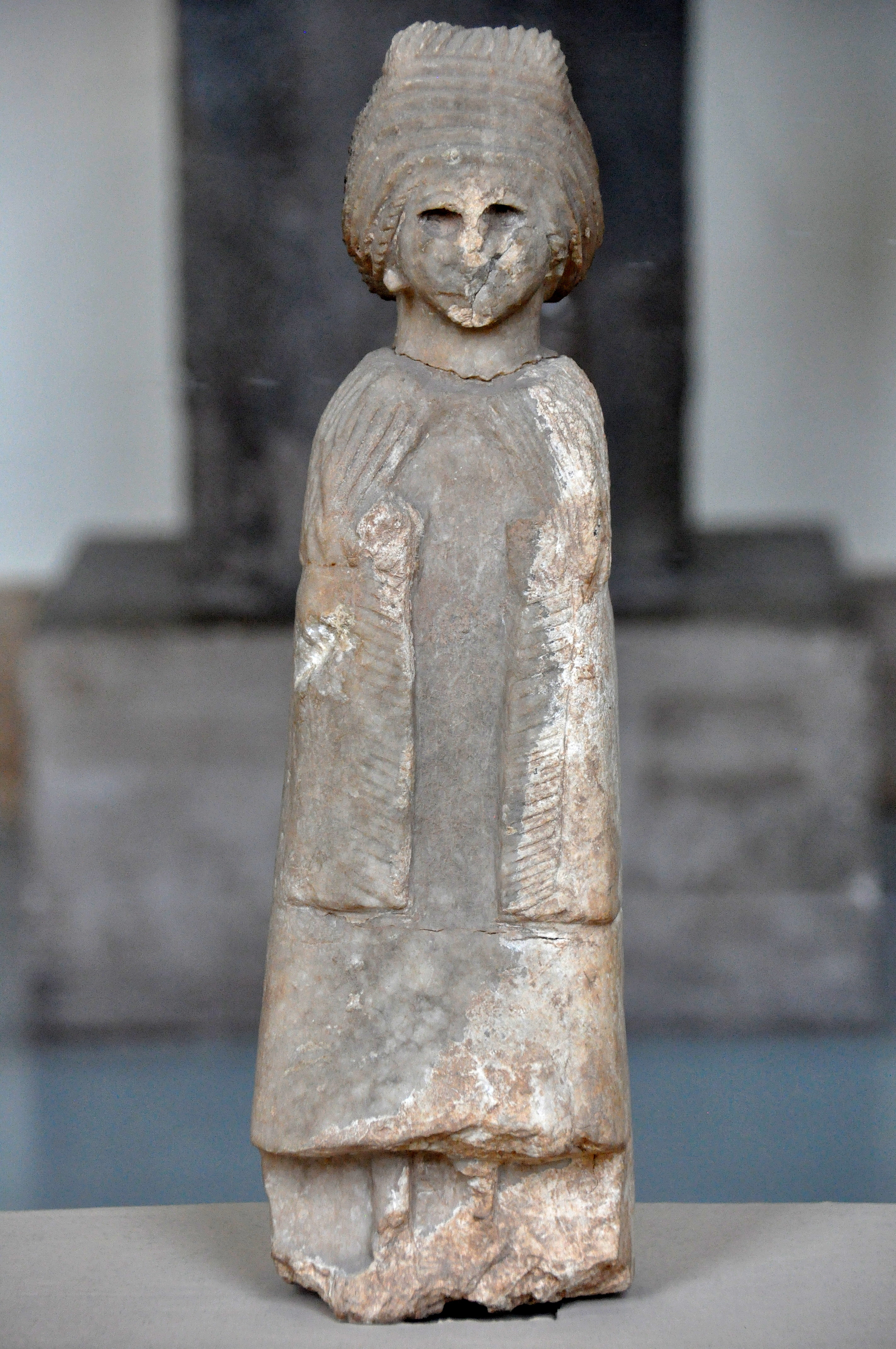
기도하는 여성상, 기원전 25세기
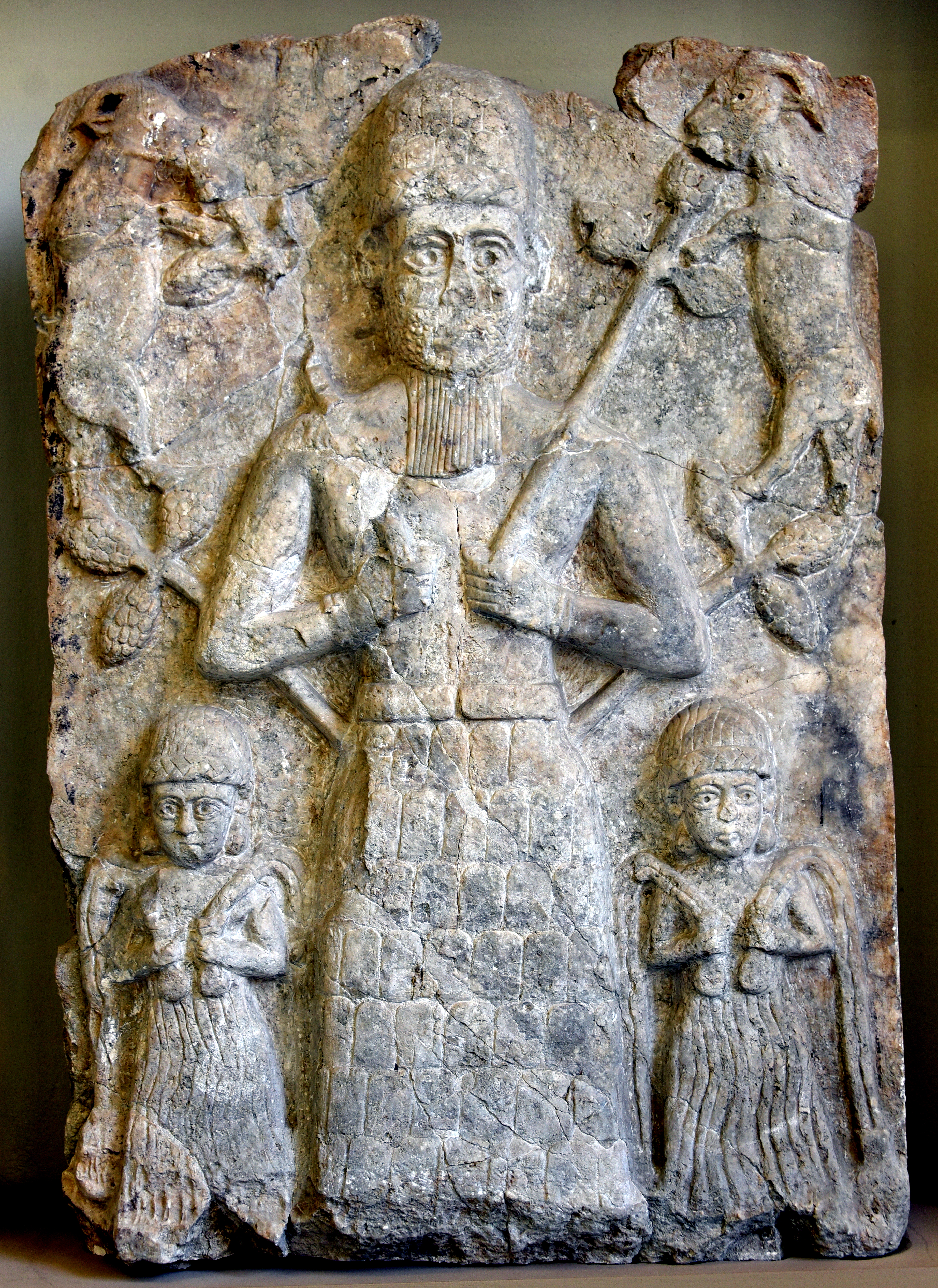
신 아슈르로 추정되는 신과 두 명의 물의 신, 두 마리의 염소가 있는 벽 부조, 기원전 21세기–16세기
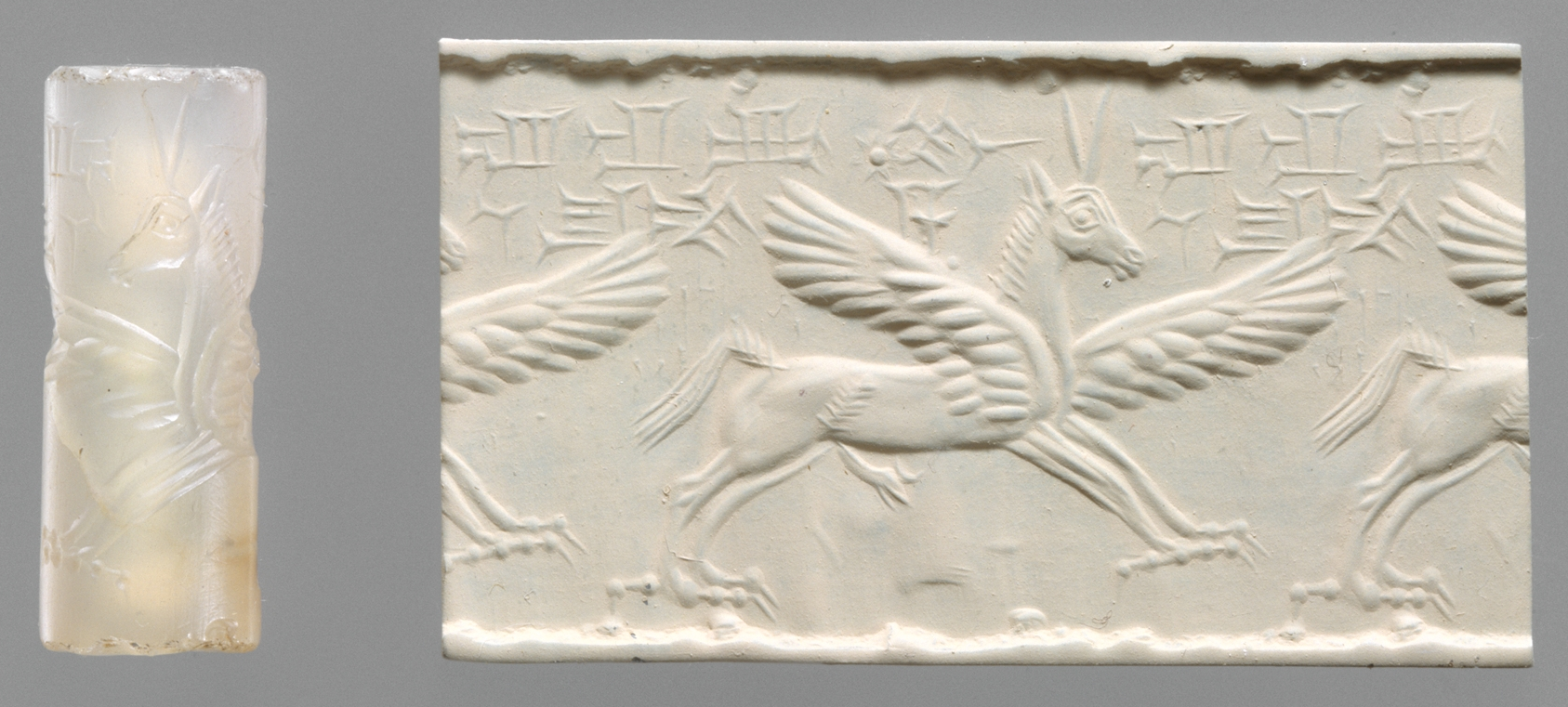
원통 인장 및 인장 인상, 기원전 14세기–13세기
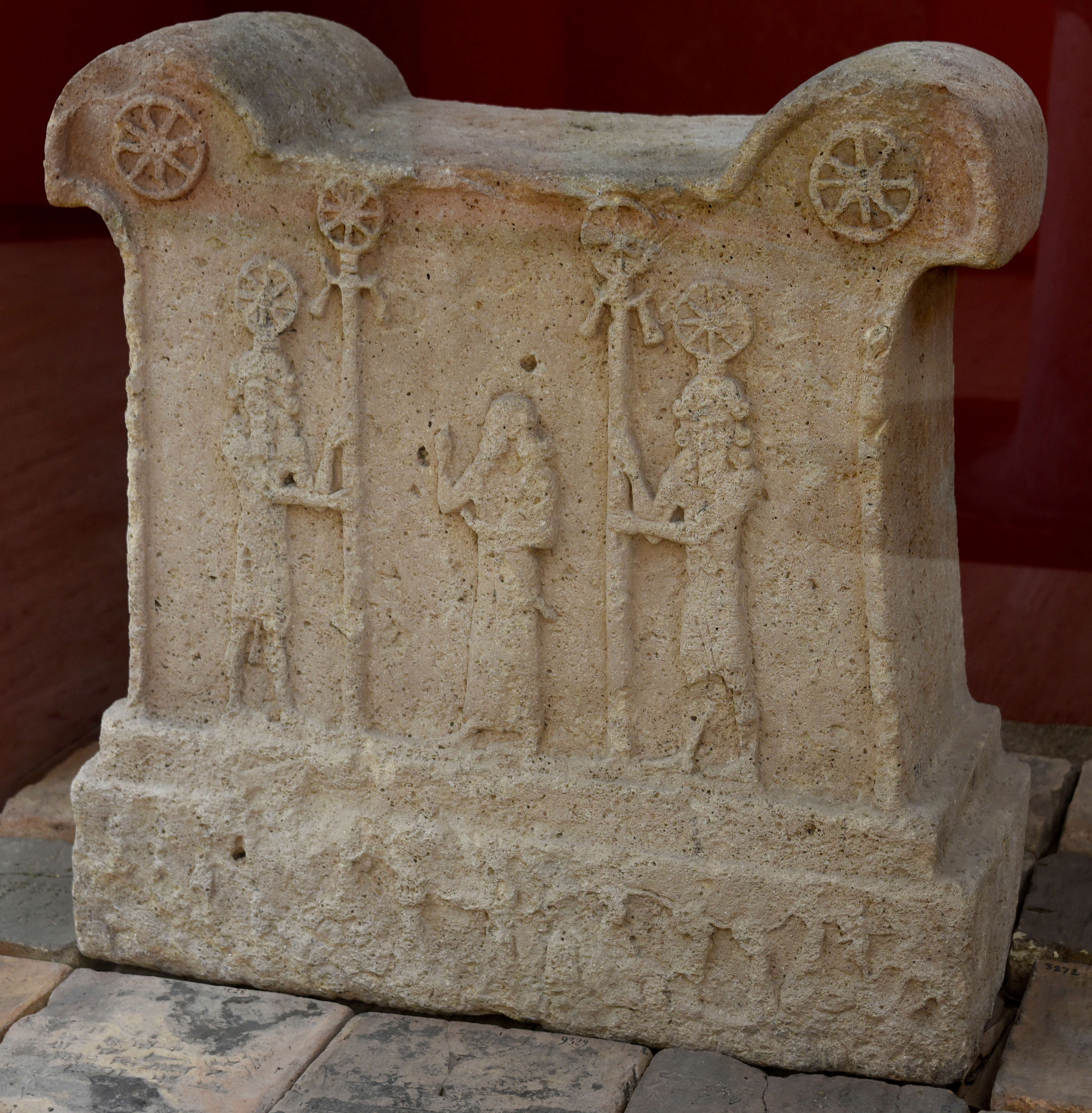
투쿨티-닌우르타 1세의 신전 제단, 기원전 13세기
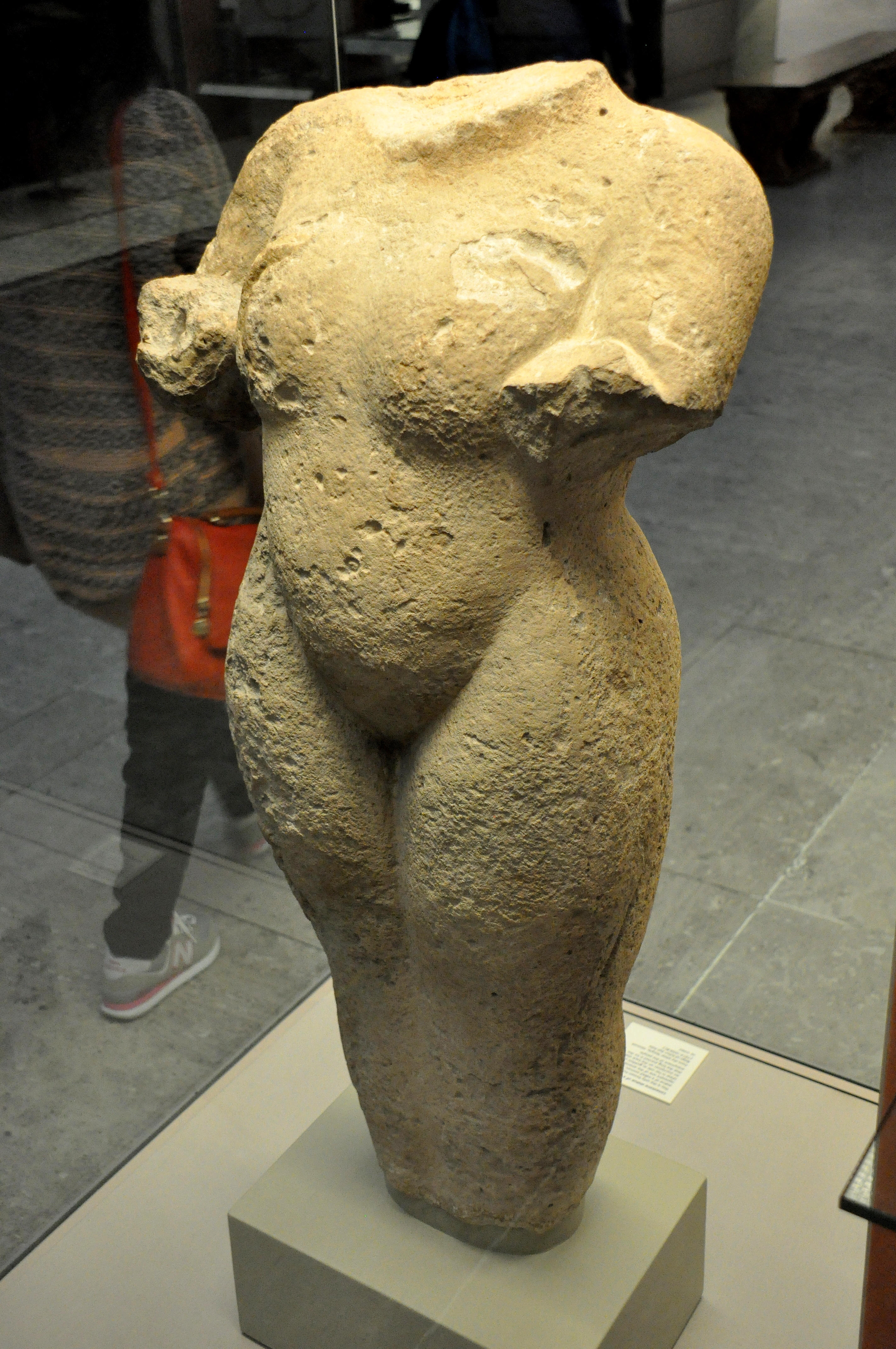
나체 여성상, 기원전 11세기
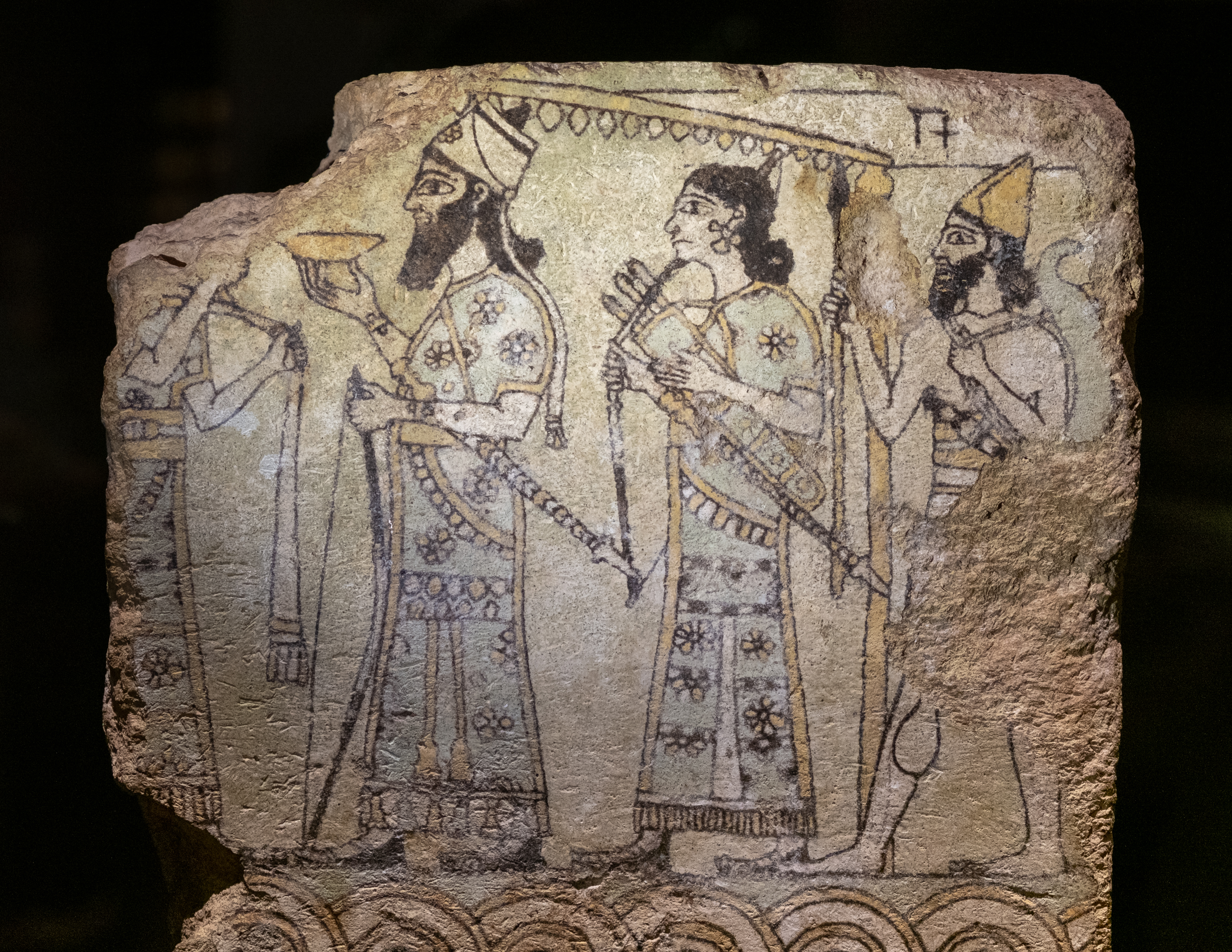
왕과 시종을 묘사한 유약을 바른 타일, 기원전 9세기
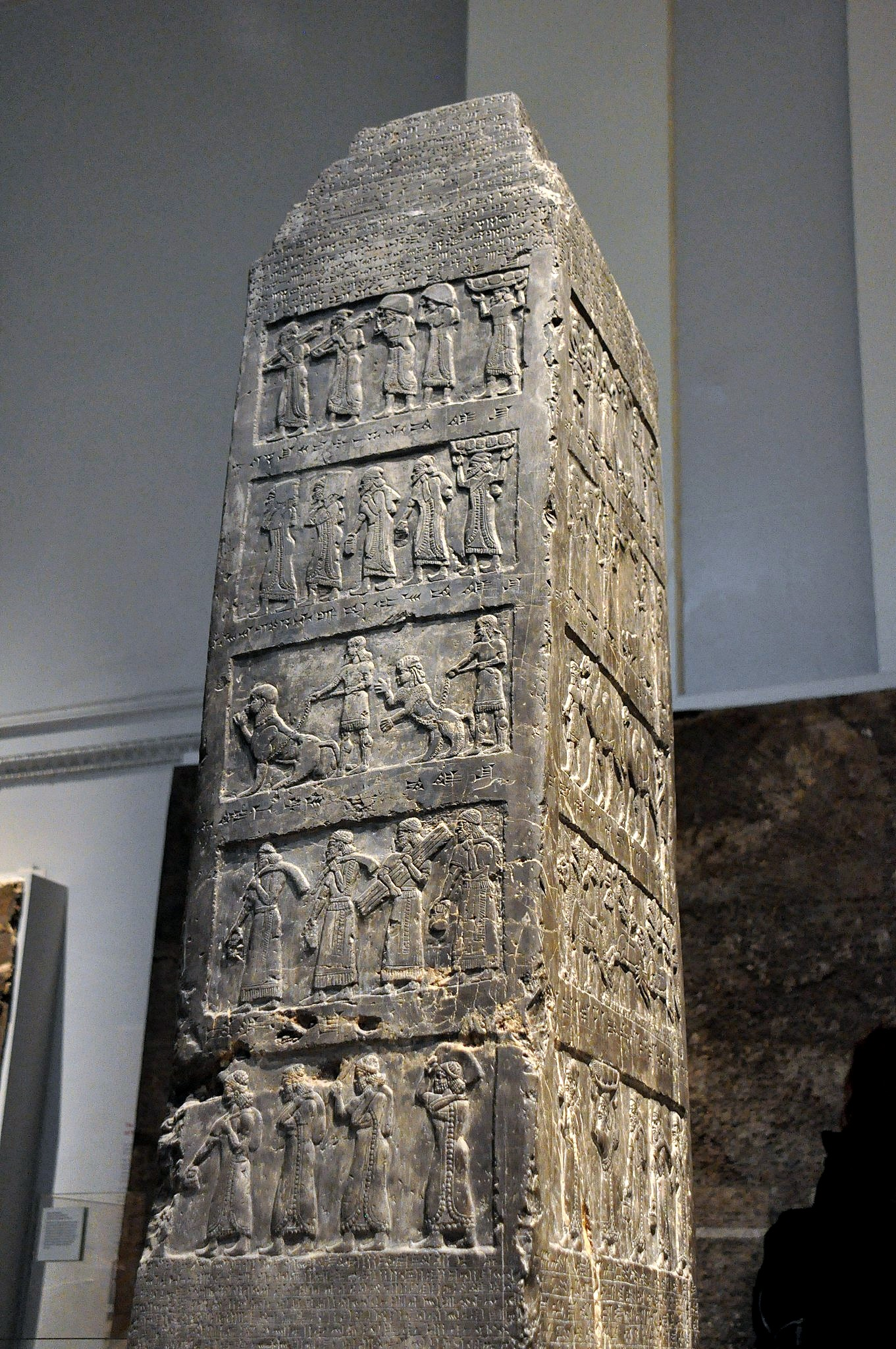
샬마네세르 3세의 흑색 오벨리스크, 기원전 9세기
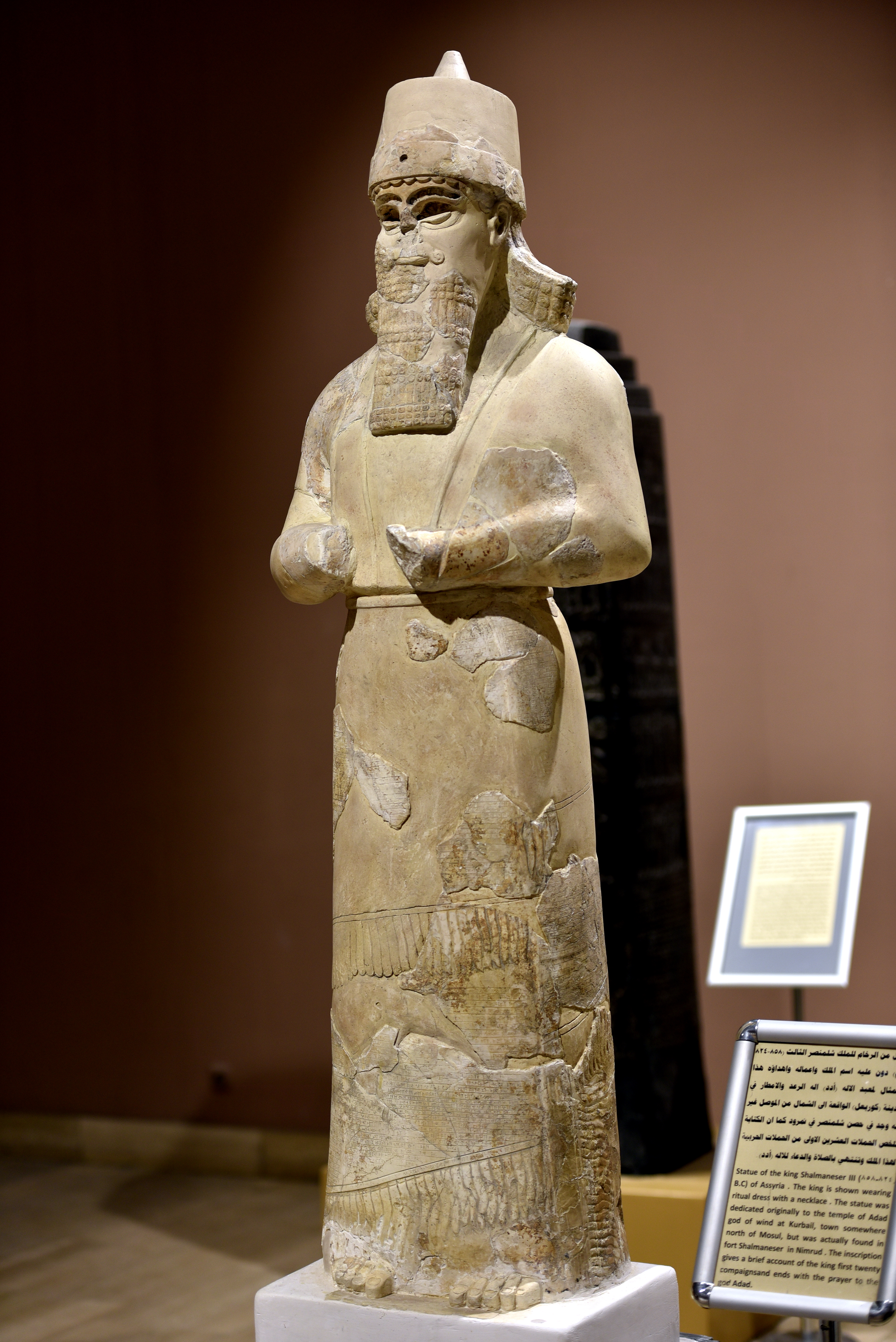
샬마네세르 3세 조각상, 기원전 9세기
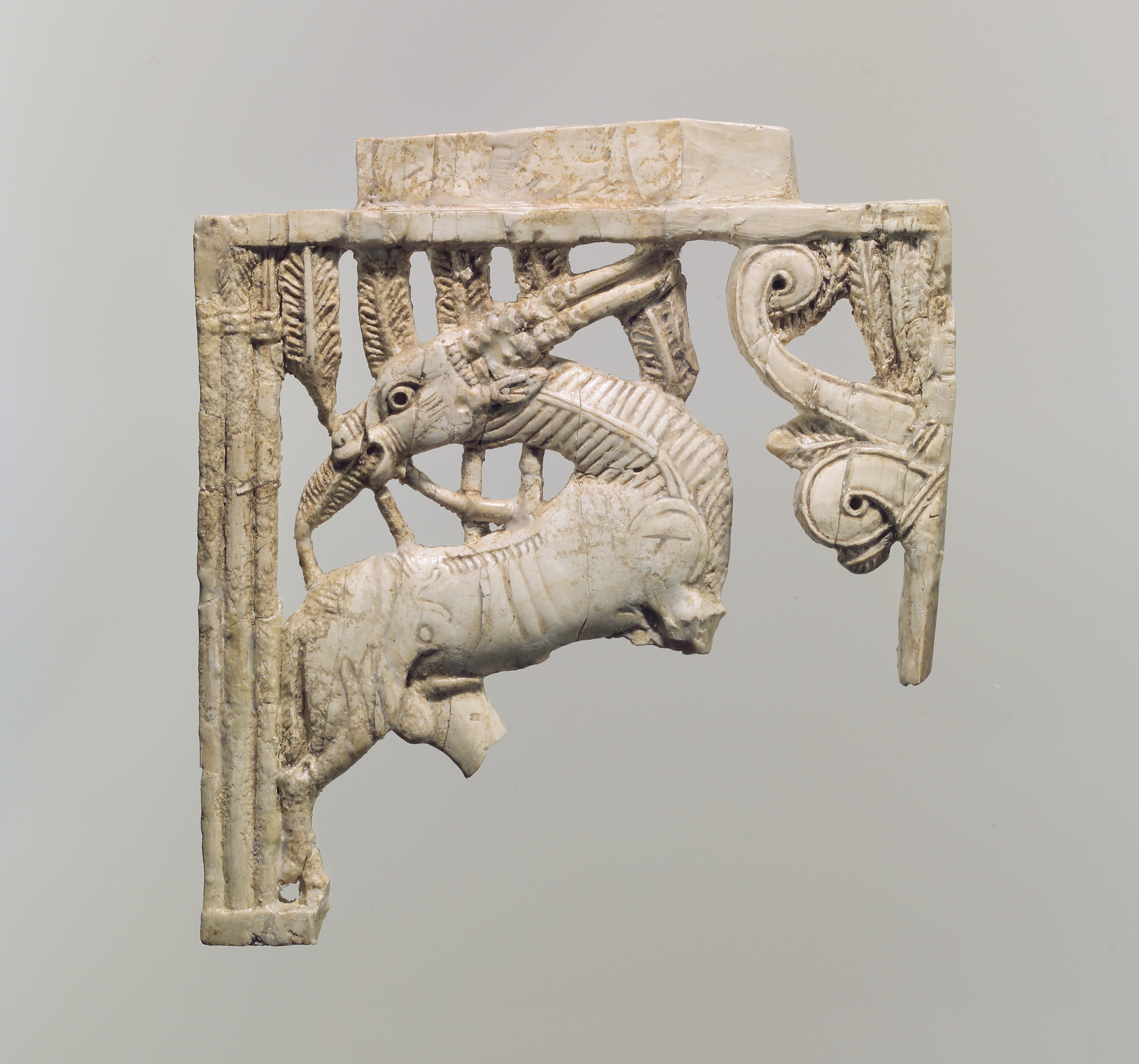
가구 장식, 기원전 9세기–8세기
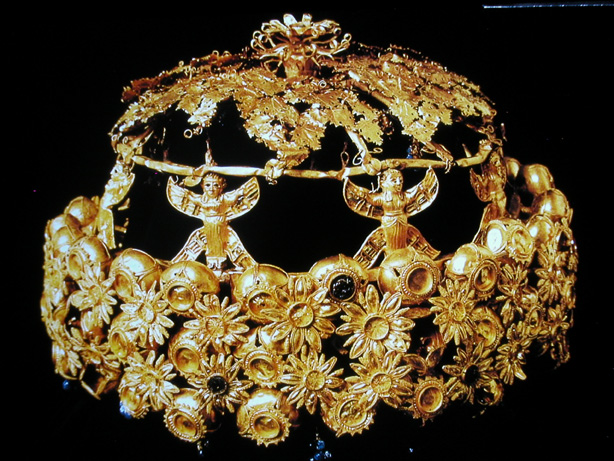
하마 여왕의 왕관, 기원전 8세기
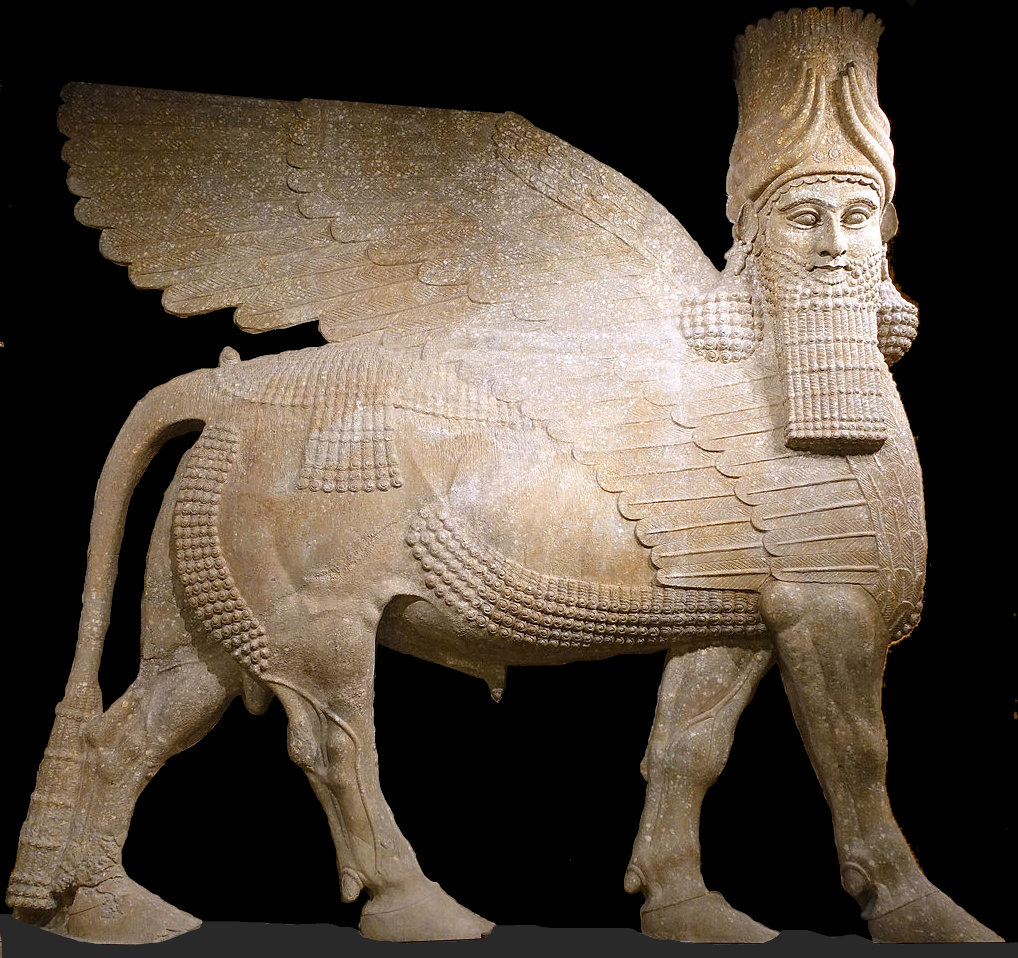
거대한 라마수, 기원전 8세기
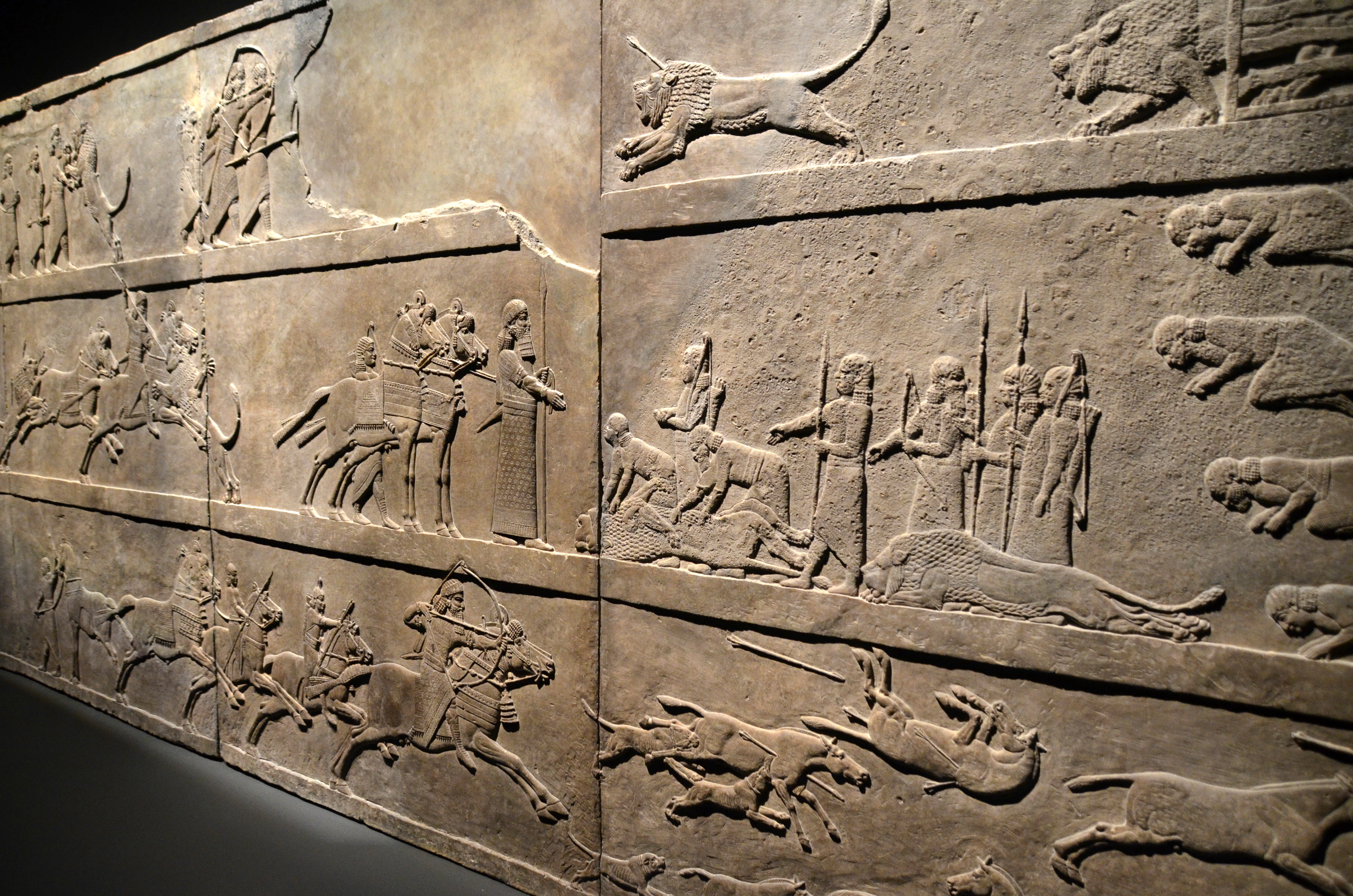
아슈르바니팔의 사자 사냥 일부, 기원전 7세기
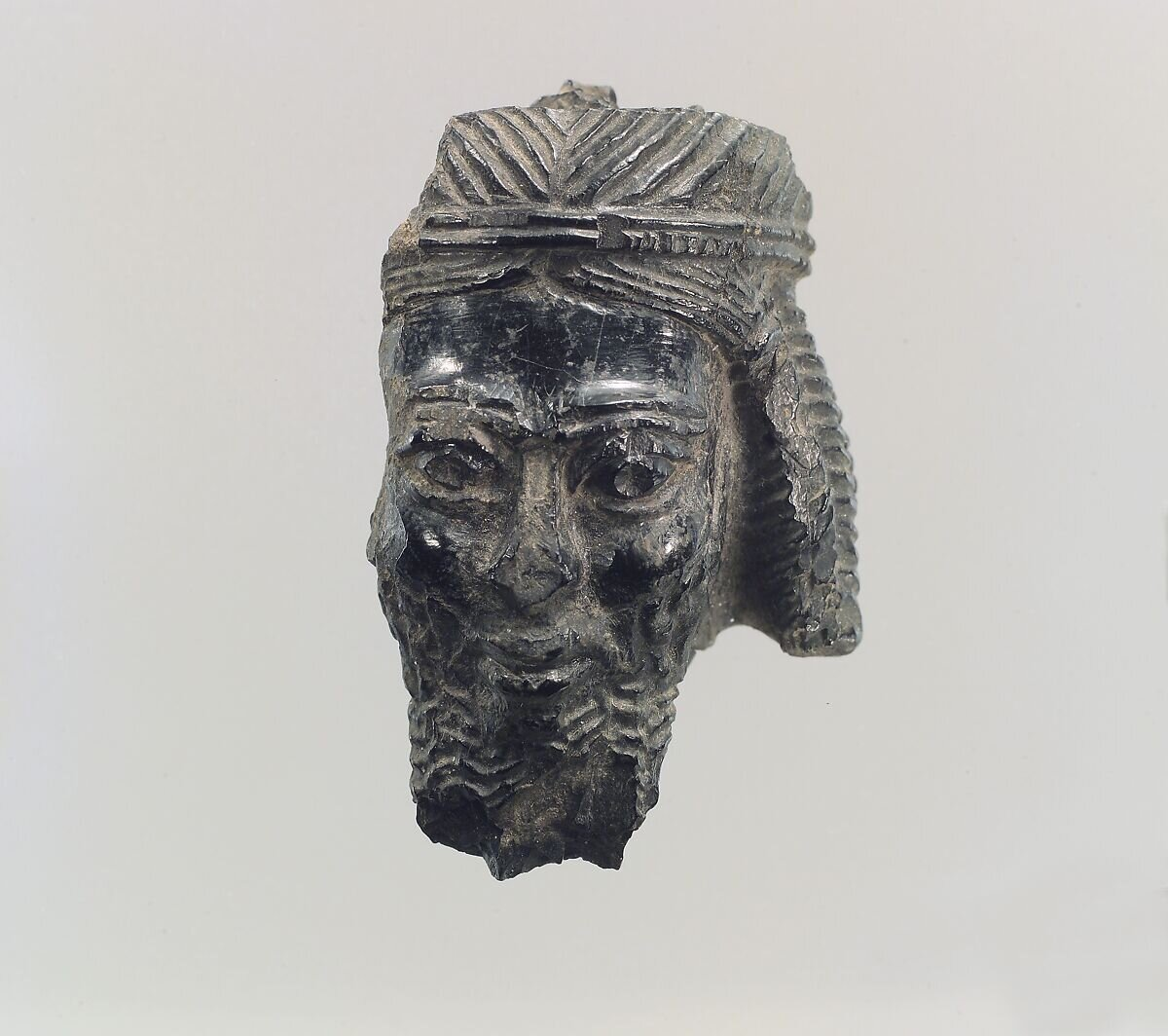
이 유물들의 원료가 된 상아는 거의 확실하게 아프리카 코끼리에서 얻었으며, 이집트 남부 지역에서 수입되었다. 시리아의 여러 강 계곡에도 코끼리가 서식했지만, 기원전 8세기 말엽에는 사냥으로 인해 멸종되었다. 메트로폴리탄 미술관

### 학술 및 문학

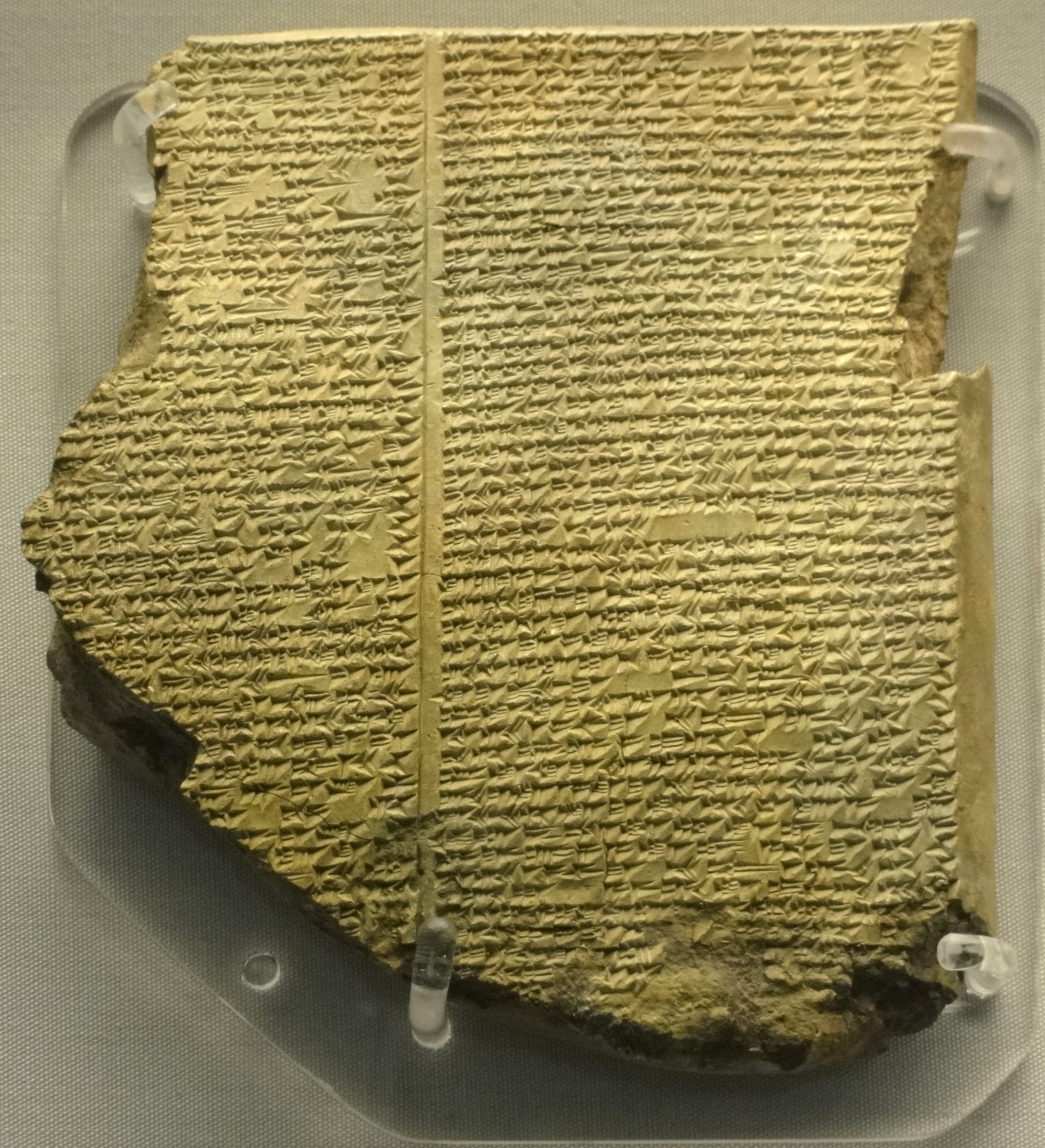
아슈르바니팔 도서관에서 발견된 점토판, 길가메시 서사시의 일부를 포함한다.

고대 아시리아 문학은 바빌로니아 문학 전통에 크게 의존했다. 고대 및 중아시리아 시대 모두 현존하는 문학 텍스트는 제한적이다. 가장 중요한 고대 아시리아 문학 작품은 퀼테페에서 잘 보존된 버전의 쐐기문자 점토판으로 발견된 사르곤, 거짓의 왕이라는 텍스트이다. 한때 패러디로 여겨졌던 이 이야기는 아카드 제국의 창건자인 아카드 사르곤의 통치를 일인칭으로 서술한 것이다. 이 텍스트는 사르곤이 신 아다드로부터 힘을 얻고, "전투의 여왕" 이슈타르에게 맹세하며, 신들과 대화하는 과정을 따른다. 현존하는 중아시리아 문학은 약간 더 다양하다.
바빌로니아 전통에 여전히 기반을 두고 있지만, 뚜렷한 아시리아 학술 전통은 일반적으로 중아시리아 시대의 시작 무렵부터 시작된 것으로 여겨진다. 이 시기에 학문의 지위가 높아진 것은 왕들이 지식 축적을 자신들의 권력을 강화하는 방법으로 여기기 시작한 것과 관련이 있을 수 있다. 알려진 중아시리아 작품에는 투쿨티-닌우르타 서사시(투쿨티-닌우르타 1세의 통치와 그의 업적에 대한 이야기), 다른 왕실 서사시의 단편, 사냥꾼(짧은 군사시), 그리고 일부 왕실 찬송가 등이 있다.
현존하는 고대 아시리아 문학의 대부분은 신아시리아 시대에서 온 것이다. 신아시리아 제국의 왕들은 과거의 지식을 보존하는 것을 자신들의 책임으로 보기 시작했으며, 이전 왕들처럼 개인이나 신전의 책임으로 보지 않았다. 이러한 발전은 왕들이 더 이상 점술가들이 수행하는 점복만으로는 충분하지 않다고 여기게 되면서, 관련 텍스트에 직접 접근하고자 했던 것에서 비롯되었을 수 있다. 최고 학자 직위는 신아시리아 왕 투쿨티-닌우르타 2세 시대에 처음으로 확인된다.
대부분의 현존하는 고대 아시리아 문학은 30,000개가 넘는 문서를 포함했던 신아시리아 아슈르바니팔 도서관에서 유래한다. 도서관은 신아시리아 시대에 과거의 지식을 보존하고 서기관 문화를 유지하기 위해 건설되었다. 신아시리아 문서는 점술 문서, 점술 보고서, 환자 치료법(의학적 또는 마법적), 의례 문서, 주술, 기도와 찬송가, 학교 교재, 문학 텍스트 등 다양한 장르로 나뉜다. 신아시리아 시대의 혁신 중 하나는 왕의 통치 기간 동안의 사건, 특히 군사적 업적을 기록한 연대기라는 장르였다. 연대기는 제국 전역에 배포되었으며, 아마도 왕의 통치 정당성을 지지하는 선전 목적으로 사용되었을 것이다.
학자들이 선전과 연관 지었던 순수 문학 작품들이 신아시리아 시대에 알려져 있다. 그러한 작품들로는 아시리아 왕세자의 지하세계 환상, 사르곤의 죄, 마르둑 시련 등이 있다. 아시리아인들은 자신들의 작품 외에도 초기 메소포타미아 문학을 필사하고 보존했다. 길가메시 서사시, 에누마 엘리쉬(바빌로니아 창조 신화), 에라, 에타나 신화, 안주 서사시와 같은 텍스트들이 아슈르바니팔 도서관에 포함되어 있었던 것이 그러한 텍스트들이 오늘날까지 살아남은 주요 이유이다.

## 종교

### 고대 아시리아 종교
일부 현대 아시리아인들이 "아슈르주의"라고 부르는 고대 다신교 아시리아 종교에 대한 지식은 주로 국가 숭배에 국한되어 있으며, 고대 아시리아 일반 백성의 개인적인 종교적 신념과 관행에 대해서는 거의 알 수 없다. 아시리아인들은 남부 메소포타미아의 바빌로니아인들과 동일한 신들을 숭배했다. 아시리아의 최고 신은 국가 신인 아슈르였다. 비록 현대 역사가들은 신과 고대 수도를 신은 아슈르, 도시는 아수르로 구분하여 부르지만, 고대에는 둘 다 정확히 같은 방식으로(Aššur) 새겨졌다. 이전의 고대 아시리아 시대 문서에서는 도시와 신이 종종 명확하게 구분되지 않았는데, 이는 아슈르가 초기 아시리아 시대에 도시 자체의 신격화된 의인화로서 기원했음을 시사한다.
아슈르 아래에는 다른 메소포타미아 신들이 계층적으로 조직되어 있었으며, 각 신은 자신에게 할당된 역할(예: 태양신 샤마쉬는 정의의 신으로, 이슈타르는 사랑과 전쟁의 여신으로 여겨짐)과 자신만의 주요 숭배 장소(닌우르타는 주로 님루드에서, 이슈타르는 주로 아르벨라에서 숭배됨)를 가지고 있었다. 엔릴, 마르둑, 나부와 같은 전형적인 바빌로니아 신들도 바빌로니아만큼 아시리아에서도 숭배되었고, 아키투 축제와 같은 여러 전통적인 바빌로니아 의례도 북부 지역으로 차용되었다.
아슈르의 최고신으로서의 역할은 유연했고, 아시리아인들의 문화와 정치 변화에 따라 달라졌다. 고대 아시리아 시대에 아슈르는 주로 농업과 관련된 죽음과 부활의 신으로 여겨졌다. 중아시리아 및 신아시리아 제국 치하에서 아슈르의 역할은 확장되고 철저히 변화했다. 미탄니 왕국의 종주권 시기에 대한 반응으로 시작되었을 가능성이 있는 중아시리아 신학은 아슈르를 전쟁의 신으로 제시했는데, 그는 아시리아 왕들에게 고아시리아 시대부터 유지되던 신성한 정당성을 부여했을 뿐만 아니라, 아슈르의 "정의로운 지팡이"로 아시리아("아슈르의 땅")를 확장하라고 명령했다. 즉, 군사적 정복을 통해 아시리아 제국을 확장하라고 명령한 것이다.
아슈르의 이러한 군사화는 아모리인 정복자 샴시-아다드 1세가 기원전 18세기와 17세기에 북부 메소포타미아를 통치하면서 아슈르를 남부 엔릴과 동일시한 데서 유래했을 수도 있다. 중아시리아 시대에 아슈르는 "신들의 왕"이라는 칭호를 가졌는데, 이는 북부 및 남부 메소포타미아의 이전 문명들이 엔릴에게 부여했던 역할이었다. 아슈르를 엔릴과 동일시하거나, 적어도 엔릴의 역할을 아슈르에게 이전하는 발전은 바빌론에서도 유사하게 일어났다. 그곳에서는 이전에 중요하지 않았던 지역 신 마르둑이 기원전 18세기 함무라비 통치 기간에 엔릴을 본떠서 판테온의 수장으로 격상되었다.
아시리아 종교는 신전 중심이었으며, 신전은 중앙 신당에 신전 신의 숭배상을 모시고 여러 보조 예배당에 다른 신들의 상을 모시는 기념비적인 건축물이었다. 신전은 일반적으로 자급자족하는 공동체였으며, 자체적인 경제 자원(주로 토지 소유 형태)과 계층적으로 조직된 인력을 가지고 있었다. 후기에는 신전이 특정 세금, 제물, 전리품 및 조공 기부 형태로 왕실의 혜택에 점점 더 의존하게 되었다. 신전의 수장은 "최고 행정관"이라는 칭호를 가졌고, 왕이 인간 세상에서 아슈르의 대표자로 여겨졌기 때문에 아시리아 왕에게 책임을 졌다. 신전 기록은 점성술과 장기점(죽은 동물의 내장을 연구하는 것) 형태의 점술이 아시리아 종교의 중요한 부분이었음을 보여주는데, 이는 신들이 인간 세상과 소통하는 수단으로 믿어졌기 때문이다.
다른 많은 고대 제국들과 달리, 신아시리아 제국은 절정기에 정복 지역에 자신들의 문화와 종교를 강요하지 않았다. 북부 메소포타미아 외부에는 아슈르를 위한 중요한 신전이 건설되지 않았다. 제국 후기, 신아시리아 제국이 멸망한 후에도 아시리아인들은 아슈르와 나머지 신들을 계속 숭배했지만, 아시리아 국가가 사라지면서 아시리아 중심지의 많은 지역에서 종교적 신념이 분화되고 다른 방향으로 발전했다. 기원전 4세기부터 2세기까지 이 지역을 지배했던 셀레우코스 통치 시대부터는 고대 그리스 종교의 강한 영향이 있었으며, 많은 그리스 신들이 메소포타미아 신들과 혼합되었다. 또한 유대교의 영향도 있었는데, 이는 옛 아시리아 중심지의 대부분을 차지했던 봉신 왕국인 아디아베네의 왕들이 서기 1세기에 유대교로 개종했기 때문이다.
기원전 1세기 이후부터 로마 제국과 파르티아 제국의 국경 지역인 아시리아는 종교적으로 매우 복잡하고 다양했을 것으로 보인다. 파르티아의 통치 하에서 아수르에서는 옛 신들과 새로운 신들이 모두 숭배되었다. 도시가 서기 3세기 두 번째 파괴될 때까지도 가장 중요한 신은 여전히 아슈르였으며, 이 시기에는 아소르 또는 아소르로 알려졌다. 이 시기의 아슈르 숭배는 고대에 행해진 방식과 동일하게 이루어졌으며, 800년 전 신아시리아 제국에서 사용되던 것과 사실상 동일한 숭배 달력에 따라 진행되었다. 고대 메소포타미아 종교는 하란에서 적어도 10세기까지("하란의 사비인") 그리고 마르딘에서 18세기까지(샴시야)와 같이 제국 후기 시대 이후로도 일부 지역에서는 수 세기 동안 지속되었다.

### 기독교

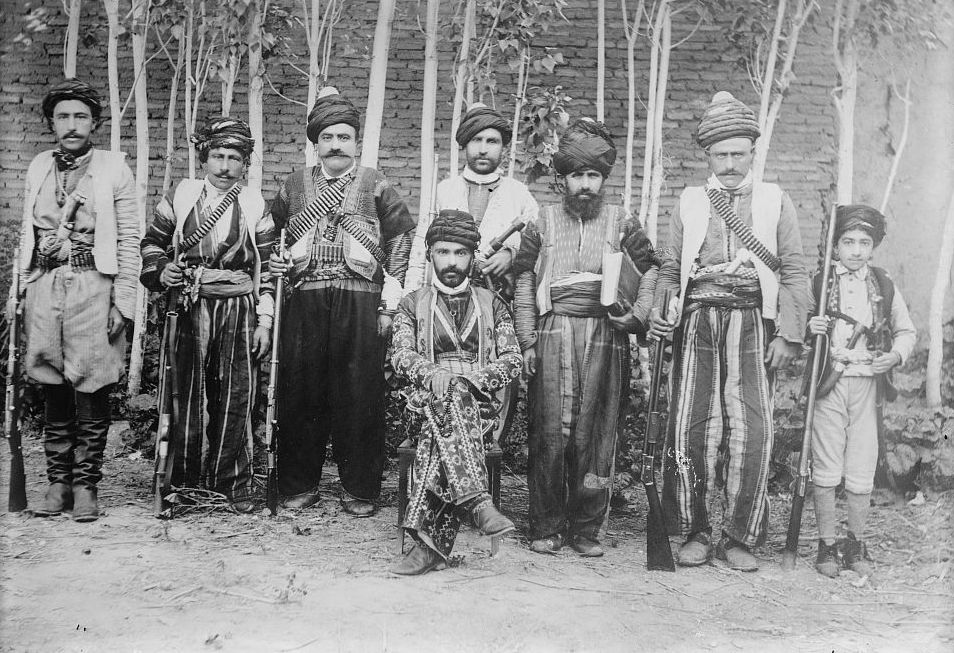
20세기 초반 아시리아 동방교회의 대주교와 수행원

동방교회는 기독교 역사 초기에 발전했다. 비록 전통적으로 사도 토마가 처음 메소포타미아에 기독교를 전파했다고 전해지지만, 아시리아인들이 처음 기독교화된 정확한 시기는 알려져 있지 않다. 아르빌 시는 중요한 초기 기독교 중심지였다. 후대의 아르빌 연대기에 따르면, 아르빌은 서기 100년에 이미 주교좌가 되었지만, 이 문서의 신뢰성은 학자들 사이에서 의문이 제기된다. 그러나 아르빌과 키르쿠크가 나중에 사산 및 이후 이슬람 시대에 중요한 기독교 중심지 역할을 했다는 것은 알려져 있다.
일부 전통에 따르면, 서기 1세기 중반 에데사의 타대오 성인이 오스로에네의 아브가르 5세 왕을 개종시켰을 때 아시리아에 기독교가 뿌리를 내렸다. 서기 3세기부터는 기독교가 이 지역의 주요 종교가 되고 있음이 분명하며, 그리스도가 옛 메소포타미아 신들을 대체했다. 이 시기까지 아시리아인들은 이미 기독교 사상에 지적으로 기여했다. 서기 1세기에 기독교 아시리아 작가 타티안은 복음서의 종합적인 해석인 영향력 있는 디아테사론을 저술했다.
기독교 초기 수세기 동안, 시리아 사제들과 학자들은 아람어가 일상생활에서 핵심적인 역할을 했기 때문에 언어적, 문화적 의미에서 자신들을 아람인으로 종종 식별했다. 그러나 그들은 성경적, 문화적 전통에 뿌리를 둔 자신들의 아시리아 유산을 계속 인식했다. 메소포타미아와 시리아의 시리아 기독교인들은 아람어 사용과 공유된 문화적 관습을 바탕으로 자신들을 아람인으로 식별했는데, 이는 오늘날 아랍어 화자들이 특정 민족적 배경과 관계없이 언어적, 문화적 유대감 때문에 자신을 아랍인으로 식별하는 것과 유사하다.
예를 들어, 시리아 기독교의 저명한 인물인 시리아의 에프렘(기원 306년–373년경)은 고대 아시리아인들을 그들의 제국주의적 폭력과 우상 숭배로 자주 비판했는데, 이는 초기 기독교 이전 제국에 대한 일반적인 기독교적 견해를 반영한다. 그의 신학적이고 시적인 작품들은 기독교 시리아 정체성을 이전 문명의 이교적 유산과 대조시켰다. 그가 아시리아의 과거와 민족적으로 동일시하지는 않았지만, 그의 저술은 기독교적 관점에서 재해석된 이 지역 유산에 대한 더 넓은 문화적, 역사적 인식을 반영한다. 이중 정체성—언어적으로는 아람인이고 유산적으로는 아시리아인—은 시리아 기독교인들이 기독교 신앙에도 불구하고 자신들의 고대 과거와 문화적, 언어적 유대감을 유지하는 더 광범위한 과정의 일부였다.
아람인과 아시리아인의 정체성은 공존하고 중첩되었으므로, 시리아 기독교인들을 문화적, 언어적 정체성 면에서는 아람인으로, 조상적, 역사적 유산 면에서는 아시리아인으로 이해하는 것이 역사적으로 정확하다.
일부 시리아 기독교인들은 "수르요요"(시리아)라는 용어가 널리 퍼지기 전에 자신들을 "아수라예"(아시리아인)로 식별했을 가능성이 있다. 아시리아인으로서의 그들의 정체성은 성경적, 문화적 전통 모두에서 아시리아 제국의 영원한 유산을 반영하며, 비록 기독교적 관점에서 재해석되었지만 말이다. 그리스어 시리오스(아마도 아시리오스의 단축형)에서 파생된 "수르요요"라는 용어는 시리아 기독교인들이 자신들의 언어적, 종교적 정체성을 표현하기 위해 채택되었다. 문화적, 영적 관행을 많이 공유했던 아람인과 아시리아인 모두 이 용어를 자신들을 묘사하는 데 사용했다.
"수르요요"는 아람어 방언인 시리아어를 사용하고 시리아 기독교를 따르는 사람들을 위한 종교적, 언어적 정체성을 나타내게 되었다. 시간이 지나면서 아람인과 아시리아인 모두 이 용어를 받아들였고, 더 넓은 시리아 기독교 전통 내에서 공유된 문화적, 영적 유산을 표현했다. 그들의 고대적 구별은 기억되었지만, 그들은 공유된 신앙, 언어, 전례로 형성된 통합된 종교적, 문화적 정체성의 일부가 되었다.
기독교가 오늘날 아시리아 정체성의 본질적인 부분임에도 불구하고, 아시리아 기독교인들은 수세기 동안 여러 다른 교파로 분열되었다. 비록 저명한 아시리아 동방교회의 신도들이 종종 "네스토리우스파"라고 불리지만, 다른 저명한 동방 교회로는 16세기에 분리된 칼데아 가톨릭교회, 시리아 정교회, 시리아 가톨릭교회, 그리고 1968년에 아시리아 동방교회에서 분리된 동방 고대교회가 있다.
이 교회들은 수 세기 동안 별개로 존재했지만, 여전히 많은 부분에서 동일한 전례, 영적, 신학적 토대를 따르고 있다. 또한 개신교의 다양한 교파를 따르는 아시리아인들도 있는데, 이는 주로 미국장로교 선교사들의 선교 활동 때문이다.
아시리아 동방교회는 오늘날에도 다른 많은 기독교 교파들로부터 "네스토리우스파"이자 이단으로 간주되어 중동 교회 협의회에 가입되지 못했으며, 가톨릭 교회와 동방 정교회 간의 신학적 대화를 위한 합동 국제 위원회에도 참여하지 않는다. 그러나 이는 교회 일치 운동을 위한 노력이 이루어지지 않았다는 의미는 아니다. 1994년 교황 요한 바오로 2세와 딘카 4세 총대주교는 가톨릭 교회와 아시리아 동방교회 간의 공동 그리스도론 선언에 서명했으며, 그 이후로도 몇 가지 추가적인 노력이 이루어졌다.
역사적으로 교회 일치 운동의 주요 장애물은 아시리아 교회에서 사용되는 고대 문헌인 아다이와 마리 전례에 있었는데, 이 문헌의 성찬기도에는 성찬 제정문이 포함되어 있지 않아 가톨릭 교회가 필수적이라고 보는 부분이었다. 이 장애물은 2001년에 가톨릭 신앙교리성이 해당 문헌이 성찬 제정문이 없어도 가톨릭에서도 유효하다고 판단하면서 제거되었다. 아시리아 교회와 칼데아 교회의 재통일을 위한 노력도 일부 이루어졌다. 1996년에 딘카 4세와 칼데아 교회의 라파엘 1세 비다위드 총대주교는 통일을 향한 공동 제안 목록에 서명했으며, 이는 1997년에 두 교회의 시노드에서 승인되었다.

## 같이 보기
- 베트 나흐라인
- 베트 가르마이
- 아시리아 민족주의
- 아시리아인 정착지 목록
- 아시리아 부족 목록
- 아시리아 요리

## 내용주
1. ↑  신아시리아 제국 § 유산 참조
2. ↑  현대 역사가들이 종종 사트라피라고 부르지만,[21] 아시리아는 아케메네스 왕실 비문에 dahyu로 나타나는데, 이는 사람과 지리적 위치(제국의 공식 사트라피와 반드시 동의어는 아님)를 모두 지칭하는 불확실한 함의를 가진 용어이다.[88]
3. ↑  정확한 수는 오스만 정부가 학살을 제대로 문서화하지 않아 불확실하다. 학살 이전 아시리아 인구는 약 50만~60만 명에 달했으며, 일반적으로 약 50%의 아시리아인들이 살해당한 것으로 추정된다.[105]
4. ↑  고대 아시리아 미술에서 외국인을 아시리아인과 다른 신체적 특징으로 묘사한 유일한 예는 아슈르바니팔 시대에 제작된 부조이다. 아마도 외국인을 다르게 묘사한 이집트 미술의 영향을 받았을 수 있으며, 아슈르바니팔의 부조는 엘람인과 우라르투인을 더 튼튼하게, 우라르투인을 더 큰 코를 가진 것으로, 아랍인을 긴 직모(아시리아인의 곱슬머리와 대조적으로)로 묘사한다. 그러나 아슈르바니팔 시대의 비문과 연대기에는 외국인이 생물학적 또는 관상학적으로 인종적 또는 민족적으로 다르다고 여겨졌다는 증거가 없다.[190]
5. ↑  태양신 샤마쉬를 지칭한다.[187]
6. ↑  이 현상은 아시리아인에게만 적용되는 것이 아니다. 중세 동로마 제국의 그리스인 기독교인들은 "그리스인"이라는 용어가 고대 이교도 그리스인과 연관되어 있었기 때문에 자신들을 그리스인(그리스어: Rhōmaîoi)이라고 부르기보다 로마인으로 압도적으로 인식했다.[204]
7. ↑  대체 이름과 시리아 기독교 공동체의 이름 논쟁에 대해서는 시리아 기독교인을 위한 용어를 참조하시오.

### 참고 문헌
- Albenda, Pauline (2018). 《Royal Gardens, Parks, and the Architecture Within: Assyrian Views》. 《Journal of the American Oriental Society》 138. 105–120쪽. doi:10.7817/jameroriesoci.138.1.0105. JSTOR 10.7817/jameroriesoci.138.1.0105.
- Aberbach, David (2003). 《Major Turning Points in Jewish Intellectual History》. New York: Palgrave MacMillan. ISBN 978-1403917669.
- Aissaoui, Alex (2018). 《The Amarna diplomacy in IR perspective:a system of states in the making》. 《Estudos Internacionais》 6. 9–29쪽. doi:10.5752/P.2317-773X.2018v6n2p9. ISSN 2317-773X. S2CID 158689222.
- Akopian, Arman (2017). 《Introduction to Aramean and Syriac Studies》. Piscataway: Gorgias Press. ISBN 978-1463238933.
- Bagg, Ariel. "Assyrian Technology". In Frahm (2017).
- Bahrani, Zainab (2006). 《Race and Ethnicity in Mesopotamian Antiquity》. 《World Archaeology》 38. 48–59쪽. doi:10.1080/00438240500509843. JSTOR 40023594. S2CID 144093611.
- Becker, Adam H. (2015). 《Revival and Awakening: American Evangelical Missionaries in Iran and the Origins of Assyrian Nationalism》. Chicago: University of Chicago Press. ISBN 978-0226145280.
- Bedford, Peter R. (2009). 〈The Neo-Assyrian Empire〉.   Morris, Ian; Scheidel, Walter. 《The Dynamics of Ancient Empires: State Power from Assyria to Byzantium》. Oxford: Oxford University Press. ISBN 978-0-19-537158-1.
- Benjamen, Alda (2022). 《Assyrians in Modern Iraq: Negotiating Political and Cultural Space》. Cambridge: Cambridge University Press. ISBN 978-1108838795.
- Bertman, Stephen (2003). 《Handbook to Life in Ancient Mesopotamia》. New York: Oxford University Press. ISBN 978-0195183641.
- BetGivargis-McDaniel, Maegan (2007). 《Assyrians of New Britain》. Charleston: Arcadia Publishing. ISBN 978-0738550121.
- Biggs, Robert D. (2005). 《My Career in Assyriology and Near Eastern Archaeology》 (PDF). 《Journal of Assyrian Academic Studies》 19. 1–23쪽. 2008년 2월 27일에 원본 문서 (PDF)에서 보존된 문서.
- Breasted, James Henry (1926). 《The Conquest of Civilization》. New York: Harper & Brothers Publishers. OCLC 653024.
- Butts, Aaron Michael. "Assyrian Christians". In Frahm (2017).
- Cameron, Averil (2009). 《The Byzantines》. Oxford: John Wiley and Sons. ISBN 978-1-4051-9833-2.
- Cassidy, Edward Idris (2005). 《Ecumenism and Interreligious Dialogue: Unitatis Redintegratio, Nostra Aetate》. Mahwah: Paulist Press. ISBN 0-8091-4338-0.
- Chavalas, Mark (1994). 〈Genealogical History as "Charter": A Study of Old Babylonian Period Historiography and the Old Testament〉.   Millard, A. R.; Hoffmeier, James K.; Baker, David W. 《Faith, Tradition, and History: Old Testament Historiography in Its Near Eastern Context》. Winona Lake: Eisenbrauns. ISBN 0-931464-82-X.
- Chen, Fei (2020). 《Study on the Synchronistic King List from Ashur》. Leiden: BRILL. ISBN 978-9004430914.
- Dalley, Stephanie. "Assyrian Warfare". In Frahm (2017).
- Deutscher, G. (2009). 〈Akkadian〉. 《Concise Encyclopedia of Languages of the World》. Oxford: Elsevier. ISBN 978-0-08-087774-7.
- Donabed, Sargon George (2019). 〈Persistent Perseverence: A Trajectory of Assyrian History in the Modern Age〉.   Rowe, Paul S. 《Routledge Handbook of Minorities in the Middle East》. London: Routledge. ISBN 978-1138649040.
- Düring, Bleda S. (2020). 《The Imperialisation of Assyria: An Archaeological Approach》. Cambridge: Cambridge University Press. ISBN 978-1108478748.
- Drower, Margaret Stephana; Gray, Eric William; Sherwin-White, Susan Mary (2012). 〈Osroëne〉.   Hornblower, Simon; Spawforth, Antony; Eidinow, Esther. 《The Oxford Classical Dictionary》 4판. Oxford University Press. ISBN 978-0-19-954556-8.
- Elayi, Josette (2017). 《Sargon II, King of Assyria》. SBL Press. ISBN 978-1628371772.
- Eppihimer, Melissa (2013). 《Representing Ashur: The Old Assyrian Rulers' Seals and Their Ur III Prototype》. 《Journal of Near Eastern Studies》 72. 35–49쪽. doi:10.1086/669098. JSTOR 10.1086/669098. S2CID 162825616.
- Fales, Frederick Mario. "Assyrian Legal Traditions". In Frahm (2017).
- Filoni, Fernando (2017). 《The Church in Iraq》. Washington, D.C.: The Catholic University of America Press. ISBN 978-0813229652.
- Fincke, Jeanette C. "Assyrian Scholarship and Scribal Culture in Kalḫu and Nineveh". In Frahm (2017).
- Fink, Sebastian (2020). 〈Invisible Mesopotamian royal women?〉.   Carney, Elizabeth D.; Müller, Sabine. 《The Routledge Companion to Women and Monarchy in the Ancient Mediterranean World》. London: Routledge. 137–148쪽. doi:10.4324/9780429434105-15. ISBN 978-0429434105. S2CID 224979097.
- Foster, Benjamin R. (2016). 《The Age of Agade: Inventing Empire in Ancient Mesopotamia》. Oxford: Routledge. ISBN 978-1315686561.
- Frahm, Eckart, 편집. (2017). 《A Companion to Assyria》. Hoboken: John Wiley & Sons. ISBN 978-1118325247.
- Frahm, Eckart (2017a). Introduction. In Frahm (2017).
- Frahm, Eckart (2017b). "The Neo-Assyrian Period (ca. 1000–609 BCE)". In Frahm (2017).
- Frahm, Eckart (2023). 《Assyria: The Rise and Fall of the World's First Empire》. London: Bloomsbury. ISBN 978-1-526-62381-2.
- Garfinkle, Steven J. (2007). 〈The Assyrians: A New Look at an Ancient Power〉.   Rubio, Gonzalo; Garfinkle, Steven J.; Beckman, Gary; Snell, Daniel C.; Chavalas, Mark W. 《Current Issues and the Study of the Ancient Near East》. Publications of the Association of Ancient Historians. Claremont: Regina Books. ISBN 978-1930053465.
- Gaunt, David; Atto, Naures; Barthoma, Soner O. (2017). 《Let Them Not Return: Sayfo – The Genocide Against the Assyrian, Syriac, and Chaldean Christians in the Ottoman Empire》. New York: Berghahn. ISBN 978-1785334986.
- Gerster, Georg (2005). 《The Past from Above: Aerial Photographs of Archaeological Sites》. Los Angeles: J. Paul Getty Museum. ISBN 978-0892368174.
- Haider, Peter W. (2008). 〈Tradition and change in the beliefs at Assur, Nineveh and Nisibis between 300 BC and AD 300〉.   Kaizer, Ted. 《The Variety of Local Religious Life in the Near East: In the Hellenistic and Roman Periods》. Leiden: BRILL. ISBN 978-9004167353.
- Harper, Prudence O.; Klengel-Brandt, Evelyn; Aruz, Joan; Benzel, Kim (1995). 《Assyrian Origins: Discoveries at Ashur on the Tigris: Antiquities in the Vorderasiatisches Museum, Berlin》. New York: Metropolitan Museum of Art. ISBN 0-87099-743-2.
- Hauser, Stefan R. "Post-Imperial Assyria". In Frahm (2017).
- Heeßel, Nils P. "Assyrian Scholarship and Scribal Culture in Ashur". In Frahm (2017).
- Jackson, Cailah (2020). 《Islamic Manuscripts of Late Medieval Rum, 1270s–1370s: Production, Patronage and the Arts of the Book》. Edinburgh: Edinburgh University Press. ISBN 978-1474451505.
- Jacobsen, Douglas (2021). 《The World's Christians: Who They Are, Where They Are, and How They Got There》. Hoboken: Wiley Blackwell. ISBN 978-1119626107.
- Jakob, Stefan (2017a). "The Middle Assyrian Period (14th to 11th Century BCE)". In Frahm (2017).
- Jakob, Stefan (2017b). "Economy, Society, and Daily Life in the Middle Assyrian Period". In Frahm (2017).
- James, E. O. (1966). 《The Tree of Life: An Archaeological Study》. BRILL. ISBN 978-9004378025.
- Jupp, James (2001). 《Australian People: An Encyclopedia of the Nation, its People and their Origins》. Cambridge: Cambridge University Press. ISBN 0-521-80789-1.
- Kalimi, Isaac; Richardson, Seth (2014). 〈Sennacherib at the Gates of Jerusalem: Story, History and Historiography: An Introduction〉.   Kalimi, Isaac; Richardson, Seth. 《Sennacherib at the Gates of Jerusalem: Story, History and Historiography》. Leiden: Brill Publishers. ISBN 978-9004265615.
- Kaufman, Stephen A. (1974). 《The Akkadian Influences on Aramaic》. The Oriental Institute of the University of Chicago Assyriological Studies. Chicago: University of Chicago Press. ISBN 0-226-62281-9.
- Kertai, David (2013). 《The Queens of the Neo-Assyrian Empire》. 《Altorientalische Forschungen》 40. 108–124쪽. doi:10.1524/aof.2013.0006. S2CID 163392326.
- Kertai, David (2019). 〈The Throne Room of Assyria〉.   Bietak, Manfred; Matthiae, Paolo; Prell, Silvia. 《Ancient Egyptian and Ancient Near Eastern Palaces. Volume II: Proceedings of a workshop held at the 10th ICAANE in Vienna, 25–26 April 2016》. Wiesbaden: Harrassowitz Verlag. 41–56쪽. doi:10.2307/j.ctvh4zg0s.6. ISBN 978-3447111836. JSTOR j.ctvh4zg0s.6. S2CID 194319884.
- Kletter, Raz; Zwickel, Wolfgang (2006). 《The Assyrian Building of ʿAyyelet ha-Šaḥar》. 《Zeitschrift des Deutschen Palästina-Vereins》 122. 151–186쪽. JSTOR 27931796.
- Lambert, W. G. (1983). 《The God Aššur》. 《Iraq》 45. 82–86쪽. doi:10.2307/4200181. JSTOR 4200181. S2CID 163337976.
- Lewy, Hildegard (1971). 〈Assyria c. 2600–1816 BC〉.   Edwards, I. E. S.; Gadd, C. J.; Hammond, N. G. L. 《The Cambridge Ancient History: Volume I Part 2: Early History of the Middle East》 3판. Cambridge: Cambridge University Press. ISBN 0-521-07791-5.
- Liverani, Mario (2014). 《The Ancient Near East: History, Society and Economy》. 번역 Tabatabai, Soraia. Oxford: Routledge. ISBN 978-0415679053.
- Livingstone, Alasdair (2009). 《Remembrance at Assur: The Case of the dated Aramaic memorials》. 《Studia Orientalia Electronica》 106. 151–157쪽.
- Livingstone, Alasdair. "Assyrian Literature". In Frahm (2017).
- Llop, Jaume (2012). 《The Development of the Middle Assyrian Provinces》. 《Altorientalische Forschungen》 39. 87–111쪽. doi:10.1524/aofo.2012.0007. JSTOR 41440513. S2CID 163552048.
- Luukko, Mikko; Van Buylaere, Greta. "Languages and Writing Systems in Assyria". In Frahm (2017).
- Mack, Jennifer (2017). 《The Construction of Equality: Syriac Immigration and the Swedish City》. Minneapolis: University of Minnesota Press. ISBN 978-1452955018.
- Mallowan, Max E. L. (1971). 〈The Early Dynastic Period in Mesopotamia〉.   Edwards, I. E. S.; Gadd, C. J.; Hammond, N. G. L. 《The Cambridge Ancient History: Volume I Part 2: Early History of the Middle East》 3판. Cambridge: Cambridge University Press. ISBN 0-521-07791-5.
- Marciak, Michal; Wójcikowski, Robert S. (2016). 《Images of the Kings of Adiabene: Numismatic and Sculptural Evidence》. 《Iraq》 78. 79–101쪽. doi:10.1017/irq.2016.8. S2CID 56050063.
- Marciak, Michał (2017). 《Sophene, Gordyene, and Adiabene: Three Regna Minora of Northern Mesopotamia Between East and West》. Leiden: BRILL. ISBN 978-9004350700.
- Maul, Stefan M. "Assyrian Religion". In Frahm (2017).
- Michel, Cécile. "Economy, Society, and Daily Life in the Old Assyrian Period". In Frahm (2017).
- Murre-van den Berg, Heleen (2021). 〈Syriac literature and Muslim-Christian relations under the Ottomans, 16th-19th centuries〉.   Thomas, David; Chesworth, John A. 《Christian-Muslim Relations. A Bibliographical History Volume 18. The Ottoman Empire (1800–1914)》. Leiden: BRILL. ISBN 978-9004448094.
- Na'aman, Nadav (1991). 《Chronology and History in the Late Assyrian Empire (631—619 B.C.)》. 《Zeitschrift für Assyriologie》 81. 243–267쪽. doi:10.1515/zava.1991.81.1-2.243. S2CID 159785150.
- Novák, Mirko (2016). 〈Assyrians and Arameans: Modes of Cohabitation and Acculuration at Guzana (Tell Halaf)〉.   Aruz, Joan; Seymour, Michael. 《Assyria to Iberia: Art and Culture in the Iron Age》. New York: Metropolitan Museum of Art. ISBN 978-1588396068.
- Oates, Joan (1992). 〈The fall of Assyria (635–609 BC)〉. 《The Cambridge Ancient History Volume 3 Part 2: The Assyrian and Babylonian Empires and Other States of the Near East, from the Eighth to the Sixth Centuries BC》. Cambridge University Press. ISBN 978-3111033587.
- Odisho, Edward Y. (1988). 《The Sound System of Modern Assyrian (Neo-Aramaic)》. Wiesbaden: Otto Harrassowitz. ISBN 3-447-02744-4.
- Parker, Bradley J. (2011). 《The Construction and Performance of Kingship in the Neo-Assyrian Empire》. 《Journal of Anthropological Research》 67. 357–386쪽. doi:10.3998/jar.0521004.0067.303. JSTOR 41303323. S2CID 145597598.
- Parpola, Simo (2004). 《National and Ethnic Identity in the Neo-Assyrian Empire and Assyrian Identity in Post-Empire Times》. 《Journal of Assyrian Academic Studies》 18. 5–22쪽.
- Payne, Richard (2012). 〈Avoiding Ethnicity: Uses of the Ancient Past in Late Sasanian Northern Mesopotamia〉.   Pohl, Walter; Gantner, Clemens; Payne, Richard. 《Visions of Community in the Post-Roman World: The West, Byzantium and the Islamic World, 300–1100》. Farnham: Ashgate Publishing. ISBN 978-1409427094.
- Radner, Karen (2015). 《Ancient Assyria: A Very Short Introduction》. Oxford University Press. ISBN 978-0198715900.
- Radner, Karen (2015b). 〈Royal pen pals: the kings of Assyria in correspondence with officials, clients and total strangers (8th and 7th centuries BC)〉 (PDF).   S. Prochazka; L. Reinfandt; S. Tost. 《Official Epistolography and the Language(s) of Power》. Austrian Academy of Sciences Press. 2022년 10월 9일에 원본 문서 (PDF)에서 보존된 문서.
- Radner, Karen. "Economy, Society, and Daily Life in the Neo‐Assyrian Period". In Frahm (2017).
- Radner, Karen (2019). 《Last Emperor or Crown Prince Forever? Aššur-uballiṭ II of Assyria according to Archival Sources》. 《State Archives of Assyria Studies》 28. 135–142쪽.
- Radner, Karen (2021). 〈Diglossia and the Neo-Assyrian Empire’s Akkadian and Aramaic Text Production〉.   Jonker, Louis C.; Berlejung, Angelika; Cornelius, Izak. 《Multilingualism in Ancient Contexts: Perspectives from Ancient Near Eastern and Early Christian Contexts》. Stellenbosch: African Sun Media. ISBN 978-1991201164.
- Reade, Julian (2011). 《The Evolution of Assyrian Imperial Architecture: Political Implications and Uncertainties》. 《Mesopotamia》 XLVI. 109–125쪽. ISSN 0076-6615.
- de Ridder, Jacob Jan (2017). 〈Slavery in Old Assyrian Documents〉.   Kulakoğlu, Fikri; Barjamovic, Gojko. 《Subartu XXXIX: Kültepe International Meetings, Vol. II: Movement, Resources, Interaction》. Turnhout: Brepols Publishers. ISBN 978-2503575223.
- Rollinger, Robert (2006). 《The Terms "Assyria" and "Syria" Again》. 《Journal of Near Eastern Studies》 65. 283–287쪽. doi:10.1086/511103. JSTOR 10.1086/511103. S2CID 162760021.
- Roux, Georges (1992). 《Ancient Iraq》. Penguin Books. ISBN 978-0140125238.
- Russell, John M. (2017a). "Assyrian Cities and Architecture". In Frahm (2017).
- Russell, John M. (2017b). "Assyrian Art". In Frahm (2017).
- Saggs, Henry W. F. (1984). 《The Might That Was Assyria》. London: Sidgwick & Jackson. ISBN 9780312035112.
- Schippmann, K. (2012). 〈Parthian Assur〉. 《Encyclopaedia Iranica, Vol. II, Fasc. 8》. 816–817쪽.
- Svärd, Saana (2015). 《Changes in Neo-Assyrian Queenship》. 《State Archives of Assyria Bulletin》 XXI. 157–171쪽.
- Tamari, Steve (2019). 〈The Land of Syria in the Late Seventeenth Century: ʿAbd al-Ghani al-Nabulusi and Linking City and Countryside through Study, Travel, and Worship〉.   Tamari, Steve. 《Grounded Identities: Territory and Belonging in the Medieval and Early Modern Middle East and Mediterranean》. Leiden: BRILL. ISBN 978-9004385337.
- Travis, Hannibal (2010). 《Genocide in the Middle East: The Ottoman Empire, Iraq, and Sudan》. Durham: Carolina Academic Press. ISBN 978-1594604362.
- Van De Mieroop, Marc (2016). 《A History of the Ancient Near East》 3판. Oxford: Wiley Blackwell.
- Veenhof, Klaas R.; Eidem, Jesper (2008). 《Mesopotamia: The Old Assyrian Period》. Orbis Biblicus et Orientalis. Göttingen: Academic Press Fribourg. ISBN 978-3727816239.
- Veenhof, Klaas R. "The Old Assyrian Period (20th–18th century BCE)". In Frahm (2017).
- Wagensonner, Klaus (2018). 〈Sumerian in the Middle Assyrian Period〉 (PDF).   Braarvig, Jens; Geller, Markham J. 《Multilingualism, Lingua Franca and Lingua Sacra》. Berlin: Max Planck Institute for the History of Science. ISBN 978-3945561133. 2022년 10월 9일에 원본 문서 (PDF)에서 보존된 문서.
- Waters, Matt (2014). 《Ancient Persia: A Concise History of the Achaemenid Empire 550–330 BCE》. Cambridge: Cambridge University Press. ISBN 978-1107009608.
- Widengren, G. (1986). 〈Āsōristān〉. 《이란 백과사전》 II/8. 785–786쪽.
- Yamada, Shiego (2000). 《The Construction of the Assyrian Empire: A Historical Study of the Inscriptions of Shalmanesar III (859–824 B.C.) Relating to His Campaigns to the West》. Leiden: BRILL. ISBN 90-04-11772-5.
- Yamada, Shiego. "The Transition Period (17th to 15th century BCE)". In Frahm (2017).
- Yapp, Malcolm (1988). 《The Making of the Modern Near East 1792–1923》. London: Routledge. ISBN 978-0582493803.

### 웹 자료
- “아슈르바니팔”. 《브리태니커 백과사전》. 2019년 11월 28일에 확인함.
- Bain, Robert (2017). “Women, Fundamentalism and Terror: Echoes of Ancient Assyria”. 《하인리히 뵐 재단》. 2022년 1월 29일에 확인함.
- “Newly Digitised Manuscript Sheds Valuable Light on Assyrian Identity”. 《아시리아 문화사회청년협회》 (영어). 2022년 1월 23일. 2022년 10월 12일에 원본 문서에서 보존된 문서. 2022년 1월 25일에 확인함.
- “아시리아 남성 인물상 머리”. 《메트로폴리탄 미술관》. 2019년 3월 22일. 2023년 5월 11일에 원본 문서에서 보존된 문서. 2023년 4월 20일에 확인함.
- Radner, Karen (2012). 〈왕의 길 – 제국 통신망〉. 《아시리아 제국 건설자들》. 유니버시티 칼리지 런던.